# Niza
Niza (en francés: Nice pronunciado /nis(ə)/; en occitano: Niça, pronunciado [ˈnisa]) es una ciudad francesa situada en el departamento de los Alpes Marítimos, en la región de Provenza-Alpes-Costa Azul.
Es uno de los centros de la turística Costa Azul, junto al mar Mediterráneo, próximo a la frontera con Italia (30 km) y Mónaco (20 km), encontrándose en las estribaciones de los Alpes, al este del río Var. Niza está situada a 960 km de París, 230 km de Marsella, la capital regional, 195 km de Génova y 215 km de Turín. Se trata de la ciudad más grande de la Costa Azul, extendida de Hyères a Menton. Sus balnearios y playas atraen a un turismo de alto nivel adquisitivo, al igual que sus paseos, sus museos, su vida nocturna y sus magníficas vistas del mar constituyen un atractivo para el turismo. Por su área urbana, es también la séptima ciudad de Francia.
Niza es la capital histórica del Condado de Niza. Una parte de su población conserva el dialecto nizardo, una variedad de la lengua occitana.

## Topónimo
Existen dos probables etimologías para la palabra Niza, por una parte, se cree procedente del antiguo idioma prerromano de los lígures, en tal idioma desaparecido nis habría significado "fuente de agua dulce", si bien la etimología más difundida es la de origen griego: Νικαïα (Nikaia, "que da la victoria"), variación de Niké (Victoria), al parecer por la victoria que obtuvieron los colonos griegos sobre la población lígur-etrusca. Nikaia es un epíteto unido al nombre de dos diosas, Artemisa y Atenea, diosas honoradas en Marsella, por lo que sería uno de los muchos nombres de la costa mediterránea griega como Fos, Antibes y Agda.
Durante el Imperio romano se denominó a esta ciudad con una latinización del nombre griego: Nicæa; durante la Edad Media, su nombre pasó a ser Niça, en occitano y, posteriormente, cuando la ciudad perteneció al Reino de Cerdeña, fue llamada Nizza Marittima para diferenciarla de Nizza Monferrato.

## Gentilicio
El gentilicio es "nizardo" en español y niçois en francés.

## Historia
La historia de Niza se caracteriza esencialmente por dos elementos. Por ser principalmente una ciudad de frontera y controlar el pasaje meridional de los Alpes. Formó parte sucesivamente de Saboya, Reino de Cerdeña y Francia. Es una ciudad cuya expansión se ha acelerado bruscamente en el siglo XX, sobre todo por el desarrollo del turismo. Estas dos características han dado lugar a importantes consecuencias en la planificación social, política, económica, cultural, e incluso urbanas.

### Prehistoria
Se sabe que la región donde actualmente se asienta la ciudad de Niza ha estado habitada por el ser humano desde hace 400 000 años. Así lo atestiguan los restos arqueológicos encontrados en Terra Amata: puntas de flecha, bifaces, huesos animales y algún resto humano.
En esa época el nivel del mar estaba más alto y la colina del castillo era una isla. Se cree que los habitantes prehistóricos, cazadores, se asentaron sobre una playa de piedras, al lado de una fuente de agua dulce.

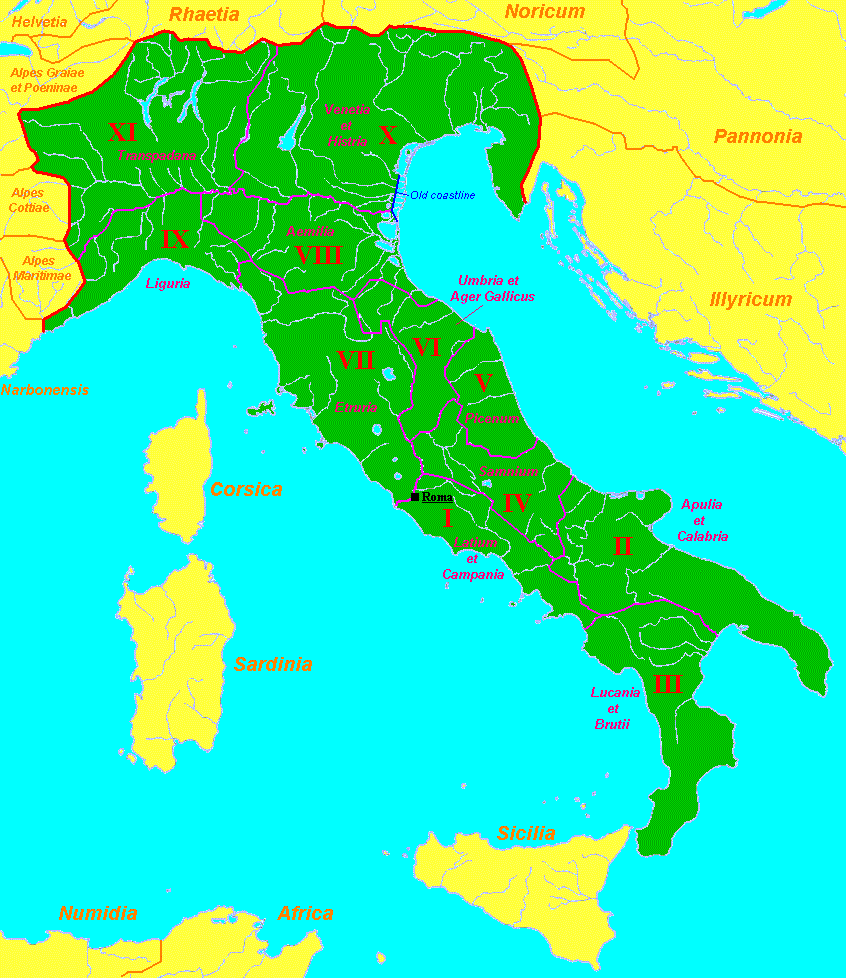
Niza en la época de Italia romana, Región IX Liguria

### Antigüedad
Niza fue fundada hace unos 2300 años por los griegos focenses en un abrigo apropiado para ser un puerto y recibió el nombre de Niké o Nicaea en honor a la victoria contra los lígures, pueblo autóctono. (Niké es el nombre de la diosa griega de la victoria).
Niza fue una colonia griega sobre las costas de Liguria para comerciar con las poblaciones de la región de Liguria para contrarrestar las ambiciones etruscas y púnicas sobre el oeste de Italia.

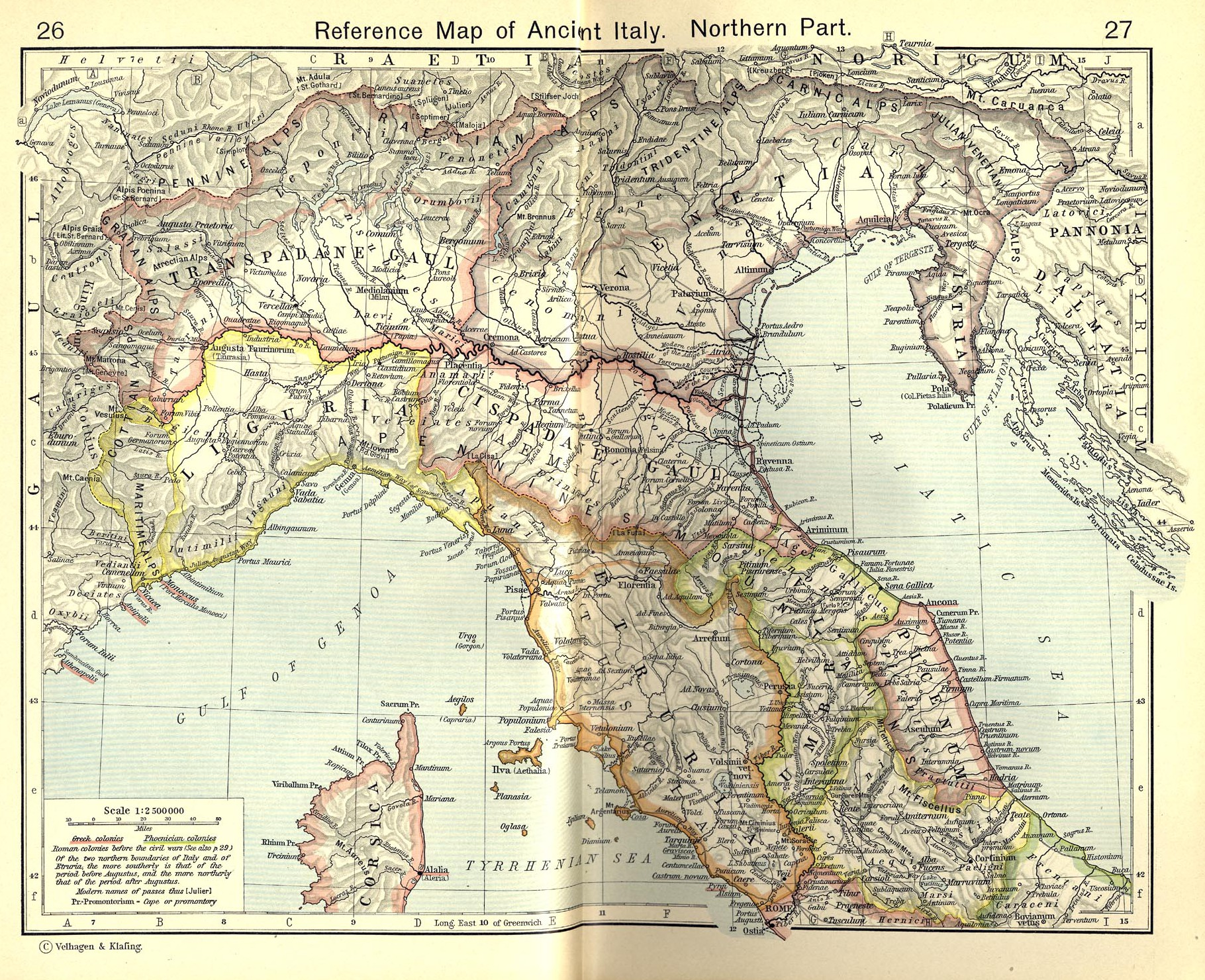
Niza en la Italia antigua: Liguria

En 154 a. C., los romanos llegaron por primera vez. La ciudad fue incorporada a la prefectura de Italia en la provincia de Liguria, aunque posteriormente fue capital de la provincia romana de los Alpes Marítimos, formada a partir de la Liguria: Región IX Liguria de Italia. Más tarde es Cemenelum que se hará la capital de la provincia romana de los Alpes Marítimos. El río Var o Varo separaba la Galia de la provincia romana de los Alpes Marítimos y otras regiones italianas.
La ciudad se transformó pronto en un importante puerto comercial de la costa lígur. Como ciudad, tenía una importante rival en la cercana Cemenelum que continuó existiendo hasta los tiempos de las invasiones lombardas. Las ruinas de Cemenelum se encuentran en Cimiez, actualmente uno de los barrios de Niza. En la colina de Cimiez, se encuentra un espléndido recinto arqueológico y bajo su parque de olivos se esconde gran parte de la antigua ciudad romana. Actualmente, el anfiteatro sirve de sede de eventos como el festival internacional de jazz de Niza o la fiesta de los mayos entre otros.

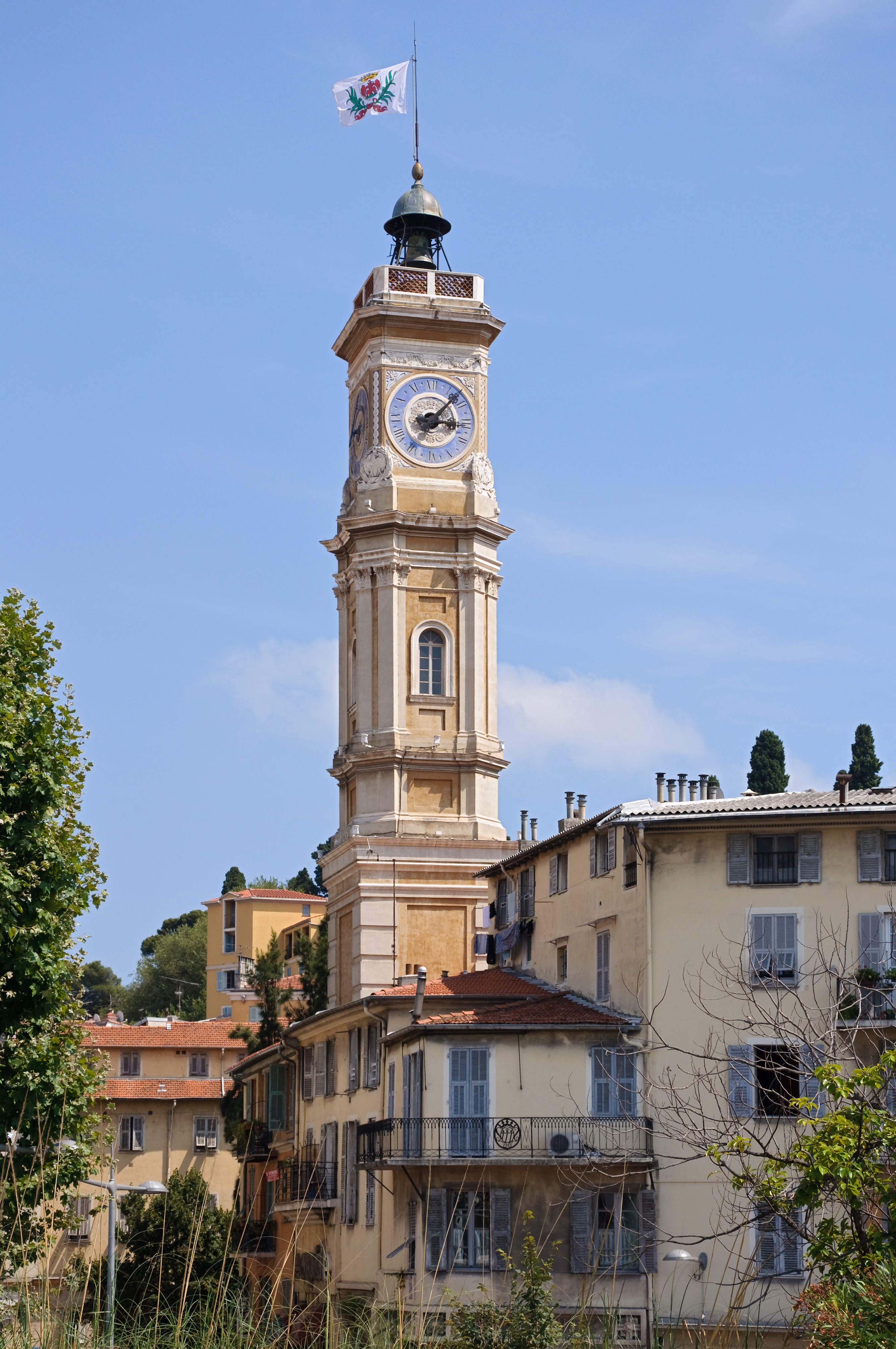
Torre de San Francisco (Tour de Saint François)

### Edad Media

Niza en la Liga liguria medieval.

En el año 500 Niza sufrió la invasión ostrogoda, como el resto de Italia, y luego en el 550, sobrevino la unificación con el Imperio romano de oriente. En el siglo VII, Niza estuvo bajo dominación de los lombardos.
En el siglo VII, Niza se unió a la liga de Génova formada por las ciudades de Liguria, y en el 729 expulsó a los sarracenos, pero sufrió el pillaje de éstos entre el 859 y el 880 cuando fue quemada.
Durante la Edad Media, Niza intervino en la mayoría de las guerras y desastres que asolaron Italia. Como aliada de Génova fue enemiga de Pisa. Durante los siglos XIII y XIV perteneció en varias ocasiones a los condes de Provenza pero la población de Niza siempre rechazó las invasiones francesas con numerosas guerras. El Var o Varo separa la Galia de Italia desde época romana. En 1108 Niza se convierte en una república italiana de Liguria que toma como ejemplo a su hermana mayor Génova. En 1166 las tropas de Provenza intentaron invadir Niza pero la oposición y resistencia de sus habitantes les obligó a renunciar de tal propósito. Sin embargo, en el año 1176 Niza es invadida por la Provenza encabezada por Alfonso I que tiranizaría a la población. En 1215, a la muerte de Alfonso I la ciudad se rebela, venciendo a las tropas francesas y Niza se alía con Génova.
En 1347-1348 es asolada por la peste negra, la ciudad pierde a la mitad de su población.
Una comunidad judía se estableció en la ciudad en el siglo XIII.

### De la Edad Media alsigloXIX

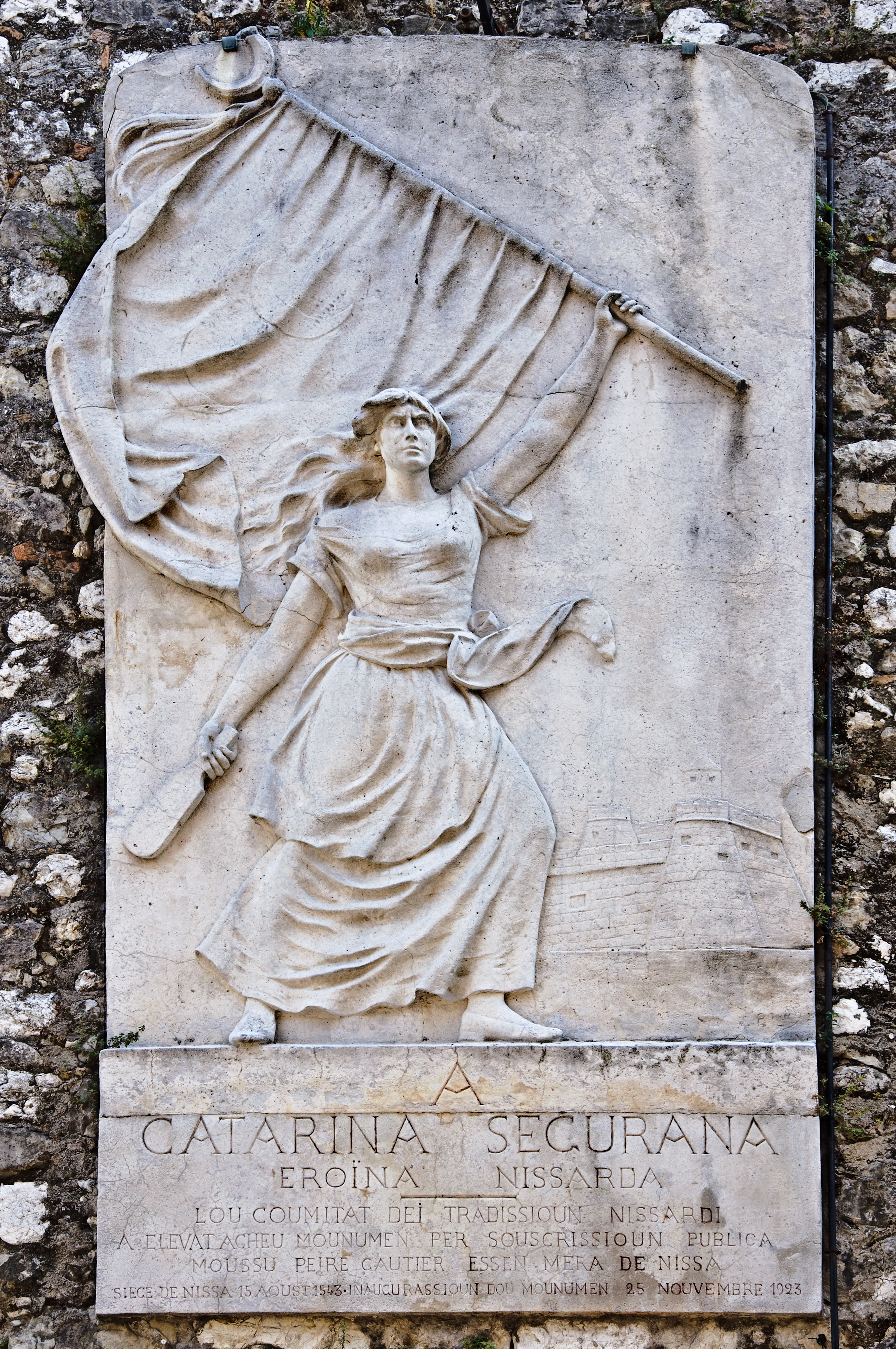
Caterina Segurana contra los franceses y los turcos en el sitio de Niza (1543)

Estados italianos en 1494

Estados italianos en 1796

Estados italianos en 1843

En 1388 la comuna de Niza se puso bajo la protección de los condes de Saboya. 

a pacto que no la entregaran nunca ni a los provenzales ni a los franceses.

 Llegó a ser el único puerto del condado de Saboya en el Mediterráneo, con la vecina ciudad de Villefranche-sur-Mer. La fuerza marítima de Niza se fue incrementando progresivamente, sus fortificaciones fueron ampliadas y sus carreteras mejoradas. En la contienda entre Carlos I de España y Francisco I de Francia, Niza sufrió el paso de los diferentes ejércitos con la consecuencia de pillajes franceses, pestes y hambre durante varios años. Finalmente el papa Pablo III hizo firmar un tratado de paz entre ambos monarcas, que se reunieron en la ciudad y firmaron la Tregua de Niza. La paz duró diez años. Niza fue a menudo atacada porque la ciudad no poseía guarnición fija para defenderla. Niza controlaba el paso meridional de los Alpes. Niza estaba también bajo la protección del reino de España y de otras ciudades italianas.
En 1543 es el sitio de Niza. Niza fue atacada por las fuerzas de Francisco I de Francia y el pirata turco Barbarroja y en la victoria le fue permitido a Barbarroja saquear la ciudad y tomar 2500 de sus habitantes como esclavos. La ciudad baja es tomada en el momento del asalto del 15 de agosto de 1543, pero la fortaleza resistirá, hasta que franceses y turcos se replieguen en septiembre ante la noticia de la llegada de la flota bajo el mando del almirante genovés Andrea Doria, y de los ejércitos de Alfonso de Ávalos que venían desde Milán (ambos al servicio de Carlos I de España). El 8 de septiembre los atacantes se retiraron. Caterina Segurana es una heroína nizarda que se hizo ilustre en el momento de la batalla del sitio de Niza (1543) contra los franceses y los turcos.
La peste reapareció en los años 1550 y 1580.
En 1561 Manuel Filiberto de Saboya, suprimió la utilización del latín como la lengua administrativa y estableció la lengua italiana como la lengua oficial de asuntos gubernamentales en Niza. Aunque la población utilizaba siempre el ligur.
En 1600, la ciudad es sitiada brevemente por el duque de Guisa durante la guerra franco-saboyana, que terminará con el tratado de Lyon, que mantiene la ciudad en manos de Saboya.
En 1610 es la construcción del Camino Real Niza-Turín. En 1642, los españoles fueron expulsados de Niza. En 1690, Saboya aliado del emperador y de España combatió contra Luis XIV de Francia en el marco de la liga de los Habsburgo. Los franceses ocuparon Saboya en 1691 y el mariscal de Catinat toma Niza. Cinco años más tarde en 1696, la ciudad fue entregada de nuevo a los duques de Saboya al casarse la hija del duque con un nieto de Luis XIV de Francia. Poco después, Luis XIV hizo asediar la ciudad en 1705 por el duque de Feuillade y el mariscal de Berwick. Tras su conquista se demolieron sus fortificaciones. El año siguiente la contraofensiva saboyana alcanzó hasta Tolón, y la ciudad fue reconstruida.
Las tropas sardas entraron en la ciudad en 1707. En 1713, la firma del Tratado de Utrecht confirma Niza en la casa de Saboya que se hace con el Reino de Cerdeña. En 1792 la ciudad es conquistada por las tropas de la república francesa. Combates violentos entre las tropas sardas y los invasores franceses. Las tropas sardas liberan Niza. Un año más tarde una nueva invasión y una ocupación francesa entre 1793 y 1814. Niza es una posición geográfica estratégica para Francia. Controla el acceso a Italia. En 1815 los nizardos aclaman a Víctor Manuel I de Cerdeña y piden la vuelta al Reino de Cerdeña. En 1814, el territorio fue de nuevo devuelto al Reino de Cerdeña.

### Invasión y anexión francesa en 1860

Invasión y anexión francesa de Saboya y de Niza en 1860

En 1860, Francia invadió Niza y se la anexionó tras la firma del Tratado de Turín. El Tratado de Turín concedió a Francia la Saboya y Niza (con el acuerdo de las poblaciones respectivas de estas regiones con un voto) a cambio de la total ayuda militar de Francia contra los austríacos, apoyando de esta manera a Italia en su esfuerzo por la unificación. En este tratado, Francia no dio más elección a Italia que tener que ceder el Condado de Niza, en aquel momento poblado por ciudadanos italianos.
Por su parte, Francia firmó la paz precipitadamente con Austria. Esta situación dejaba a Italia sola en la guerra (antes de la unificación italiana). Francia no valoró su compromiso de alianza con Italia, y se anexionó Niza y Saboya. La cesión fue ratificada por un referéndum regional: más de 25 000 electores de un total de 30 700 estaban a favor del apego a Francia. Saboya también fue transferido a la Corona francesa por medios similares. El plebiscito fue controlado por Francia. Giuseppe Garibaldi, nacido en Niza, se opuso a la cesión a Francia, argumentando que la votación fue manipulada por los franceses. Hoy en día hay historiadores que apuntan que el resultado fue adulterado.
Como consecuencia, muchos nizardos se establecieron en el nuevo reino de Italia, principalmente en las localidades de Ventimiglia, Bordighera y Ospedaletti. Después la anexión, nació un movimiento que reclamaba la anexión de Niza a Italia nuevamente. Este movimiento es conocido como irredentismo italiano en Niza. Los irredentistas italianos consideraron Niza uno de sus principales objetivos nacionalistas, junto con Istria, Dalmacia, Córcega y Trentino.
Niza fue anexionada a Francia al mismo tiempo y en las mismas condiciones que Saboya. Los dos delegados nizardos Giuseppe Garibaldi y Laurenti-Roubaudi enviaron la siguiente carta de protesta al Parlamento de Turín para denunciar las condiciones del plebiscito:

Señor Presidente,
" Visto el resultado del voto del condado de Niza, que se efectuó el 15 del corriente, sin ninguna garantía legal, en violación manifiesta de la libertad y de la regularidad de la votación y de las promesas solemnes estipuladas en el tratado de cesión del 24 de marzo;
" Esperado, que tal voto se celebró en un país que nominalmente todavía pertenecía al Estado Cerdeña (Italia) y que era libre de escoger entre éste y Francia, pero que se encontraba en realidad completamente en las manos de esta última potencia, ocupado militarmente y sometido a todas las influencias de la fuerza material, como nos lo prueban sin contestación posible los testimonios de la cámara y del país;
" Esperado que el voto presente se celebró con irregularidades muy graves, pero que la experiencia del pasado nos niega toda esperanza de ver ordenado una encuesta para este sujeto;.
" Firmados, creemos de nuestro deber de depositar nuestro mandato de representantes de Niza, protestando contra el acto de fraude y de violencia perpetrado, hasta que el tiempo y las circunstancias nos permitan y a nuestros conciudadanos hacer valer con una libertad efectiva nuestros derechos, que no pueden ser aminorados por un pacto ilegal y fraudulento "
Giuseppe Garibaldi - Laurenti-Roubaudi

Invasión y anexión de Niza por Francia en 1860

Los boletines de voto estaban escritos en francés, lengua que los nizardos no comprendían. No había boletínes con voto "NO", y el ejército francés controlaba los centros electorales. Los alcaldes contrarios a la anexión eran cesados y el personal municipal nombrado por las autoridades francesas. Se produjo la ocupación militar francesa y la promesa de la penitenciaría de Cayena, sin ningún juicio, para todo opositor a la anexión. Inglaterra, Alemania y muchos otros países europeos calificaron esta votación como "una broma".
Un periodista inglés del periódico The Times lo redactó como:

¡El plebiscito de 1860 fue la broma más abyecta realizada nunca en la historia de las naciones!

En 1860, la población de la ciudad se rebeló contra los franceses manifestando la reunificación al reino de Italia, pero el gobierno de París mando un ejército para reprimir la rebeldía. Giuseppe Garibaldi, nacido en Niza, intentó con los nizardos reunificar su ciudad a Italia con el argumento de que la votación fue manipulada por los franceses, pero el ejército francés se opuso firmemente. El ejército francés vuelve a ocupar Niza durante numerosos años. Se prohibió la lengua italiana y se cerraron todos los periódicos nizardos, empezando un proceso de afrancesamiento forzoso del Condado de Niza.

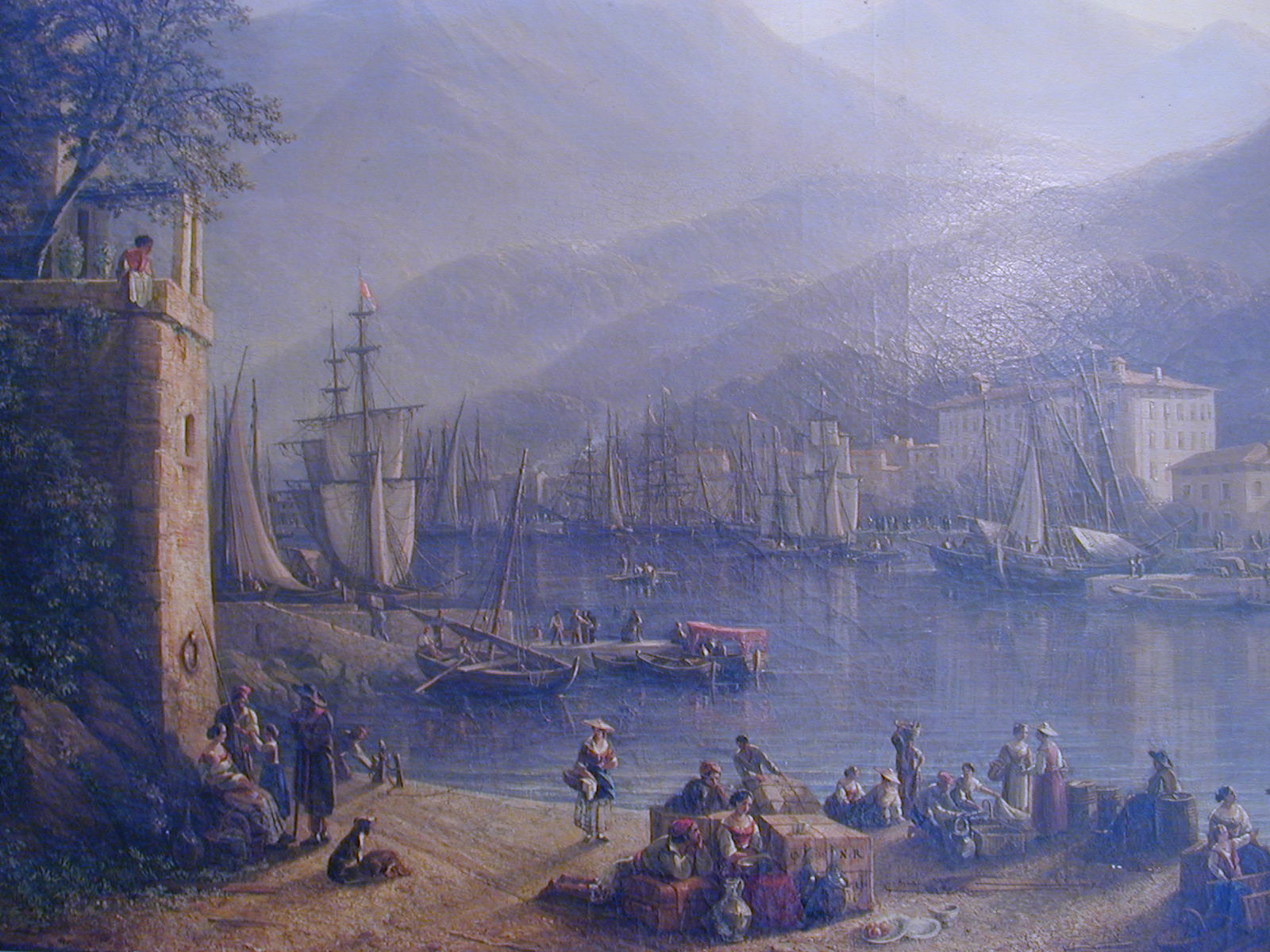
L'Ancien Port de Nice, pintura de Isidore Dagnan (1794-1873). Colección del museo municipal de Orange.

Hubo que esperar 1871 para tener elecciones relativamente libres. El partido antifrancés de Giuseppe Garibaldi ganó las elecciones y los nizardos se lo secundaron. El 9 de febrero de 1871, los nizardos en las calles gritaban el eslogan: 

¡Viva Niza! ¡Viva Italia! ¡Abajo Francia! ¡Muerte a los franceses!

Se produce una tentativa de golpe de Estado bajo el liderazgo de Giuseppe Garibaldi, los habitantes de Niza reclaman la reunificación con Italia. Niza es vencida por un ejército francés compuesto de 10 000 soldados. Muchos nizardos serán deportados, juzgados y condenados a prisión. Muchos se ven con la obligación de exiliarse para salvar sus vidas, asentándose en el nuevo estado italiano.
En 1873, vuelve a haber manifestaciones violentas y la vieja reivindicación de los nizardos de unión con Italia. En 1875 tuvo lugar una rebelión importante de los nizardos, el 85 % de la población de Niza pide recobrar su independencia. Entonces, Thiers envió sus tropas para reprimir a los insurrectos nizardos. Varias centenas de Nizardos fueron muertos por las tropas de la república francesa.
En 1882 el arquitecto Charles Garnier construyó el célebre Observatorio de Niza ayudado por Gustave Eiffel.

### SigloXX, Niza francesa
A finales del siglo XIX y principios del XX, Niza es elegida como lugar de vacaciones en invierno por la reina Victoria I de Inglaterra, quien pasaba largas temporadas en su palacio en la colina de Cimiez, actual hotel Régina (en el cual vivió Matisse, durante su estancia nizarda). Los ingleses adinerados construyeron palacetes sobre Cimiez y crearon la avenida marítima, en cuyo recuerdo es llamada Promenade des Anglais (paseo de los Ingleses). Para la reina, se creó un paseo sobre las antiguas casas de los pescadores, donde podía ver el mar y la actividad frenética en torno a la actual Cours Saléya.

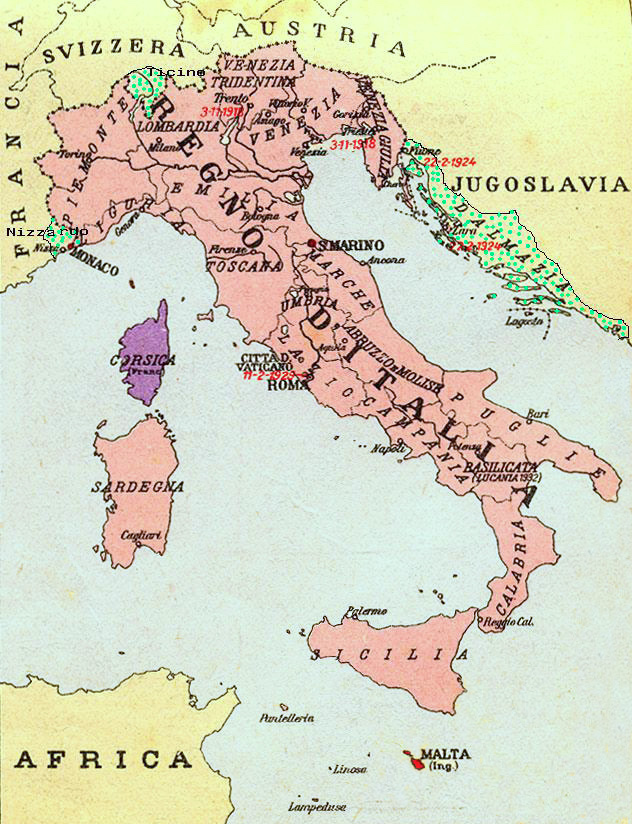
Tarjeta de 1919 que representa Italia y sus reivindicaciones territoriales sobre todas las poblaciones italianas.

En el siglo XX, Niza vio la llegada del transporte moderno. En 1900, el tranvía de la urbe electrificó sus tranvías tirados por caballos y extendió su red a todo el departamento, desde Menton a Cagnes-sur-Mer. Por la década de 1930, se añadieron más conexiones de autobús en la zona. En la década de 1930, Niza fue sede internacional de carreras de coches en la Fórmula Libre (predecesora de la Fórmula 1) en el llamado Circuito de Niza. El circuito comenzaba a lo largo de la línea de costa, al sur de los jardines de Alberto I, y luego se dirigió hacia el oeste a lo largo del paseo de los Ingleses seguida por una curva cerrada en el Hotel Negresco que retrocedía hacia el este y alrededor de los jardines de Alberto I antes de dirigirse de nuevo hacia el este a lo largo de la playa en el Quai des Etats-Unis (nombre dado, desde el siglo XIX, a una línea a lo largo de la costa oriental de la bahía de los Ángeles de Niza, en la carretera en la orilla del mar de los Alpes-Maritimes.
Durante la Segunda Guerra Mundial, el aeropuerto fue requisado por la aviación militar francesa el (3 de septiembre de 1939).
Cuando la guerra iba estalló en septiembre de 1939, Niza se convirtió en una ciudad de refugio para muchos extranjeros desplazados, en particular judíos que huían de la progresión nazi en Europa del Este. Desde Niza muchos buscaron refugio aún más en las colonias francesas, Marruecos y América del Norte y del Sur. Después de julio de 1940, tras el establecimiento del régimen de Vichy, se produjeron varias agresiones antisemitas que aceleraron el éxodo, desde julio de 1941 y continuando hasta 1942. El 26 de agosto de 1942, 655 judíos de origen extranjero fueron detenidos por el gobierno Laval e internados en los cuarteles Auvare. De éstos, 560 fueron deportados al campo de internamiento de Drancy el 31 de agosto de 1942. Debido a la actividad del banquero judío Angelo Donati y del fraile capuchino Père Marie-Benoît, las autoridades locales obstaculizaron la aplicación de las leyes antijudías Vichy. De hecho durante la guerra, el banquero judío Angelo Donati ayudó a numerosos judíos a huir la política antisemita francesa hacia Italia.
Los primeros résistants al nuevo régimen fueron un grupo de estudiantes de secundaria del Liceo de Niza, ahora Lycée Masséna, en septiembre de 1940. Más tarde, estos fueron detenidos y ejecutados en 1944 cerca de Castellane. Las primeras manifestaciones públicas se produjeron el 14 de julio de 1942, cuando varios cientos de manifestantes salieron a las calles a lo largo de la avenida de la Victoria y de la plaza Masséna. En noviembre de 1942 las tropas alemanas entraron en la mayor parte de la Francia no ocupada, pero las tropas italianas se trasladaron a una zona más pequeña incluyendo Niza. La ciudad estuvo ocupada y administrada por Italia entre 1942 y 1943. Una cierta ambivalencia se mantuvo entre la población, muchos de los cuales eran residentes de ascendencia italiana cuyos padres y abuelos participaron en las protestas que buscaban la reincorporación a Italia el siglo pasado. Sin embargo, la resistencia cobró impulso después de la rendición de Italia en 1943, cuando el ejército alemán ocupó la antigua zona italiana. En 1943, los nazis ocuparon la Gran Sinagoga y encerraron en ella a muchos judíos antes de su deportación. Las represalias se intensificaron entre diciembre de 1943 y julio de 1944, cuando muchos partidarios fueron torturados y ejecutados por la Gestapo local y el Milice francés. La región de Niza fue fuertemente bombardeada el 26 de mayo de 1944 por las tropas aliadas en preparación de las maniobras para el desembarco de Normandía. Este bombardeo provocó alrededor de 1000 víctimas y más de 5600 personas sin hogar, y el hambre sobrevino durante el verano de 1944. Los paracaidistas estadounidenses entraron en la ciudad el 30 de agosto de 1944 y la ciudad fue finalmente liberada. Las consecuencias de la guerra fueron muy elevadas, la población disminuyó en un 15 % y la vida económica se interrumpió totalmente. Otra pérdida, en lo artístico-monumental fue el casino proyectado sobre el mar al cual se accedía por una pasarela, de gran belleza, de inspiración oriental en sus cúpulas, fue utilizado por los alemanes para crear armas de guerra, al tener una estructura ferrovítrea.
Tras la Segunda Guerra Mundial, en la segunda mitad del siglo XX, Niza disfrutó de un auge económico impulsado principalmente por el turismo y la construcción. Niza fue gobernada por el popular alcalde Jean Médecin (alcalde de 1923 a 1941 y de 1947 a 1965) y posteriormente por su hijo Jacques Médecin (alcalde de 1966 a 1990). Bajo su liderazgo, hubo una importante remodelación urbanística, que incluye muchas nuevas construcciones. Estos incluyen el centro de convenciones, teatros, nuevas vías y autopistas. La llegada de los pieds-noirs, los refugiados de la independencia de Argelia a partir de 1962, también dio a la ciudad un impulso y cambió significativamente la composición de su población y su punto de vista tradicional. A finales de la década de 1980, los rumores de corrupción política en el gobierno de la ciudad a la superficie; y, finalmente, las acusaciones contra Jacques Médecin lo obligaron a huir de Francia en 1990. Más tarde, fue detenido en Uruguay en 1993, fue extraditado a Francia en 1994, condenado por varios delitos de corrupción y delitos conexos y condenado a prisión. 
El 16 de octubre de 1979, se produjo un deslizamiento de tierra y un deslizamiento submarino que causaron los tsunamis que golpearon la costa occidental de Niza. No obstante, el debate está abierto pues existen opiniones que dicen que lo que provocó el tsunami fue el colapso de las obras de ampliación del aeropuerto. Estos fenómenos costaron la vida a entre 8 y 23 personas.
El alcalde de Niza hasta marzo de 2008, Jacques Peyrat (alcalde desde 1995), es un miembro del partido de derecha UMP y antiguo miembro del Front National de Jean-Marie Le Pen.
En el año 2000 la Unión Europea firmó en la ciudad el Tratado de Niza que afecta profundamente a las estructuras y gobierno de la Unión.
En febrero de 2001, los líderes europeos se reunieron en Niza para negociar y firmar lo que ahora es el Tratado de Niza, en el que se aprobó la modificación de las instituciones de la Unión Europea.
En el año 2010, las autoridades francesas quisieron celebrar el 150 aniversario del "referéndum" de unión del condado de Niza a la república francesa. En el Museo Masséna se pueden ver los documentos del plebiscito realizado con motivo de la adhesión.
El 14 de julio de 2016, se produjo un atentado terrorista en Niza en el que un camión arrolló a una multitud de personas en el paseo de los Ingleses que disfrutaban del espectáculo de fuegos artificiales durante la celebración del Día de la Bastilla. Provocó la muerte de más de ochenta personas.

## Geografía

### Localización

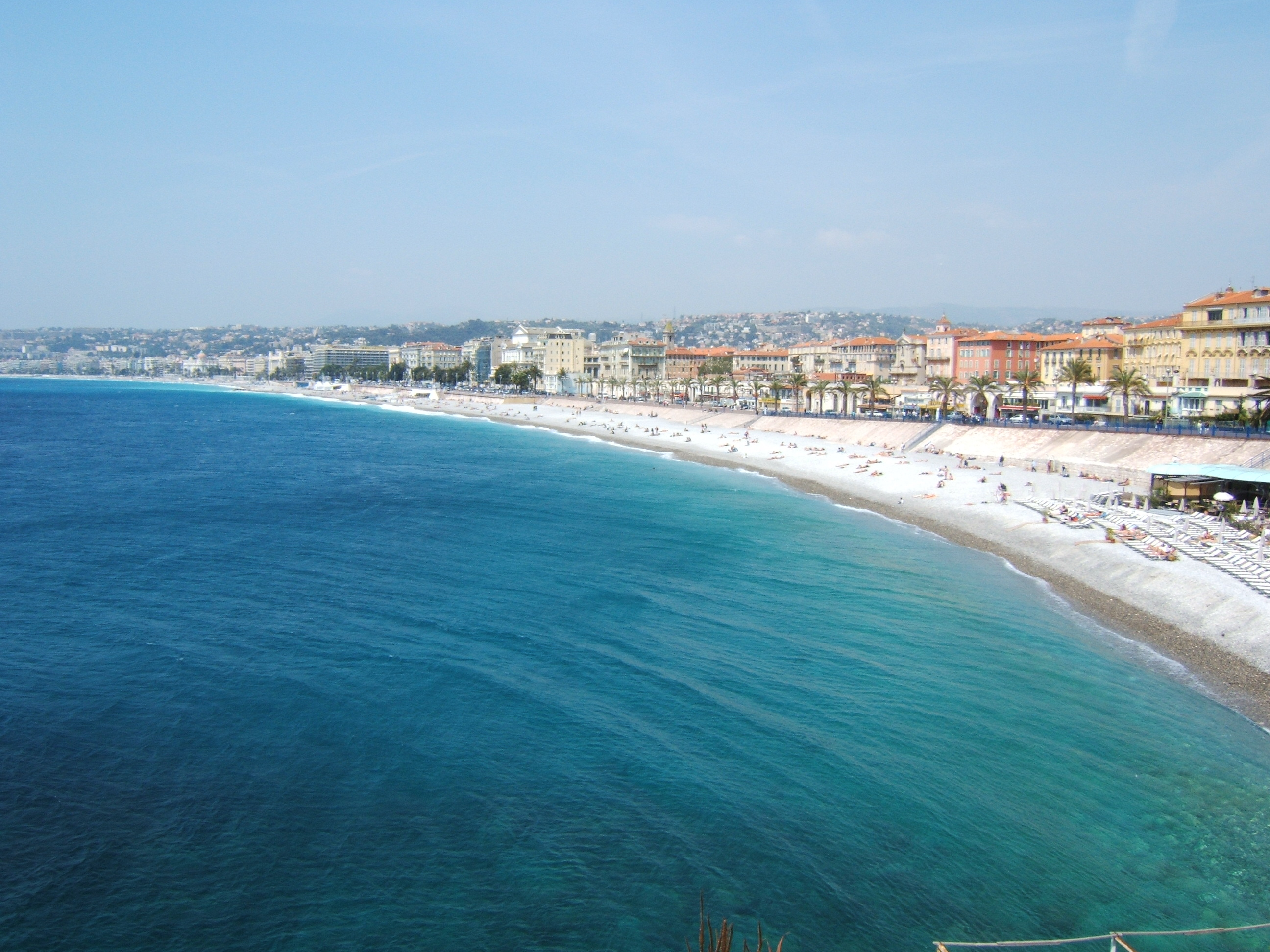
El mar Mediterráneo en Niza

Niza se encuentra en el extremo sureste de Francia continental, a unos 30 km de la frontera italiana, a orillas del Mediterráneo. Es parte de la Riviera. Está a orillas de la bahía de los Ángeles (Baie des Anges) y rodeada por colinas. Ubicada entre las ciudades de Cannes y Montecarlo, Niza es la joya de la Costa Azul y el núcleo de la llamada Riviera Francesa, de la que es la mayor ciudad. Con una posición excéntrica dentro de la Francia continental y de la propia región de Provenza-Alpes-Costa Azul, se halla ubicada a 960 km de París y a 230 km de Marsella, la capital regional; mientras que está relativamente próxima a grandes ciudades italianas como Génova (195 km) y Turín (216 km). Niza forma parte de la región geográfica italiana.
La ciudad de Niza se sitúa en la costa del mar Mediterráneo, en el estrecho llano del Paillon, limitado al norte por el macizo montañoso de Mercantour y al sur por el mar Mediterráneo. La ciudad limita al oeste con el valle del Var o Varo y al este por el monte Borón.
La ciudad cuenta con dos pequeños ríos, el Paillon y el río Magnan. El Paillon fluye por el este, entre Niza y la colina de Cimiez y atraviesa el centro de la ciudad; está soterrado y sobre él se extienden los jardines y fuentes del Paillon. El arroyo Magnan fluye por el oeste y es mucho más pequeño. Varias colinas dominan la ciudad, siendo la más conocida de ellas la colina de Cimiez con sus ruinas romanas, su monasterio franciscano y el museo Matisse. En esta colina se celebra el Nice Jazz Festival en el mes de julio. La colina del Castillo separa a la ciudad del puerto, en ella se encuentran ruinas del antiguo castillo, una cascada artificial y dos cementerios.

### Clima
| Parámetros climáticos promedio de Niza (Aeropuerto Internacional de Niza-Costa Azul), normales 1991–2020, extremos 1942–presente | Parámetros climáticos promedio de Niza (Aeropuerto Internacional de Niza-Costa Azul), normales 1991–2020, extremos 1942–presente | Parámetros climáticos promedio de Niza (Aeropuerto Internacional de Niza-Costa Azul), normales 1991–2020, extremos 1942–presente | Parámetros climáticos promedio de Niza (Aeropuerto Internacional de Niza-Costa Azul), normales 1991–2020, extremos 1942–presente | Parámetros climáticos promedio de Niza (Aeropuerto Internacional de Niza-Costa Azul), normales 1991–2020, extremos 1942–presente | Parámetros climáticos promedio de Niza (Aeropuerto Internacional de Niza-Costa Azul), normales 1991–2020, extremos 1942–presente | Parámetros climáticos promedio de Niza (Aeropuerto Internacional de Niza-Costa Azul), normales 1991–2020, extremos 1942–presente | Parámetros climáticos promedio de Niza (Aeropuerto Internacional de Niza-Costa Azul), normales 1991–2020, extremos 1942–presente | Parámetros climáticos promedio de Niza (Aeropuerto Internacional de Niza-Costa Azul), normales 1991–2020, extremos 1942–presente | Parámetros climáticos promedio de Niza (Aeropuerto Internacional de Niza-Costa Azul), normales 1991–2020, extremos 1942–presente | Parámetros climáticos promedio de Niza (Aeropuerto Internacional de Niza-Costa Azul), normales 1991–2020, extremos 1942–presente | Parámetros climáticos promedio de Niza (Aeropuerto Internacional de Niza-Costa Azul), normales 1991–2020, extremos 1942–presente | Parámetros climáticos promedio de Niza (Aeropuerto Internacional de Niza-Costa Azul), normales 1991–2020, extremos 1942–presente | Parámetros climáticos promedio de Niza (Aeropuerto Internacional de Niza-Costa Azul), normales 1991–2020, extremos 1942–presente |
| Mes | Ene. | Feb. | Mar. | Abr. | May. | Jun. | Jul. | Ago. | Sep. | Oct. | Nov. | Dic. | Anual |
| --- | --- | --- | --- | --- | --- | --- | --- | --- | --- | --- | --- | --- | --- |
| Temp. máx. abs. (°C) | 22.5 | 25.8 | 26.1 | 26.1 | 31.4 | 36.8 | 37.0 | 37.7 | 33.9 | 29.9 | 25.4 | 22.0 | 37.7 |
| Temp. máx. media (°C) | 13.3 | 13.5 | 15.4 | 17.4 | 21.0 | 24.7 | 27.5 | 27.9 | 24.8 | 21.0 | 17.0 | 14.1 | 19.8 |
| Temp. media (°C) | 9.5 | 9.8 | 11.8 | 14.1 | 17.7 | 21.4 | 24.1 | 24.5 | 21.2 | 17.5 | 13.3 | 10.3 | 16.3 |
| Temp. mín. media (°C) | 5.8 | 6.1 | 8.3 | 10.8 | 14.5 | 18.1 | 20.8 | 21.1 | 17.7 | 14.0 | 9.7 | 6.6 | 12.8 |
| Temp. mín. abs. (°C) | -7.2 | -5.8 | -5.0 | 2.9 | 3.7 | 8.1 | 11.7 | 11.4 | 7.6 | 4.2 | 0.1 | -2.7 | -7.2 |
| Precipitación total (mm) | 73.5 | 53.6 | 51.0 | 68.8 | 40.3 | 35.7 | 13.6 | 17.2 | 81.0 | 127.9 | 138.4 | 90.3 | 791.3 |
| Días de precipitaciones (≥ 1.0 mm)                                                                                               | 5.8 | 5.1 | 4.9 | 6.4 | 5.1 | 3.8 | 1.8 | 2.3 | 4.9 | 7.5 | 8.5 | 6.0 | 62.1 |
| Días de nevadas (≥ 1 mm) | 0.3 | 0.7 | 0.0 | 0.0 | 0.0 | 0.0 | 0.0 | 0.0 | 0.0 | 0.0 | 0.0 | 0.2 | 1.1 |
| Horas de sol | 156.7 | 166.1 | 218.0 | 229.2 | 270.9 | 309.8 | 349.3 | 323.2 | 249.8 | 191.1 | 151.5 | 145.2 | 2760.5 |
| Fuente n.º 1: Météo-France | | | | | | | | | | | | | |
| Fuente n.º 2: Weather Atlas | | | | | | | | | | | | | |

## Escudo de armas

Bandera con el escudo de armas de la ciudad de Niza

El escudo de armas de Niza apareció por primera vez en una copia de los reglamentos de Amadeus VIII, escrito probablemente alrededor de 1430. Niza está simbolizado por un águila roja sobre un fondo blanco, colocado sobre tres montañas, que se puede describir en lenguaje heráldico francés como "d Argent à une Aigle de gueule posée sur trois coupeaux ". (" un águila roja de pico de plata se posó sobre tres montículos. "). Las armas sólo han sufrido pequeñas modificaciones: El águila se ha estilizado más, y ahora "lleva" una corona para el Condado de Niza, y las tres montañas están ahora rodeada por un mar estilizada
La presencia del águila, un emblema imperial, muestra que estas armas están relacionadas con el poder de la casa de Saboya. El águila que se coloca sobre las tres colinas es una representación de Saboya, en referencia a su dominio sobre el país alrededor de Niza. La combinación de blanco y rojo (plata y de gules) es una referencia a los colores de la bandera de Saboya. las tres montañas simbolizan un gran honor territorial, sin la preocupación por el realismo geográfica.

## Administración

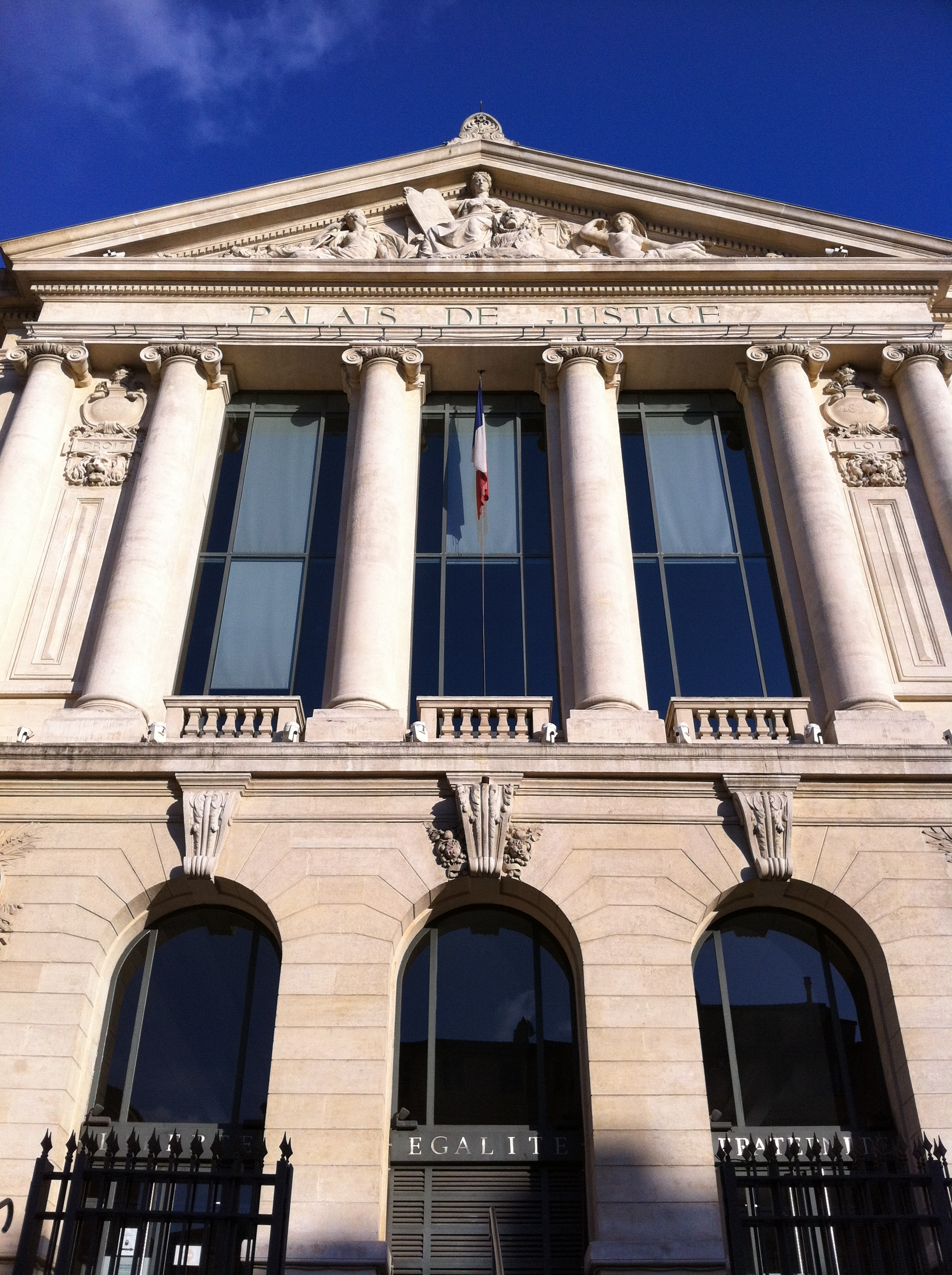
Palacio de Justicia

Niza se encuentra en el departamento de los Alpes Marítimos, del cual es la prefectura. Como prefectura, es también capital del distrito de su nombre. Es el chef-lieu de catorce cantones, de los que trece se componen exclusivamente de territorio nizardo, mientras que uno de ellos, el cantón de Niza-13, incluye también otras tres comunas (La Trinité, Saint-André-de-la-Roche y Falicon). Alberga la sede de la Métropole Nice Côte d'Azur.
Niza es la sede de la diócesis de Niza de la Iglesia católica. La diócesis incluye todo el departamento de los Alpes Marítimos salvo la isla de Saint-Honorat.

### Cantones
La ciudad de Niza se divide en catorce cantones. Tras las últimas elecciones cantonales de marzo de 2011, diez cantones están en manos de la derecha, tres de la izquierda, y uno por un candidato independiente.

## Clima
| Parámetros climáticos promedio de Niza | Parámetros climáticos promedio de Niza | Parámetros climáticos promedio de Niza | Parámetros climáticos promedio de Niza | Parámetros climáticos promedio de Niza | Parámetros climáticos promedio de Niza | Parámetros climáticos promedio de Niza | Parámetros climáticos promedio de Niza | Parámetros climáticos promedio de Niza | Parámetros climáticos promedio de Niza | Parámetros climáticos promedio de Niza | Parámetros climáticos promedio de Niza | Parámetros climáticos promedio de Niza | Parámetros climáticos promedio de Niza |
| Mes                                    | Ene.                                   | Feb.                                   | Mar.                                   | Abr.                                   | May.                                   | Jun.                                   | Jul.                                   | Ago.                                   | Sep.                                   | Oct.                                   | Nov.                                   | Dic.                                   | Anual                                  |
| -------------------------------------- | -------------------------------------- | -------------------------------------- | -------------------------------------- | -------------------------------------- | -------------------------------------- | -------------------------------------- | -------------------------------------- | -------------------------------------- | -------------------------------------- | -------------------------------------- | -------------------------------------- | -------------------------------------- | -------------------------------------- |
| Temp. máx. media (°C)                  | 13.1                                   | 13.4                                   | 15.2                                   | 17                                     | 20.7                                   | 24.3                                   | 27.3                                   | 27.7                                   | 24.6                                   | 21.0                                   | 16.6                                   | 13.8                                   | 19.6                                   |
| Temp. mín. media (°C)                  | 5.3                                    | 5.9                                    | 7.9                                    | 10.2                                   | 14.1                                   | 17.5                                   | 20.3                                   | 20.5                                   | 17.3                                   | 13.7                                   | 9.2                                    | 6.3                                    | 12.4                                   |
| Precipitación total (mm)               | 69.0                                   | 44.7                                   | 38.7                                   | 69.3                                   | 44.6                                   | 34.3                                   | 12.1                                   | 17.8                                   | 73.1                                   | 132.8                                  | 103.9                                  | 92.7                                   | 733                                    |
| Días de precipitaciones (≥ 1 mm)       | 6                                      | 5                                      | 5                                      | 7                                      | 5                                      | 4                                      | 2                                      | 2                                      | 5                                      | 7                                      | 7                                      | 6                                      | 61                                     |
| Horas de sol                           | 158                                    | 171                                    | 217                                    | 224                                    | 267                                    | 306                                    | 348                                    | 316                                    | 242                                    | 187                                    | 149                                    | 139                                    | 2724                                   |
| Fuente:                                |                                        |                                        |                                        |                                        |                                        |                                        |                                        |                                        |                                        |                                        |                                        |                                        |                                        |

## Demografía
En 2007 la población de la ciudad era de 348 721 habitantes, alcanzando los 1 197 182 habitantes en toda el área urbana en el censo de 1999. Y su aeropuerto Nice-Côte d'Azur es el segundo con mayor tráfico del país galo. Con 340 735 habitantes en el 2009, es el quinto municipio de Francia en la población (después de París, Lyon, Marsella y Toulouse). Su área metropolitana es la quinta de Francia (tras París, Lyon, Marsella y Lille) y reagrupa 947 337 habitantes (2008). Se encuentra ubicada a su vez en el corazón de un área urbana de 1 005 230 habitantes (2008) y un espacio urbano, el “espacio urbano Nice-Côte d'Azur" que cuenta con una población de 1 293 381 habitantes (2007). La ciudad es el centro de metrópoli, Nice-Côte d'Azur que reúne a cuarenta y seis municipios y aproximadamente 545 000 habitantes. La población del Scot de Niza (plan de coherencia territorial) creado en 2003 e integrado por veintinueve municipios, se estimaba en 517 500 habitantes en 2005.
| 24 117 | 18 475 | 19 783 | 25 231 | abs. | 33 811 | 39 000 | abs. | 44 091 | 48 273 | 50 180 | 52 377 | 53 397 | 66 279 | 77 478 | 88 273 | 93 760 | 105 109 |
| Para los censos de 1962 a 1999 la población legal corresponde a la población sin duplicidades (Fuente: INSEE [Consultar]) |        |        |        |      |        |        |      |        |        |        |        |        |        |        |        |        |         |

| 134 232 | 142 940 | 155 839 | 184 441 | 219 549 | 241 916 | 211 165 | 244 360 | 292 958 | 322 442 | 344 481 | 337 085 | 342 439 | 342 738 | 347 060 | 343 629 |
| Para los censos de 1962 a 1999 la población legal corresponde a la población sin duplicidades (Fuente: INSEE [Consultar]) |         |         |         |         |         |         |         |         |         |         |         |         |         |         |         |

Según las estimaciones del INSEE, la población era de 340 735 habitantes en 2009: Niza es la quinta ciudad más grande en Francia, después de París, Marsella, Lyon y Toulouse. La unidad urbana de Niza y sus alrededores, tiene 946,630 habitantes (2007). Esta es la quinta parte de Francia, después de París, Marsella, Lyon y Lille. Su área urbana cuenta con 999,678 habitantes (2007), por lo que es el séptimo de Francia, detrás de los de París, Lyon, Marsella, Lille, Toulouse y Burdeos. La población de Scott Niza se estima en 517 000 personas a 1 de enero de 2005. La densidad es de 4848,7 habitantes por kilómetro cuadrado. La tasa de cambio de la población es positiva, aunque pequeña: entre 1999 y 2007, la variación debido al incremento natural y que, debido a la migración neta son a la vez + 0,1%.
La ciudad experimentó un aumento de la población en la segunda mitad del siglo XIX, cuando la población se duplicó, principalmente a la inmigración italiana. En el siglo XX, este aumento se intensificó con la llegada de la gente de las ciudades en el interior del país. Después de la Primera Guerra Mundial, la ciudad tuvo un elevado crecimiento demográfico. Fue de nuevo la inmigración la que configuró la mayor parte de este crecimiento. La actividad hotelera y la construcción, en auge en la década de 1920, atrajeron más y más personas y la convirtieron en una ciudad de importancia nacional. En 1921, Niza se convirtió en la undécima mayor ciudad de Francia.
La población creció rápidamente en la década de 1950 con la llegada de sesenta mil personas. La ciudad alcanzó su nivel actual de la población debido a la afluencia de repatriados procedentes de las antiguas colonias francesas, como Argelia (Muchos eran de origen español, italianas y judías).
Desde la década de 1970, el proceso demográfico está cambiando: la migración neta, relativamente alta, es compensada por el crecimiento natural negativo, debido a la alta proporción de personas de edad avanzada. Sin embargo, los últimos diez años, estos dos tipos de cambio de la población tienden a ser igualados en un nivel bajo. La gran diferencia es entre la migración neta y crecimiento natural, sin embargo, sí se observa en el resto del territorio de los Alpes Marítimos.

### Inmigración
La ciudad es muy cosmopolita; cuenta con 54 999 inmigrantes en el 2008 o el 15,9% de su población (incluyendo 5.8% de los nacidos en Europa y el 10,1% nació fuera de Europa, principalmente del norte de África). Se encuentra muy por encima de la media nacional (8,5%) y regional (9,9%) y es la tercera entre las ciudades de más de 200 000 habitantes, solo por detrás de París (20%) y Estrasburgo (19%).
En cuanto a los extranjeros (inmigrantes o no), si nos atenemos al INSEE de 2008, 39 536 personas o el 11.5% de los residentes son de nacionalidad extranjera. Si históricamente la comunidad italiana ha sido durante mucho tiempo la más importante, pasa ahora en el tercer lugar (1,3% de la población total), detrás de las comunidades de Túnez (2,4%) y Marruecos (1,4%). Siguen los argelinos (1,1%), portugueses (0,9%), españoles (0,2%) y turcos (0,1%). Por último, el 1,2% de la población es nacional de países africanos que no se han mencionado anteriormente. Además, el 7,6% de los residentes han adquirido la nacionalidad francesa por naturalización, matrimonio o de otras formas.
Desde una perspectiva laboral, en el año 2008, los extranjeros representaron el 24,6 % de los trabajadores, el 14,7 % de los que no ejercen una actividad profesional, el 12,5 % de los artesanos, comerciantes y empresarios, 10,7 % de los empleados, 6,8 % de los jubilados, el 6,7 % de los altos directivos y profesionales, técnicos y profesionales de un 6,3 %, 4,2 % de los agricultores.

## Planificación urbanística

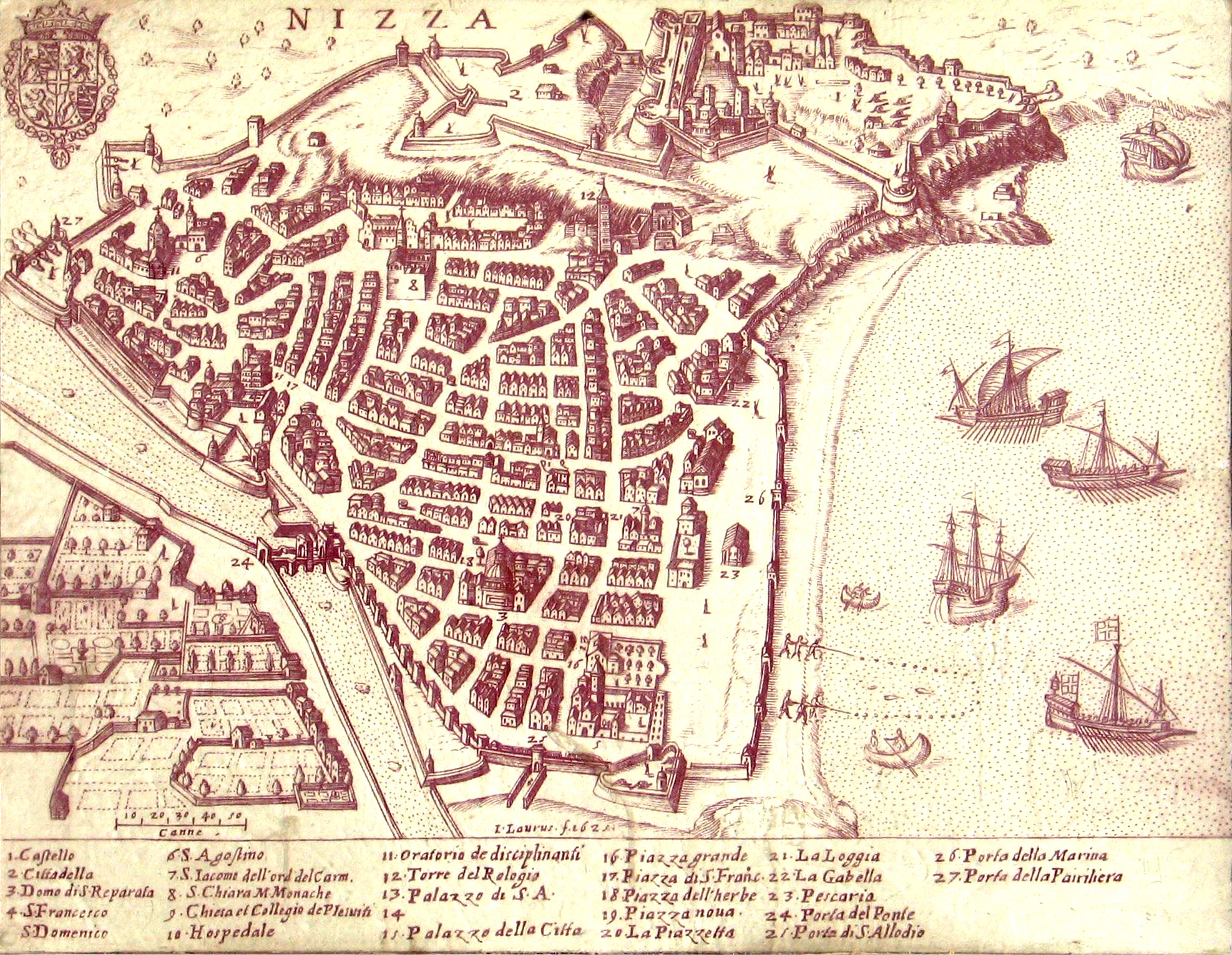
Niza en 1624

El tejido urbano ha tenido que irse adaptando a un terreno accidentado. La ciudad se desarrolló desde el casco antiguo, que ocupa una especie de triángulo entre la colina del castillo, el mar y el río Paillon. Se extendió primero hacia el este y el puerto, y más tarde hacia el norte. A partir del siglo XIX, la ciudad sobrepasó el río y empezó a crecer a lo largo de la costa y hacia el interior, desde ambos lados de la actual avenida Jean Médecin. En el siglo XX, el aumento repentino de población provocó una expansión hacia el valle del Paillon y hacia el oeste, adentrándose en los valles y edificando las colinas que rodean la ciudad.
Desde mediados del siglo XIX, el Paillon se fue cubriendo poco a poco; primero para acoger diferentes jardines y posteriormente construyéndose edificios e infraestructuras (aparcamientos, estación de autobuses, teatros, el museo de Arte Moderno, el centro de congresos Acrópolis, centro de exposiciones, etc.), a menudo mal diseñados urbanísticamente y que provocan una escisión de la ciudad en dos partes.

### Barrios
La ciudad está claramente dividida en dos: la orilla izquierda del Paillon, más antigua, se caracteriza por un estilo urbano parecido al de Turín. La orilla derecha, más nueva y más «francesa», presenta un estilo mucho más haussmanniano.

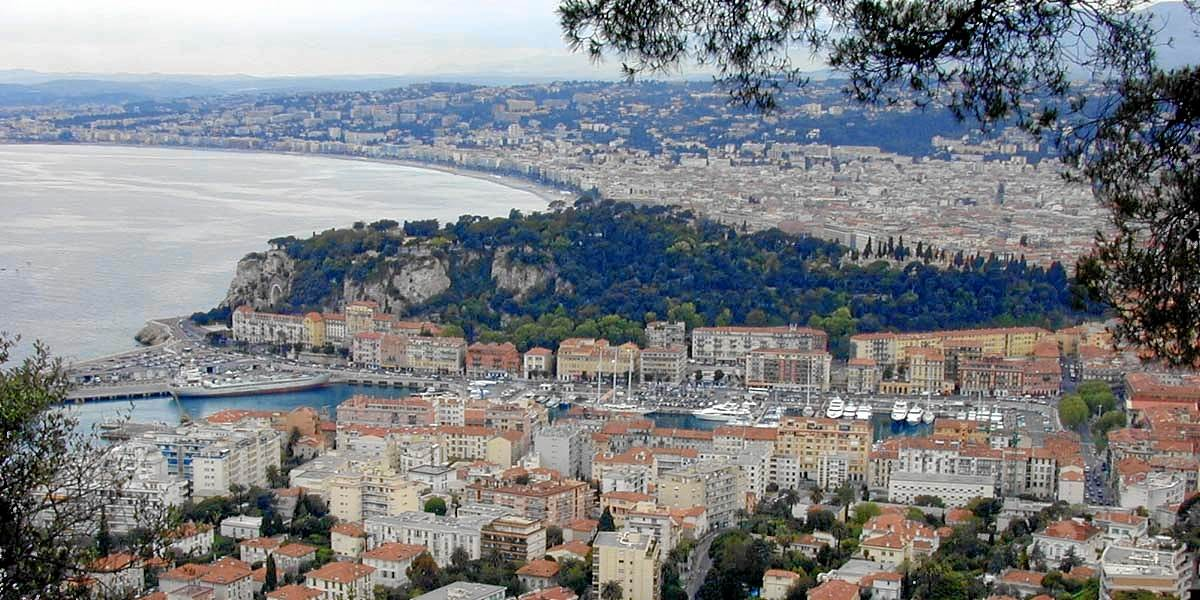
Vista del barrio de la colina del castillo.

La colina del castillo corresponde al antiguo centro de la villa. El castillo fue destruido en el siglo XVIII por Luis XIV y desmilitarizado en la segunda mitad del siglo XIX. Actualmente es lugar de paseo. La antigua Niza se desarrolló a partir del siglo XIV; hasta el siglo XIX la mayoría de la clase alta y media habitaba en esta zona. Las actividades económicas también se concentraban en el núcleo antiguo. En este barrio se encuentra la catedral de Sainte Réparate, del palacio comunal, la plaza de Saint-Francois, el palacio del gobernador (en la actualidad es el palacio de la prefectura), el senado (antiguo Tribunal) y el tribunal Saleya. También cuenta con numerosos edificios religiosos y el puerto, que ha pasado de ser un sitio de pescadores a albergar embarcaciones deportivas y de crucero en su mayoría.

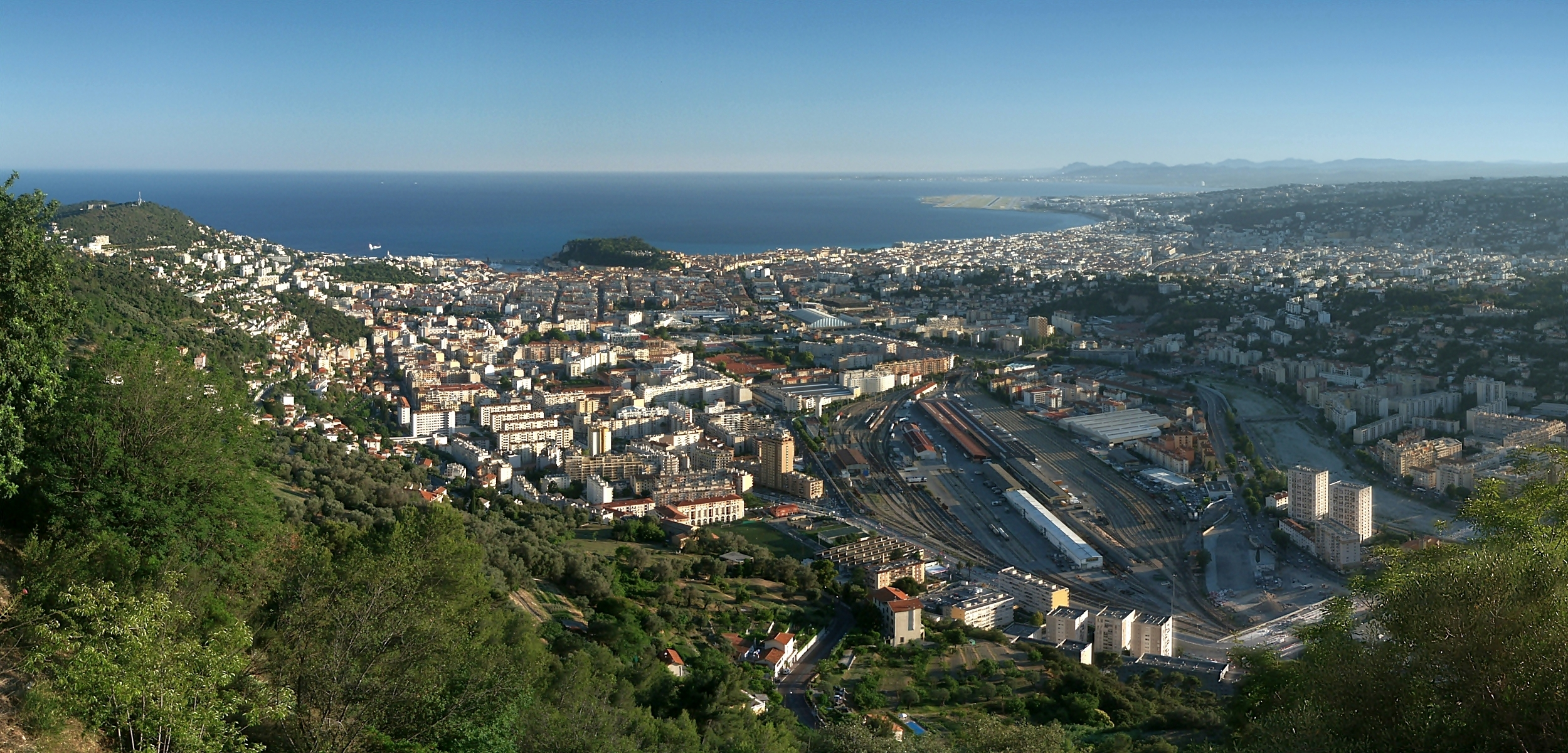
Barrio de la colina de Cimiez.

La colina de Cimiez es el barrio más burgués de la ciudad. Se encuentran numerosos hoteles construidos en la Belle Époque, convertidos en apartamentos para los ricos. La avenida Jean-Médecin es la principal arteria comercial de la ciudad. La zona peatonal se creó en la década de 1970, constituye una zona muy turística con numerosos restaurantes y cafeterías. Los barrios de République, Saint-Roch y Magnan son los más antiguos de la zona.

### Características arquitectónicas

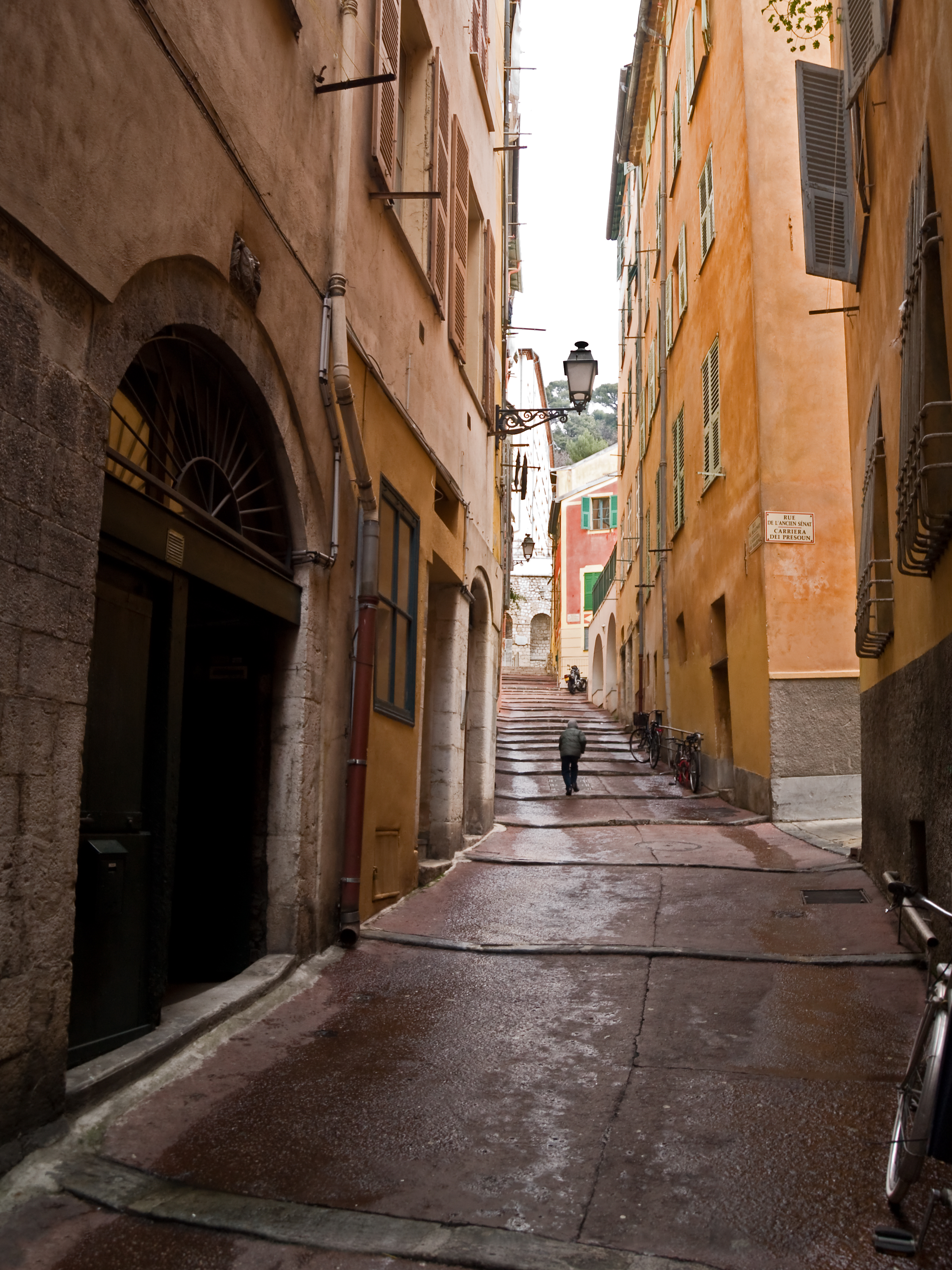
Una calle del viejo barrio de Niza

La arquitectura de la ciudad ha tenido una evolución peculiar a lo largo de la historia. La ciudad vieja es característica de la planificación de las ciudades italianas en la época moderna. Las calles son muy estrechas y sinuosa, los edificios están cubiertos con capas de colores cálidos (ocre o rojo). Las numerosas iglesias son de estilo barroco.
En 1832 se creó del Consejo de Ornamento (Consiglio d’Ornato en italiano, entonces lengua oficial) que se encargó de la organización estructural de Niza y de su evolución urbana. Mostró su voluntad de garantizar una coherencia y un equilibrio en la ciudad que tuviera en cuenta el contexto histórico, social y económico. Es responsable del tejido urbano actual: los grandes bulevares de circunvalación, como el bulevar Victor Hugo; los grandes ejes, como la avenida Jean Médecin y el paseo de los Ingleses; y las plazas que aún perdurán como las de Masséna o Garibaldi. Los barrios construidos en época moderna tardía y principios del siglo XIX reflejan la influencia de las zonas urbanas de Turín: las calles son anchas y rectas, los edificios son de colores.
En las últimas décadas también han proliferado a lo largo de la Costa Azul grandes asentamientos de campamentos gitanos ilegales. 
Los barrios construidos después de la anexión a Francia en 1860 son de un estilo mucho más austero y haussmanniano: las calles son anchas y rectas, pero con paredes de piedra reemplazando las fachadas de colores. La ciudad tiene también muchos edificios construidos durante la Belle Epoque y los años 1930.
Por último, una particularidad nizarda es el gran número de edificios que se describen como palacios; son de todas las épocas y de diversos materiales y calidades.

## Inseguridad en Niza
Francia en general se ha convertido en un país señalado en los últimos años como uno de los más inseguros para los turistas debido a la creciente ola de robos.  En 2010 el gobierno Francés hizo pública su intención de expulsar a extranjeros por robos reiterados y mendicidad agresiva, tras lo cual desbarataron a cientos de campamentos gitanos ilegales.   En el caso de Niza los turistas son el blanco más frecuente de robos en la región, predominando el hurto de equipaje y carteras especialmente en los transportes públicos como trenes y buses. 

## Transportes

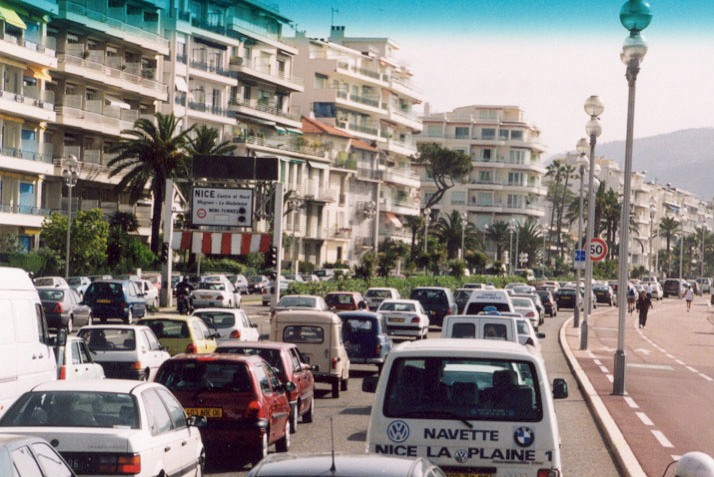
Típico atasco en la ciudad.

Los desplazamientos cotidianos en Niza son a la vez necesarios y difíciles. Se estima que unas 310 000 personas entran y salen de la ciudad todos los días y, sin embargo, el transporte urbano no es nada satisfactorio ni funcional; cuenta con una red de carreteras saturada y una topografía del terreno que casi imposibilita habilitar enlaces transversales.
En el año 2007 fue inaugurada una línea de tranvía para descongestionar parte de la ciudad, que conecta el centro de los distritos del norte y del este. Una segunda línea que uniría el este con el oeste con el fin de disminuir la circulación de automóviles en la Promenade des Anglais está prevista para el año 2015; este itinerario sufre una fuerte oposición por parte de la población y la oposición municipal, que proponen un trayecto alternativo por la avenida de California que permitiría, según los detractores, acercar y facilitar el tranvía a un número mayor de personas y sería más práctico.
También está previsto inaugurar, hacia el año 2013, una línea de TAV, el LGV Provence-Alpes-Côte d'Azur, que una Niza y París pasando por Toulon y Marsella, conectando con la Línea de alta velocidad Méditerranée.
La ciudad paradójicamente se encuentra mucho mejor unida a París (una hora y media en avión) que a las próximas Marsella y Génova (dos horas de tren), factor que frena su dinamismo.

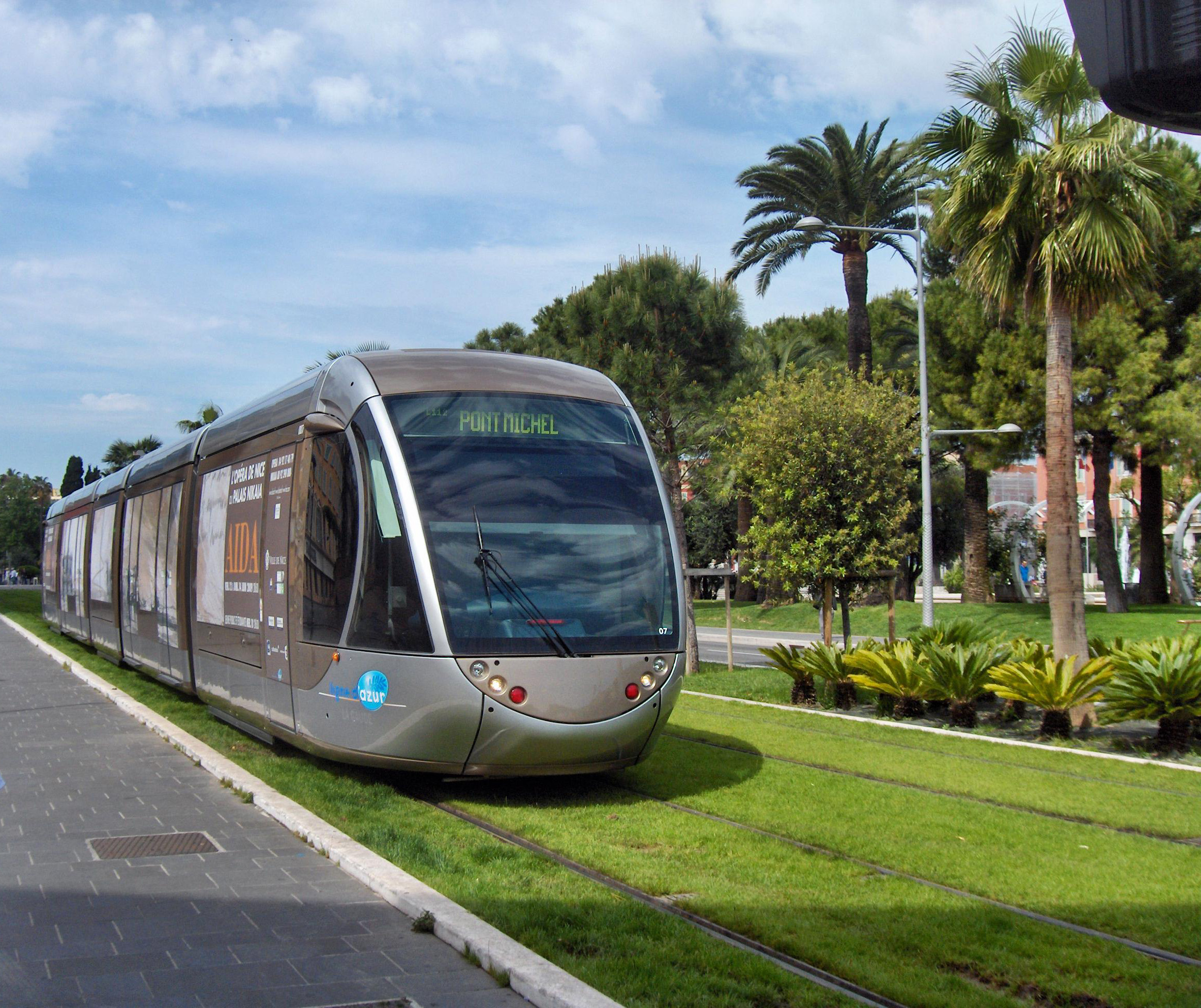
Tranvía en Niza.

### Autobuses y tranvías
La red de autobuses urbanos de Niza y su línea de tranvía están gestionadas por Lignes d'Azur, entidad formada por la Communauté Urbaine Nice Côte d'Azur y el Consejo General del departamento de Alpes Marítimos. Lignes d'Azur a su vez tiene contratada la explotación del servicio con ST2N Veolia Transdev, una empresa del grupo Veolia.
Desde el 24 de noviembre de 2007, Niza dispone de un servicio de tranvías compuesto por una sola línea. Tiene una longitud de 8'7 km y sirve 21 paradas. El equipo rodante se compone de veinte unidades Citadis 302.

### Aeropuerto
Los servicios aéreos comerciales en Niza se remontan a las líneas postales con hidroaviones hacia Córcega, iniciadas en 1918. Durante los años veinte se construyó un aeródromo, inicialmente destinado a exhibiciones aéreas ocasionales, pero que en 1929 fue reconocido oficialmente por el Ministerio del Aire. Esta instalación estaba subvencionada por el ayuntamiento, el Consejo General del departamento y la Cámara de Comercio; siendo gestionado por el Aeroclub de Niza.

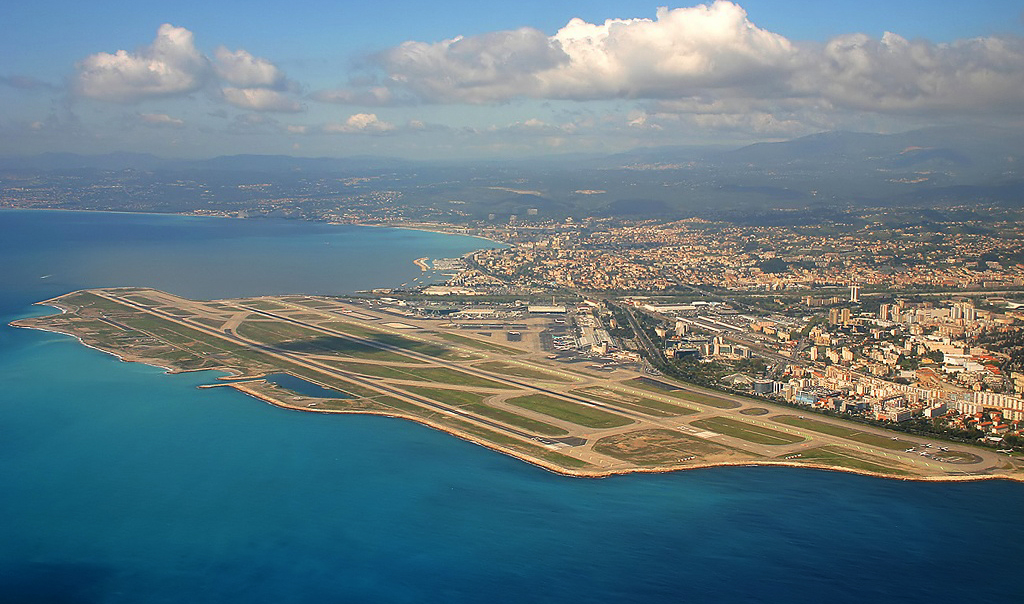
Vista aérea del aeropuerto de Niza.

En 1934 el municipio compró al estado los terrenos del aeropuerto. A la conexión semanal con Marsella, iniciada en 1928, se añadió en 1935 la línea con Bastia. Sin embargo en esta época las compañías preferían operar con Cannes, que tenía enlaces con París y Londres desde 1931.
Aunque la Segunda Guerra Mundial interrumpió el desarrollo del transporte aéreo, contribuyó al desarrollo de las instalaciones. En 1944 se puso en servicio la primera pista de superficie dura, de 1350 m de longitud. Además las tropas americanas de permiso acudían a la Costa Azul, reanimando el sector turístico.
En 1945, Air France se instaló en el aeropuerto de Niza, comenzando el 17 de octubre con una línea a París servida por un Junkers 52. Con la incorporación de DC-3 se establecieron líneas a Bastia y Ajaccio, Marsella - Montpellier - Toulouse y Burdeos, y Londres. A fines de los años cuarenta se incorporaron más destinos (Argel, Ámsterdam, Estocolmo y Ginebra, entre otros) y compañías (SABENA, KLM, Swissair, SAS). En 1950 se inicia el tráfico intercontinental con Nueva York.
En 1955 se adoptó el nombre actual de Nice Côte d'Azur. En ese mismo año se clarifica la administración del aeropuerto, cuya gestión quedó en manos de la Cámara de Comercio local.
Durante 1956 y 1957 se construyó el nuevo edificio del aeropuerto, así como una pista de 2200 m, cubriéndose así las necesidades generadas por el incremento del tráfico que alcanzó el medio millón de pasajeros en 1956.
Entre 1961 y 1974 se desarrollaron cuatro ampliaciones. Estas se debían a causas técnicas (mejoras y prolongaciones en las pistas para por acoger aviones a reacción cada vez mayores) y económicas (ampliar la capacidad a 2,5 millones de pasajeros al año). En 1974 se superaron los dos millones de pasajeros. Los tres millones se alcanzaron en 1978 y los cuatro en 1983. Este incremento llevó a nuevas ampliaciones. Al estar constreñido el aeropuerto por el río Var y la ciudad de Niza, las ampliaciones se realizaron ganando terreno al mar.
Durante los años ochenta se construyó una segunda terminal y en 1991 se añadió una de carga. El número de pasajeros llegó a 5'9 millones en 1992.
Entre 1993 y 1996 se produjo una crisis en el crecimiento de la actividad. En 1994 se inició la conexión con Dubái. En ese mismo año el aeropuerto sufrió una inundación en noviembre, parando durante tres días.
En 2000, el aeropuerto Nice Côte d'Azur recibió 9 392 495 pasajeros, con 217 366 movimientos. Tenía enlaces con 71 destinos y operaban en él 41 compañías. La mitad del tráfico era internacional. En 2010 era 103 destinos y 55 compañías. 10'4 millones de pasajeros usaron el aeropuerto en 2011.

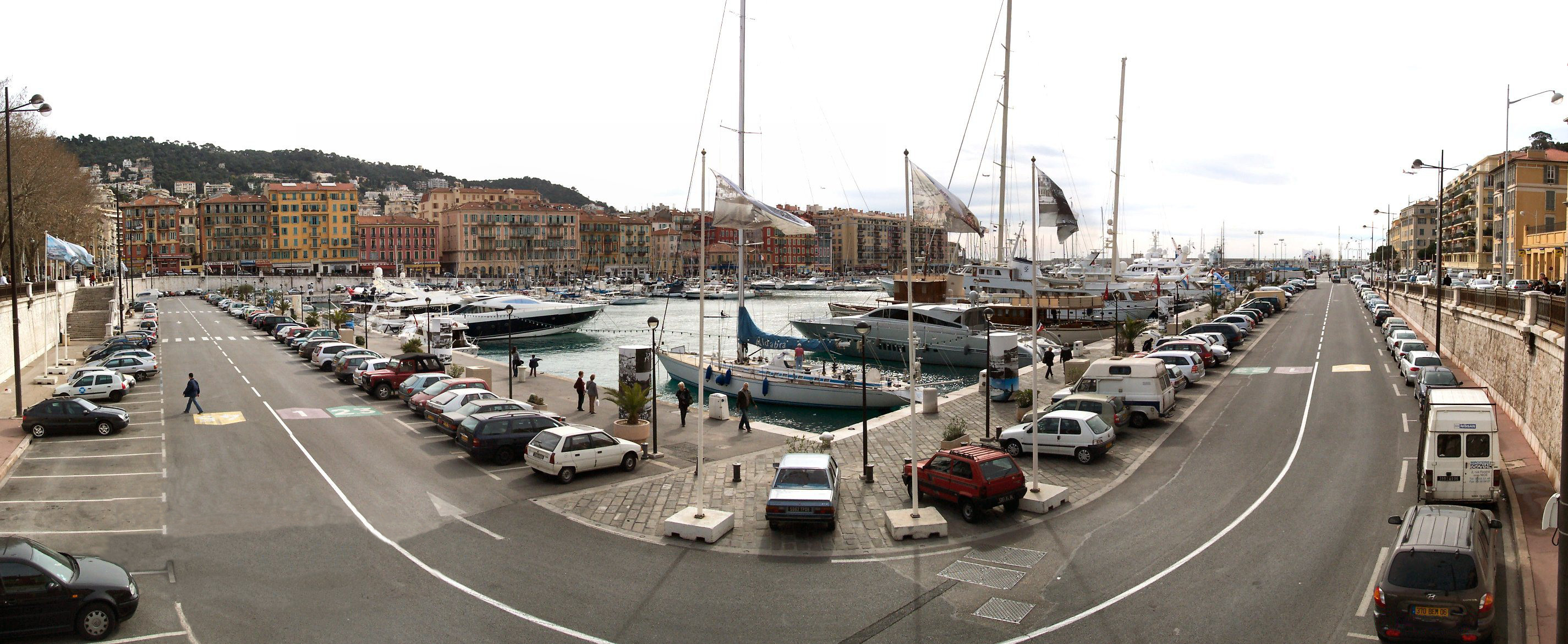
El Puerto de Niza.

### Puerto
El Puerto de Niza o puerto Lympia fue construido en 1745. La Cámara de Comercio e Industria de Niza Costa Azul gestiona los puertos de Niza, Villefranche-sur-Mer, Cannes y Golfe-Juan. Mientras que Golfe-Juan se dedica en exclusiva a la navegación recreativa, Cannes y Villefranche también reciben cruceros; y Niza combina ambas actividades con las conexiones con Córcega.
El tráfico del puerto de Niza en 2011 se distribuyó en 212 043 toneladas de mercancías, 3266 barcos de recreo recibidos, 446 704 cruceristas, y un tráfico con Córcega de 812 812 personas y 274 087 vehículos.

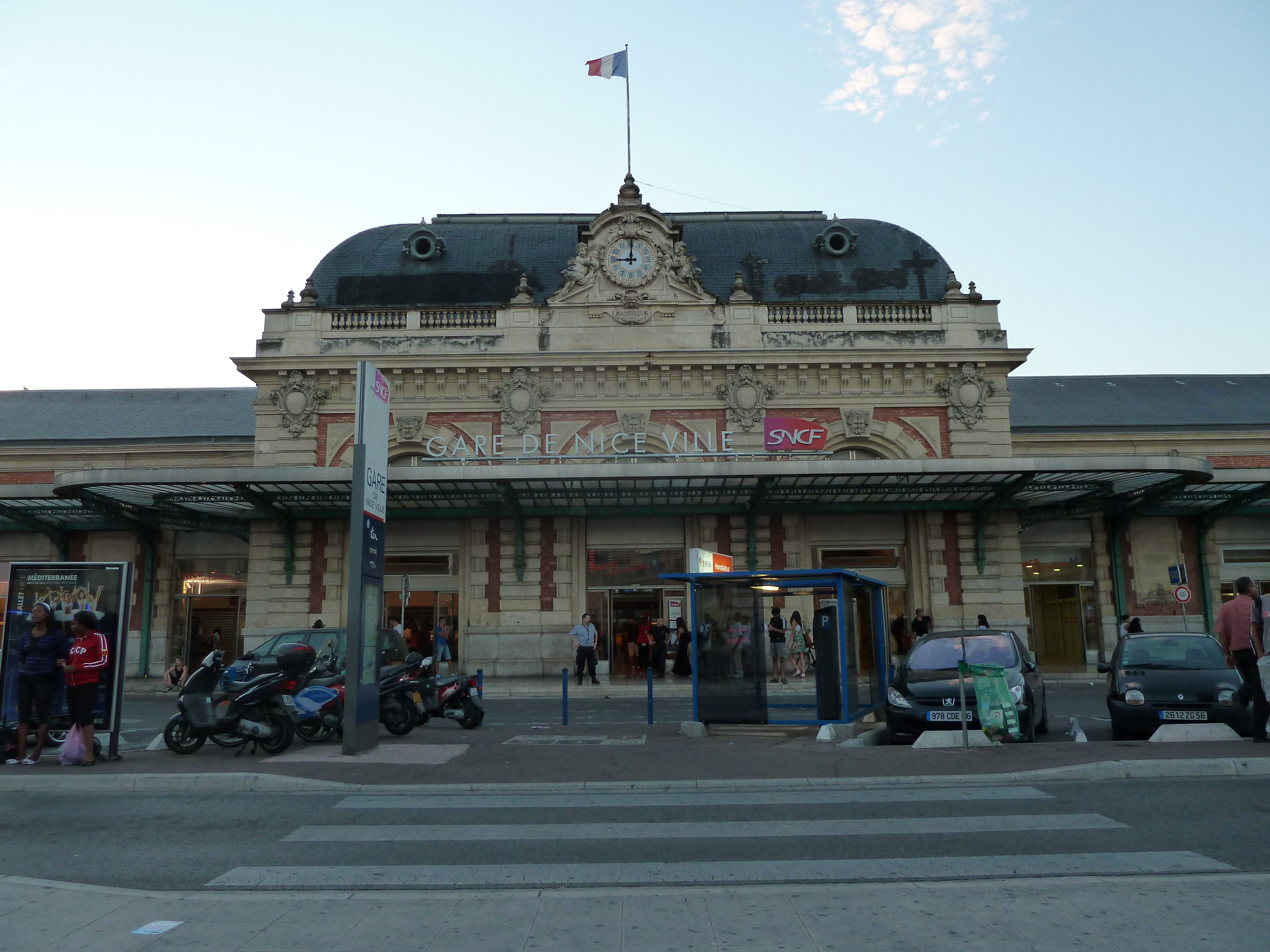
Estación de tren de Niza-Ville.

### Ferrocarriles
La Estación de Niza-Ville, la principal de la ciudad, permite conexión directa ferroviaria con París con hasta 10 TGVs diarios en cada sentido, así como con otras ciudades francesas y capitales europeas a través de la red de trenes de TGV o la red de Intercités. Desde septiembre de 2010, el expreso Niza Costa Azul, Riviera Express, conecta directamente con Moscú a través de Mónaco, Ventimiglia, Génova, Milán, Innsbruck, Viena, Varsovia y Minsk. Cuenta además con otra estación ferroviaria de los antiguos Chemins de Fer de Provence, cabecera de la línea a Digne-les-Bains, de 151 km de longitud y vía métrica.

### Carreteras y autopistas
Las principales vías rápidas son la autopista urbana norte «AUN» (A8), que facilita el transporte en el norte de la ciudad gracias a sus seis salidas y la autopista urbana meridional «AUS», llamada Pedro Mathis o "vía rápida", con una decena de salidas.
El paseo de los ingleses absorbe cerca de 100 000 vehículos al día.
El tráfico en la Costa Azul aumenta cada año un 5 % y las previsiones actuales prevén una saturación total de la red en el año 2015, de aquí la importancia de desarrollar los transportes públicos y de reforzar la red de carreteras.

## Educación
Niza cuenta con 162 escuelas públicas de primaria, con una capacidad total de albergar 28 000 estudiantes, incluyendo 71 jardines de infancia, 87 escuelas elementales y dos escuelas especializadas. La ciudad también cuenta con 15 escuelas privadas, 29 universidades (19 públicas y 10 privadas), 12 escuelas técnicas (6 públicas y 6 privadas) y 10 escuelas de formación profesional (7 públicas y 3 privadas).
La creación de la Universidad de Niza Sophia-Antipolis en 1965 llevó a la expansión de las actividades de investigación, que, sin embargo, siguen estando poco desarrollados en comparación con ciudades como Toulouse y Rennes.

## Salud

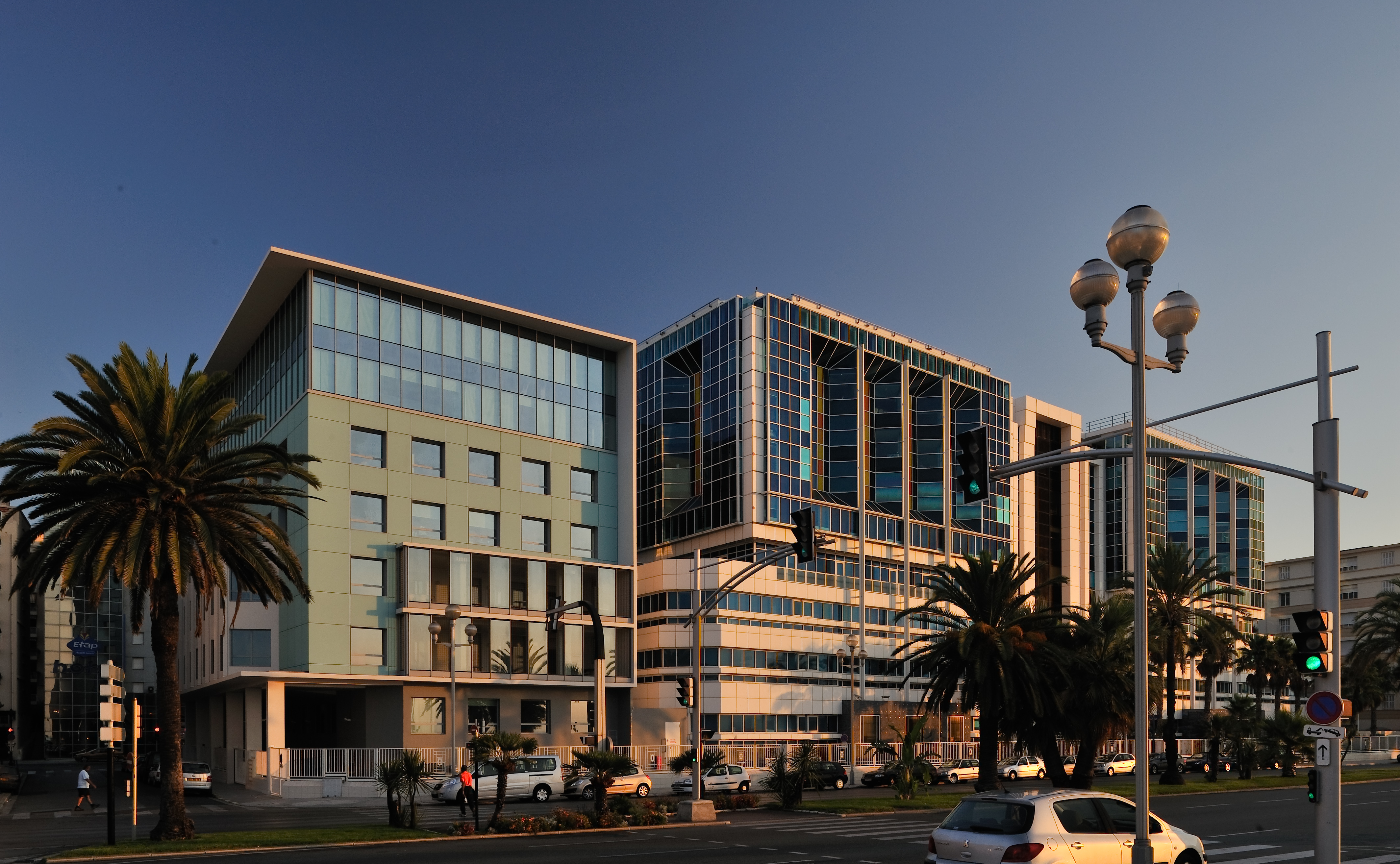
Hospital Lenval, fundación privada especializada en la pediatría.

A partir de la segunda mitad del siglo XX, la presencia de médicos y centros en la ciudad sufrió un aumento considerable, debido principalmente al envejecimiento de la población. Este factor y la mayor presencia de profesionales de la salud contribuyó a desarrollar y aumentar el nivel, además de dotar con nuevas instalaciones y anexos a hospitales la comuna.
Al hospital Saint-Roch, el más antiguo y situado en el centro, se le sumaron otras instituciones como el Hospital Pasteur con el Centro regional de lucha contra el cáncer (C.R.L.C.C.) Antoine Lacassagne yuxtapuesto. El hospital infantil Lenval es otro ejemplo, financiado por una fundación privada o varias clínicas privadas, como la de Saint-George y de Saint-Antoine, financiadas principalmente por franco-argelinos.
Desde la abertura de la Facultad de medicina en 1965, los hospitales públicos adquirieron el estatus de "hospitales universitarios" (Centre hospitalier universitaire de Nice), considerando como tales a cuatro hospitales de Niza:
- Hospital L'Archet, pediátrico.
- Cimiez, dedicado a la gerontología.
- Pasteur (Centro Antoine Lacassagne) centrado en la oncología.
- Saint-Roch, especializado en urgencias.

En cuanto a la psiquiatría, se encuentra centrada en el hospital Sainte-Marie, anexado al hospital Pasteur y a diferentes clínicas privadas.

## Economía
Situada entre el mar y la montaña, capital económica de la Costa Azul, Niza goza de importantes recursos naturales. El turismo, el comercio y las administraciones (públicas o privadas) ocupan un lugar importante en las actividades económicas de la ciudad. Tiene la segunda capacidad hotelera en el país y recibe cada año 4 millones de turistas; posee el tercer aeropuerto de Francia y dos palacios de congresos dedicados al turismo de negocio. La ciudad tiene también una universidad y varios distritos de negocios, al igual que algunas instalaciones culturales importantes: varios museos, un teatro nacional, una ópera, una biblioteca regional, un conservatorio regional y varias salas de conciertos.
Al igual que otras ciudades del sur de Francia, Niza fue poco influenciada por la revolución industrial. Gran parte de su desarrollo económico se debe al turismo, el comercio y la creación de actividades relacionadas. Después de la Segunda Guerra Mundial, las actividades administrativas crecieron de forma espectacular, influyendo directamente en la actividad económica.
En 1999, el número total de población activa fue de 133 228 personas, distribuidas en diversos sectores económicos:
|                         | Sector servicios | Industria | Construcción | Agricultura |
| ----------------------- | ---------------- | --------- | ------------ | ----------- |
| Niza                    | 87,4 %           | 6,7 %     | 5,2 %        | 0,8 %       |
| Media nacional francesa | 71,5 %           | 18,3 %    | 6,1 %        | 4,1 %       |

## Patrimonio

### Patrimonio arquitectónico
Debido a su pasado, Niza tiene un rico patrimonio arquitectónico. Durante el periodo de Saboya, varios palacios y hoteles particulares fueron construidos, y las iglesias de estilo barroco. En la Belle Époque, la ciudad se enriqueció con numerosas villas y hoteles.

#### Edificios y sitios públicos

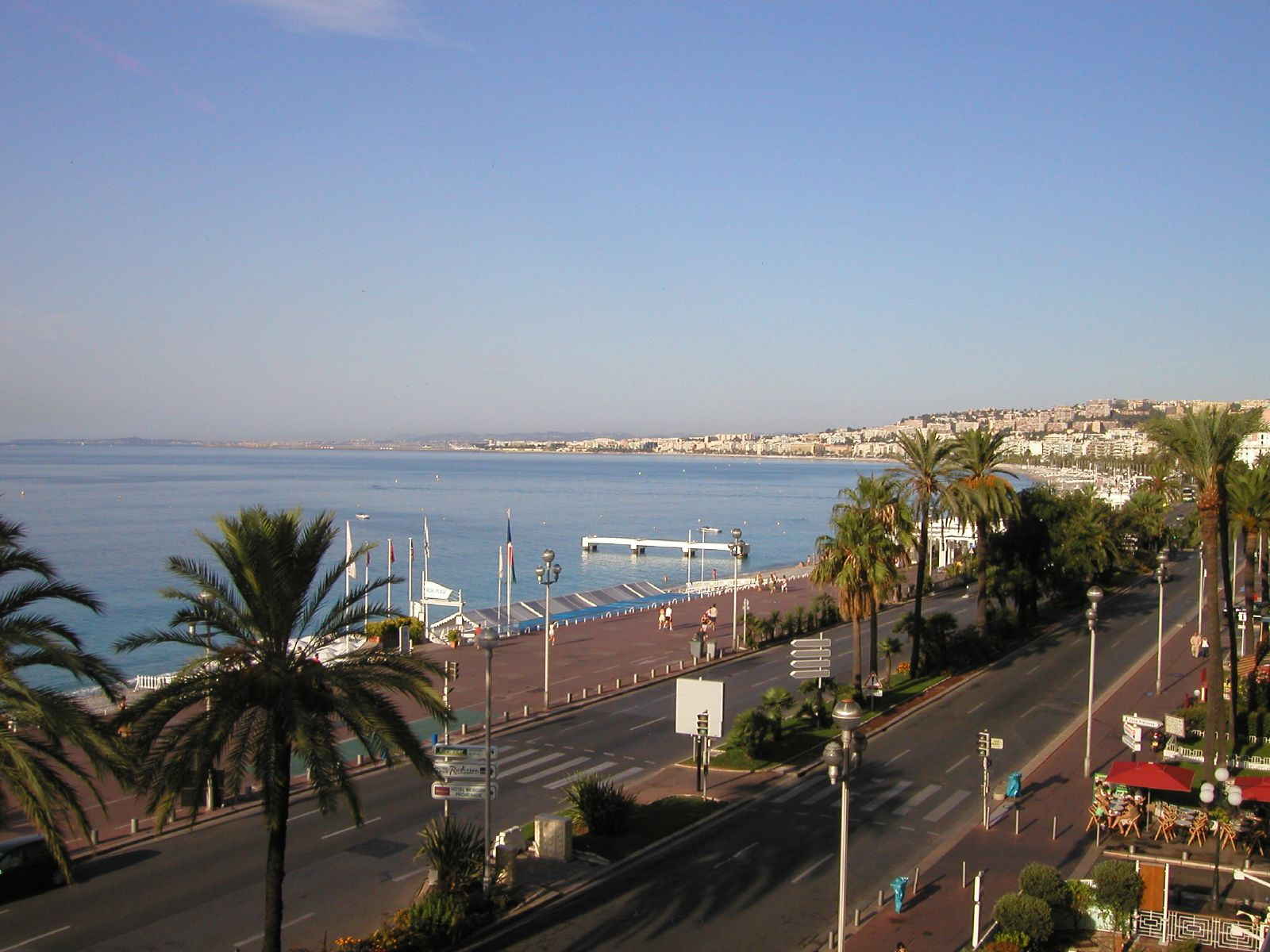
El paseo de los Ingleses

El paseo de los Ingleses (promenade des Anglais) fue construido en 1822 como un vial a lo largo de la orilla del mar, en la parte edificada por la colonia inglesa. Tiene una longitud de cuatro kilómetros y se compone de dos calzadas separadas por parterres con flores y palmeras.
Niza conserva algunos vestigios de su pasado militar, a destacar la fortaleza o fuerte del Monte Alban. También alberga una serie de interesantes edificios que datan de la era moderna, como el Palacio comunal de Niza, el Palacio del Senado de Niza, o el Palacio de la Prefectura de Niza o de los duques de Saboya, que era la mansión de los príncipes de Saboya durante sus estancias en la ciudad.
Varios monumentos y estatuas conmemoran eventos o personas relacionadas con la historia de la ciudad, como la Croix de Marbre, la colonne du pape, o el monumento des Serruriers, y la estatua de Charles-Félix, la estatua de Massena y la estatua de Garibaldi. Otros ejemplos son el monumento a la reina Victoria, el monumento de Rauba-Capeu y el monumento del Centenario.

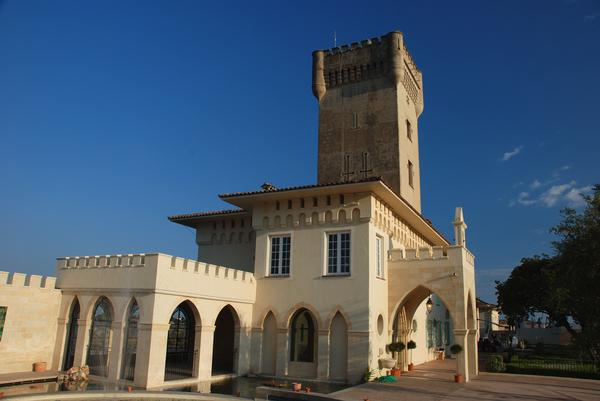
Castillo de Crémat, edificado a principios del.

#### Palacios, castillos y mansiones
La presencia de familias de clase alta dotó a la ciudad con un rico patrimonio de residencias privadas.
Algunas de estas casas están situadas en las colinas de los alrededores de Niza. El Castillo de Bellet se encuentra situado en el barrio de Saint-Roman-de-Bellet; data del siglo XVI y perteneció una familia noble originaria de Saboya, los Roissard de Bellet. El castillo fue ampliado en el siglo XIX y restaurado dos veces durante el siglo XX. Se encuentra en medio de viñedos que producen vino de Bellet. La zona también alberga una capilla neogótica del siglo XIX. En los viñedos de Bellet, se encuentra asimismo el castillo de Crémat, construido en 1906 y de estilo medieval.
El museo Matisse fue originalmente una mansión construida en el siglo XVII en Cimiez por Jean-Baptiste Gubernatis, cónsul de Niza. Su estilo es típico de las mansiones genovesas pertenecientes a ricos. La mansión, llamada palacio Gubernatis, fue vendida en 1823 a una aristócrata, Cocconato Raymond Garin y, en 1950, fue comprado por la ciudad de Niza, equipando el lugar para alojar el Museo Matisse, que abrió sus puertas en 1963, y el Museo de Arqueología. El edificio fue renovado entre 1987 y 1993.

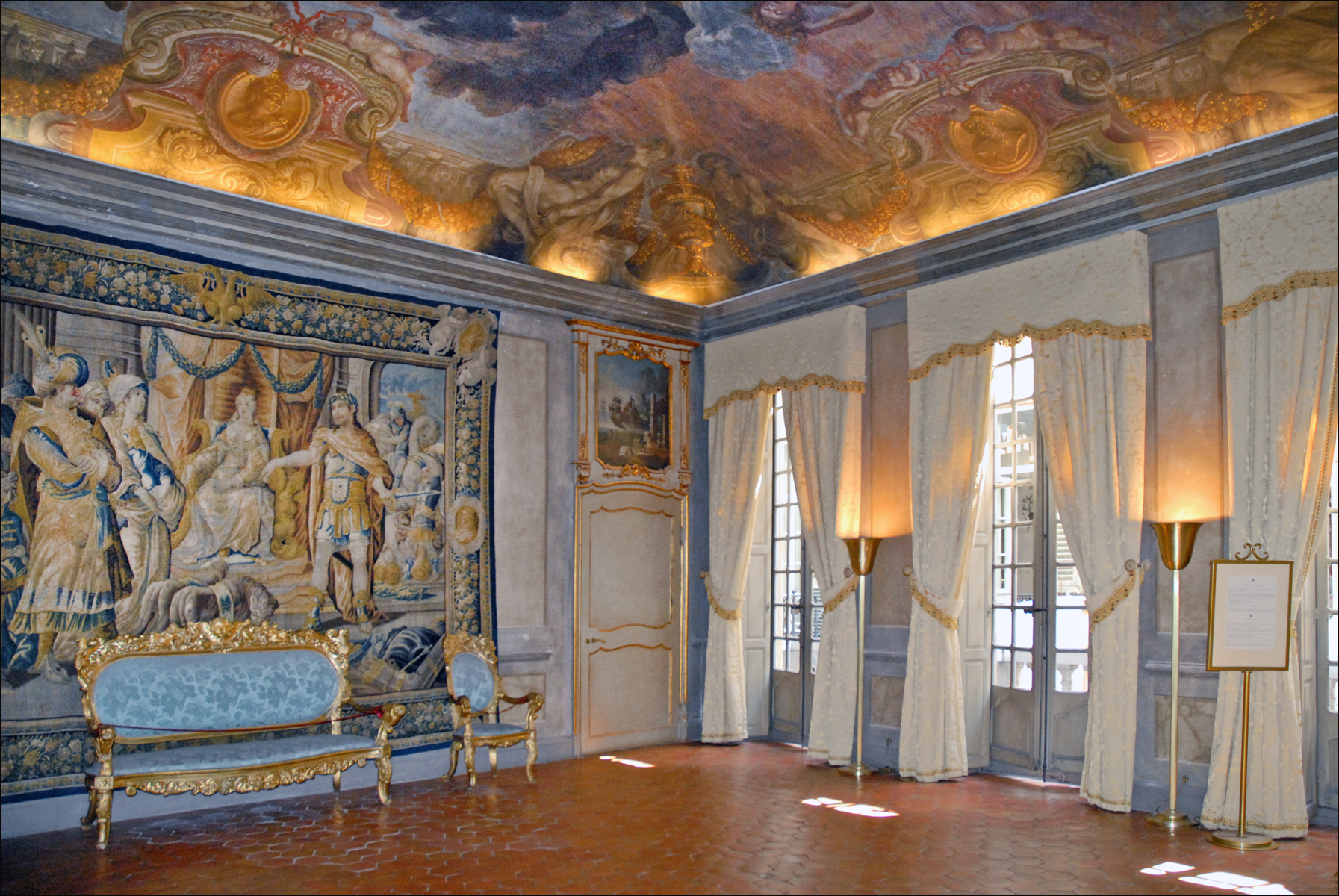
Sala de honor del palais Lascaris.

Varios palacios fueron construidos por las familias ricas de Niza. Un palacio situado en el casco antiguo de Niza es el palais Lascaris, construido entre 1648 y principios del siglo XVIII por el mariscal Jean-Baptiste Lascaris-Ventimiglia, sobrino del Maestro de la Soberana Orden Militar Hospitalaria de San Juan de Jerusalén, de Rodas y de Malta. Sus descendientes, los condes de Peille, finalizaron la construcción del edificio. Se trata de un palacio barroco, cuya arquitectura y decoración muestran la influencia genovesa. El palacio alberga un museo dedicado a las artes decorativas y las artes y tradiciones populares.
El palacio Marie-Christine fue construida en el siglo XIX, entre el año 1800 y el 1887 y de estilo neoclásico, para Saissi Châteauneuf. A lo largo de su historia ha acogido a numerosas personalidades incluyendo, en 1842, a la reina María Cristina, viuda del rey Carlos Félix de Cerdeña.
El palacio Masséna, que alberga el museo Massena, fue edificado en 1899, por encargo de Victor Masséna y bajo dirección de Hans-Georg Tersling, arquitecto de la emperatriz Eugenia de Montijo. Se inspiró en la casa Rothschild de Cannes. El estilo es neoclásico. En 1920, la ciudad compró el edificio y lo reconvirtió en museo de arte e historia local. Entre otros famosos palacios de la ciudad se encuentran el palacio Marble, construido en el siglo XIX, y los edificios que hospedan el archivo Municipal de Niza y Palacio Maeterlinck.

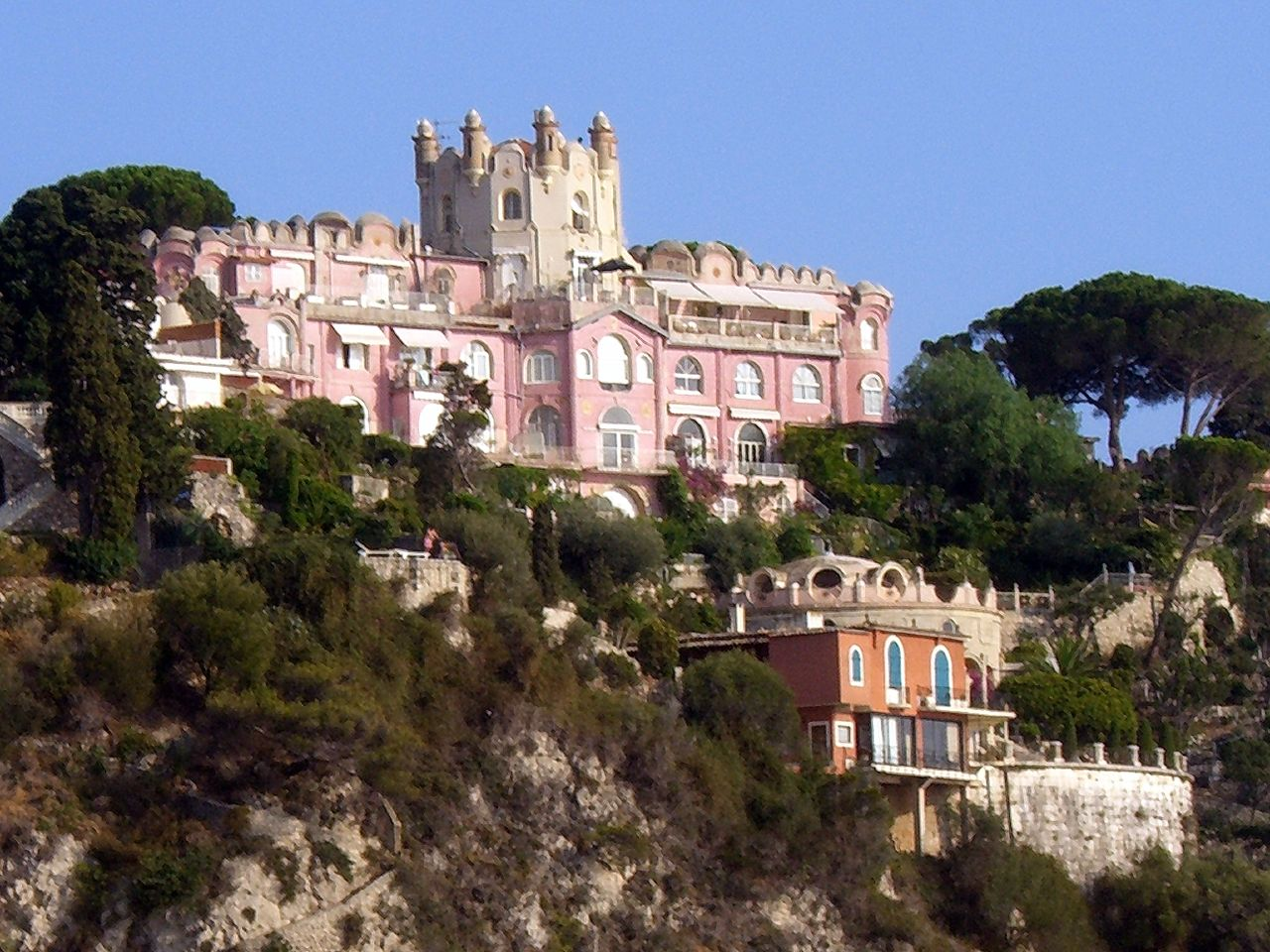
Castillo de l'Anglais, en el monte Boron, frente al mar.

La mayoría de los castillos del siglo XIX se construyeron por personas que pasaban el invierno en Niza, franceses o extranjeros. El castillo de l'Anglais fue construido en 1857 por Robert Smith, excoronel británico; fue el primer castillo construido para pasar el invierno en Niza. El parque y castillo de Valrose fueron construidos en 1867 por el arquitecto David Grimm para alojamiento de un rico ruso durante el invierno, Paul Von Der Wies. Es de estilo neogótico y ahora alberga el rectorado de la Universidad de Niza Sophia-Antipolis. El castillo de St. Helena fue construido en el siglo XIX por el director del casino de Monte Carlo, François Blanc. Con posterioridad se convirtió en el Museo Internacional de Arte Naïf Anatole Jakovsky en 1982. El Castillo Gairaut fue construido por Joseph Giordan.

#### Cafés, hoteles y antiguos palacios
Diversos edificios con distintas actividades se encuentran relacionados directamente con el pasado turístico de la ciudad, especialmente durante el siglo XIX, y todavía existen y se utilizan más o menos transformados.

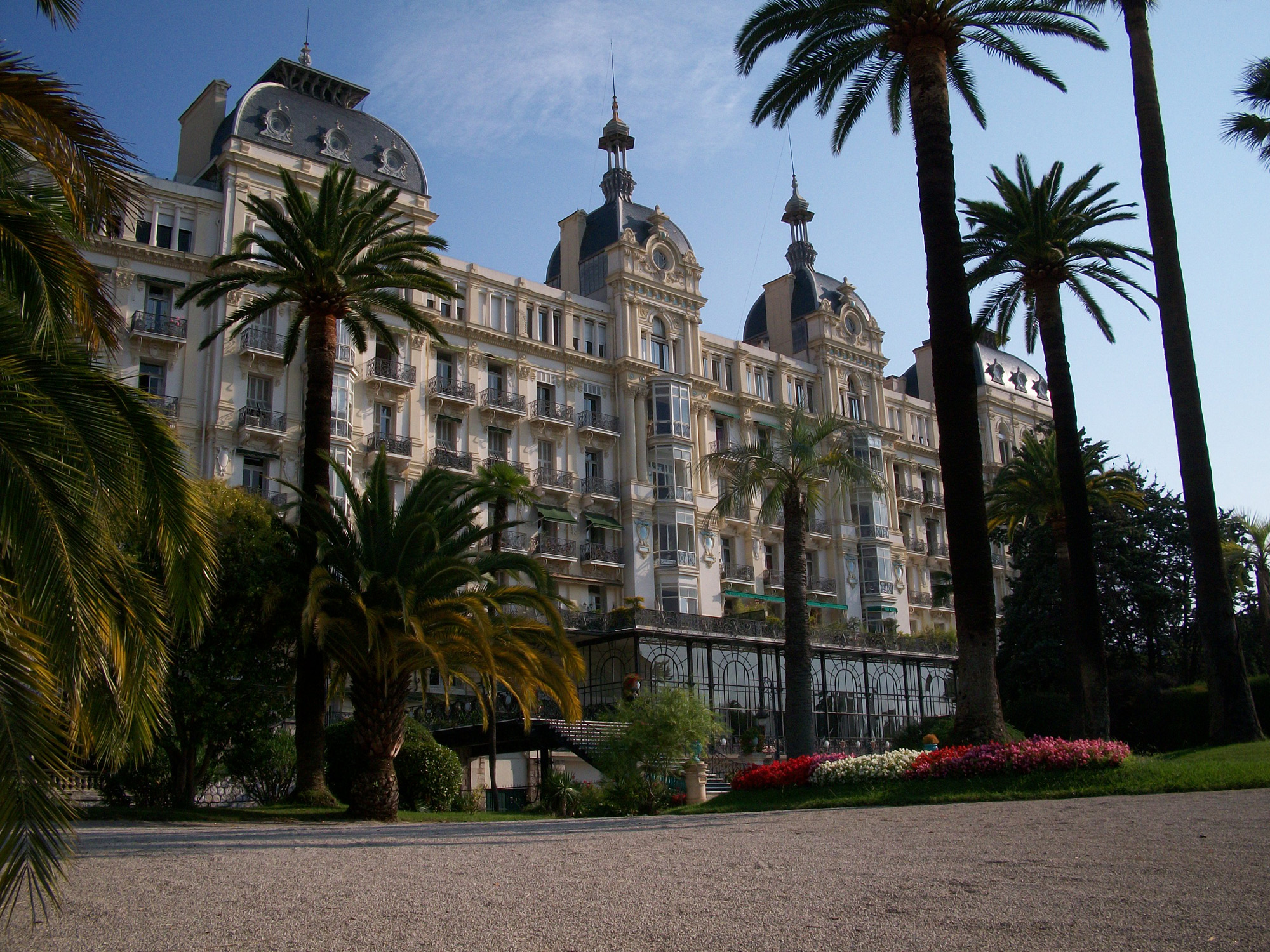
Fachada del hotel Excelsior Régina Palace.

El Café Turín, situado en la plaza Garibaldi, es uno de los cafés más famosos de la ciudad. Fundado en el siglo XIX, era originalmente un lugar de encuentro para los inmigrantes piamonteses. También destacan la pastelería Auer, en la calle Saint-François-de-Paule, inaugurada en 1860 y de estilo rococó, muy de moda aquella época o el Trappa fundado en 1886 en la calle Malonat, fue originalmente un restaurante de pescadores.

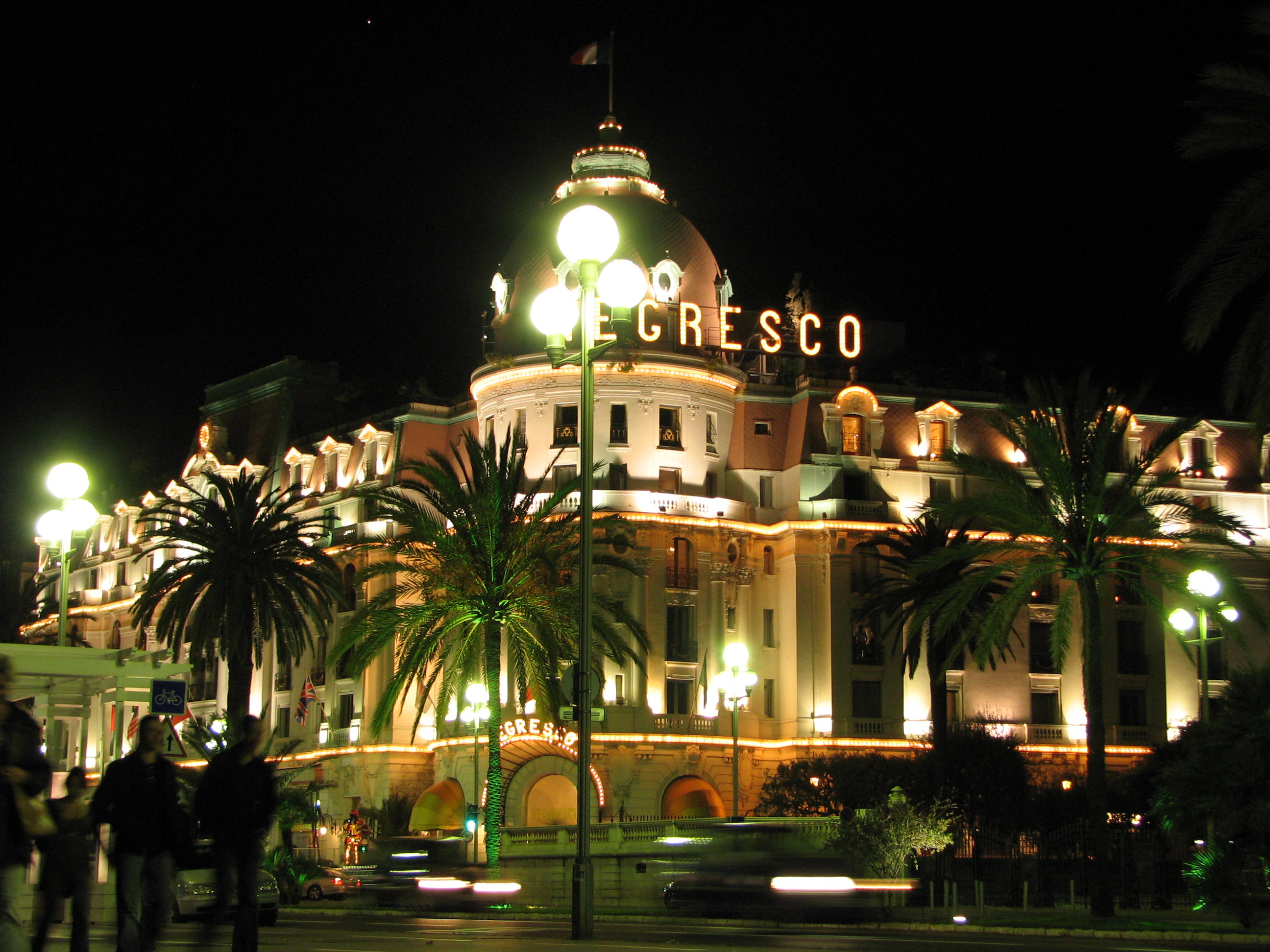
Fachada del Hotel Negresco, clasificada monumento histórico del país galo.

El número de hoteles es considerable; muchos de ellos construidos durante la Belle Époque, fueron restaurados y modernizados durante la segunda mitad del siglo XX. El Hotel Regina (Excelsior Régina Palace) fue construido en la colina de Cimiez en 1896 por el arquitecto Sébastien Marcel Biasini. La corona de hierro forjado del ala izquierda se llevó a cabo de acuerdo con los planes de François-Félix Gordolon. El gigantesco Regina tenía 400 habitaciones y suites, albergando entre otras personalidades a la reina Victoria del Reino Unido. Convertido en apartamentos privados en la década de 1930, en uno de ellos residió Henri Matisse de 1934 a su muerte en 1954.
El hotel Alhambra, en el bulevar de Cimiez, fue construido en 1900 por Jules-Joseph Sioly, arquitecto conocido por la también construcción del Palais Lamartine durante el Segundo Imperio (rue Lamartine). Constituye uno de los pocos ejemplos del arte islámico en Niza.
Varios grandes hoteles fueron construidos en el siglo XIX a lo largo de la promenade des Anglais. El hotel West-End, originalmente Hotel de Roma, fue construido en 1842 por aristócratas ingleses, ampliado más tarde, es el más antiguo en la zona. Cerca se encuentra el Hotel Westminster, edificado en 1878, con la fachada color rosa palo y el Negresco, construido en 1912 por Edward Niermans, para el ex-chef y mayordomo rumano Henri Negresco, financiado por sus clientes, gastrónomos gourmets ricos. El diseño exterior es neoclásico y el interior es de estilo "Segundo Imperio tardío". Restaurado por Paul y Jeanne Augier, la fachada está clasificada como Monumento histórico de Francia desde 1975.
El palacio del Mediterráneo (Palais de la Méditerranée), también en la Promenade des Anglais, fue construido en 1927-1928 por Charles y Marcel Dalmas. Su fachada está decorada con figuras femeninas y caballitos de mar esculpidos por Antoine Sartorio. El conjunto albergaba un casino y un teatro, inaugurado en 1929, cerrado en 1978 por dificultades financieras. La fachada art decó fue salvada in extremis de la demolición en 1990; una década más tarde, el edificio fue reconstruido por completo y re-inaugurado en enero de 2004 con un hotel de lujo, un casino y una sala de espectáculos.
Aparte de los situados en la Promenade des Anglais, entre otros situados en otras zonas de la ciudad se encuentra el Boscolo Exedra Nice, antiguamente denominado "Atlantic", ubicado en el boulevard Victor Hugo, construido en 1913 por Charles Dalmas por orden de un hotelero suizo, con una fachada típica de la Belle Époque. Fue completamente renovado desde el año 2005 hasta el 2008.

#### Edificios religiosos

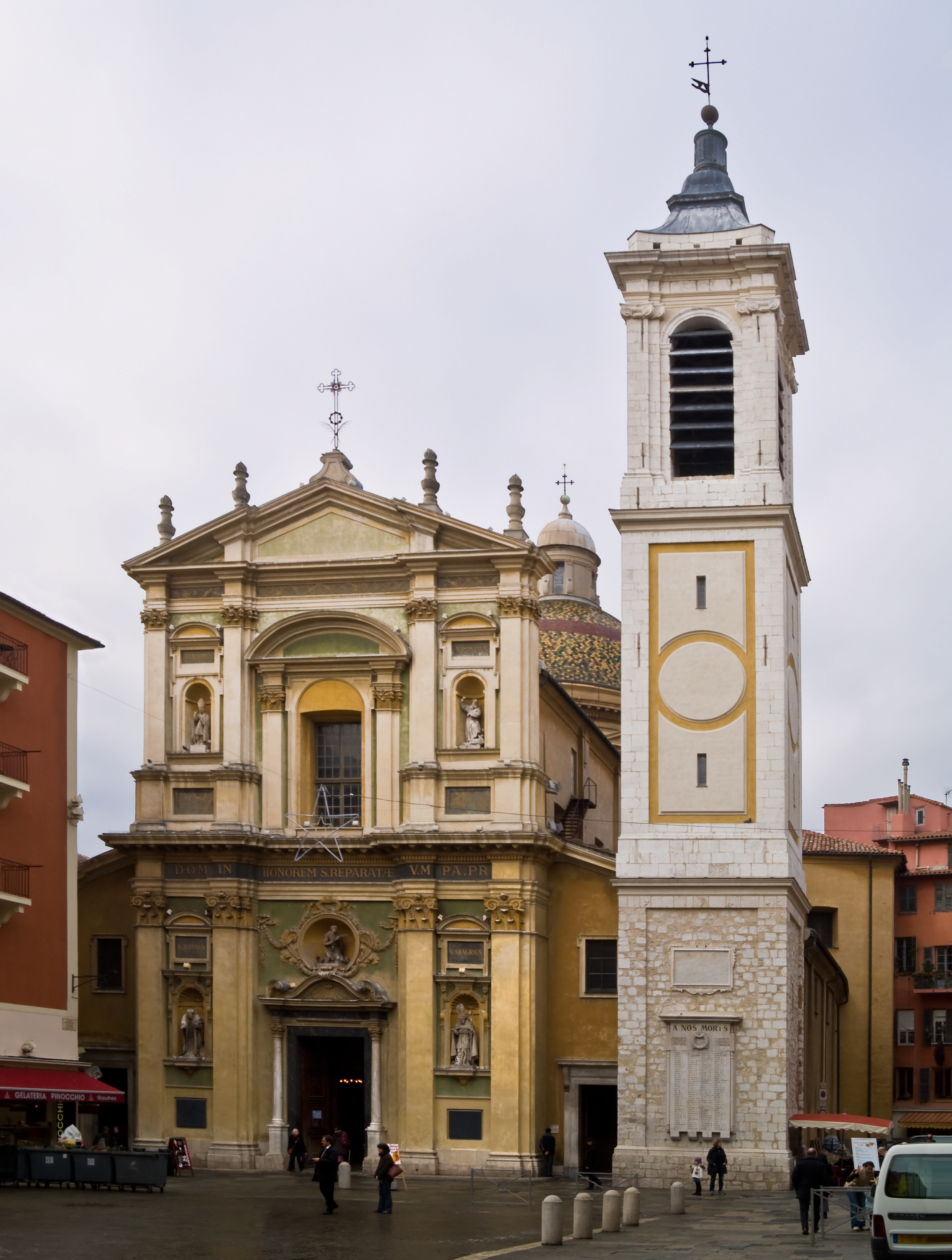
Catedral de Sainte-Réparate.

La ciudad conserva un gran número de edificios religiosos característicos del barroco. El más antiguo es la iglesia de Notre Dame de Cimiez construida alrededor de 1450 y reconstruida en los siglos XVIII y XIX. Propiedad de los monjes benedictinos de la abadía de Saint-Pons, se transfirió a los franciscanos en 1546, que desarrollaron la peregrinación a la virgen María. La iglesia tiene tres retablos de Ludovico Brea de los siglos XV y XVI.
La iglesia de Santiago el Mayor, conocida como El Gésu, es un edificio barroco de inicios del XVII. La decoración de su interior es rica y detallada, con frescos y bajorrelieves. El estilo fuertemente barroco del edificio se debe a que fue construido como capilla de los jesuitas, difusores de la Contrarreforma en el Condado de Niza. Se encuentra en la rue Droite. Fue rediseñado en la primera mitad del siglo XIX. Su campanario es del siglo XVIII y destaca por estar construido en ladrillo visto, lo que es muy inusual en Niza. Su plan y su arquitectura están inspirados en la iglesia del Gesù, creado por Vignola en Roma. Su nombre oficial, Santiago el Mayor, se le dio en 1802 al constituirse en la parroquia de esa advocación. Actualmente ya no es parroquia, dependiendo de la del beato Juan XXIII
A principios del siglo XIII se erigió en un terreno perteneciente a los monjes de la abadía de Saint-Pons una iglesia, erigida en parroquia en 1246. Durante la primera mitad del siglo XVI la catedral, hasta entonces situada en la colina del Castillo, fue trasladada a esa parroquia, dedicada a Sainte-Réparate. En 1590, durante una ceremonia oficial con presencia del obispo Pallavicini y del duque de Saboya, fue reconocida como iglesia-catedral. Al considerarse que el edificio era demasiado pequeño, el obispo Didier Palletis encargó al arquitecto Jean-André Guibert la construcción de un nuevo edificio. La catedral de Sainte-Réparate se construyó a partir de 1649, inspirada en la iglesia de Santa Susana de Roma. La iglesia está inspirada en los estilos arquitectónicos de principios del barroco. Tiene planta de cruz latina, orientada hacia el este, con una cúpula con tejas barnizadas de color, al uso genovés. El campanario fue construido entre 1731 y 1757.
Entre otros edificios religiosos barrocos, se encuentra la iglesia de Saint-Martin-Saint-Augustin, en la plaza Saint-Augustin. Data de finales del siglo XVII, pero fue terminada en la década de 1830. Pertenece a los agustinos. Su fachada es de estilo neoclásico. La capilla de Saint-Jaume o Saint-Jacques-le-Majeur, Saint-Giaume o Sainte-Rita, también conocida como la iglesia de la Anunciación, del siglo XVI, fue clasificada como Monumento histórico de Francia el 3 de febrero de 1942. Por último, la iglesia de Saint-François-de-Paule, en la calle del mismo nombre, es de estilo barroco piamontés tardío, pero la fachada es neoclásica. Data del siglo XVIII, como la capilla de Saint-Aubert, con fachada barroca.

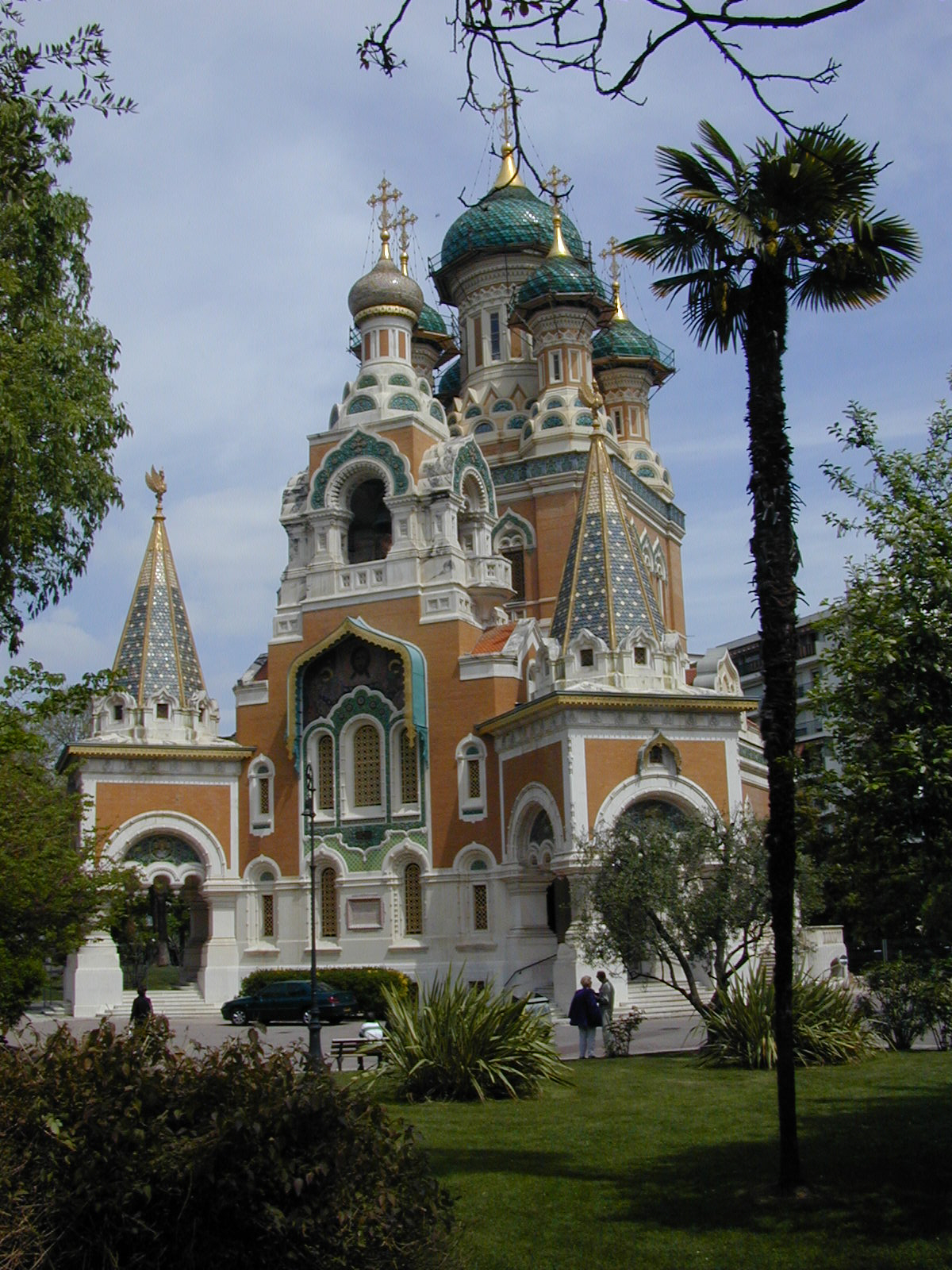
La catedral ortodoxa rusa de San Nicolás

La presencia de invernantes extranjeros en Niza a partir de la segunda mitad del siglo XIX llevó a la construcción de nuevos lugares de culto. Así, la instalación de una colonia rusa en la ciudad comportó la creación de las iglesias ortodoxas. La primera iglesia rusa, la iglesia de Saint-Nicolas-et-Sainte-Alexandra, ubicada en la calle de Longchamp, fue construida en 1858 por el arquitecto Antoine-François Barraya. En 1912, en el bulevar Tzarevitch, se construyó la catedral ortodoxa rusa de San Nicolás, en el lugar donde murió el príncipe heredero Nicolás Aleksándrovich de Rusia en 1865. La capilla fue construida en el mismo lugar donde se encontraba la habitación donde el zarévich falleció. Su arquitecto, Preobrazhensky, también construyó el castillo de Valrose.

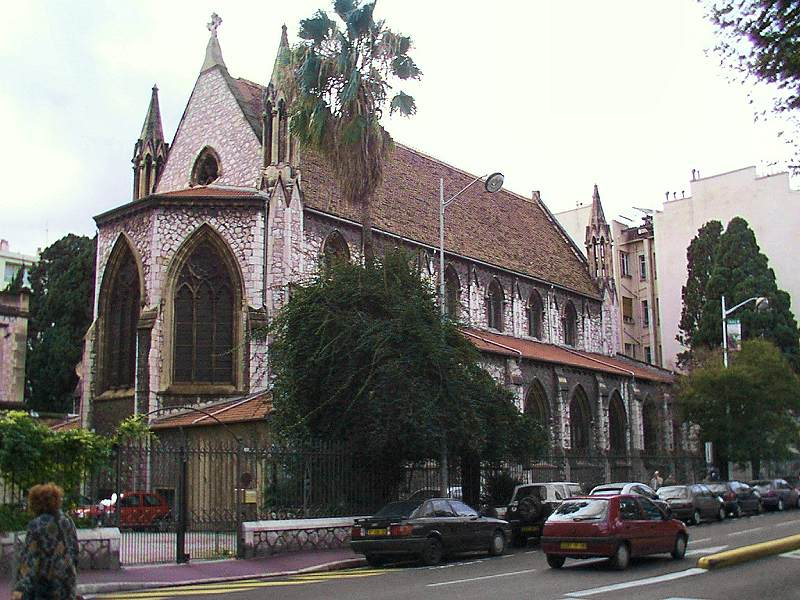
Iglesia anglicana de Niza.

De la misma manera, la presencia inglesa en Niza llevó a la construcción de una iglesia anglicana en el distrito de la Buffa, inspirado en la capilla del King's College de la Universidad de Cambridge. Aunque ya había presencia británica en el siglo XVIII, la parroquia anglicana de la Santísima Trinidad no se creó hasta el fin de las guerras napoleónicas. En 1820 se puso bajo la jurisdicción del obispo de Londres. La iglesia actual fue construida entre 1860 y 1862.
En 1885, la comunidad hebrea de Niza obtuvo permiso para construir un templo mayor, la Gran Sinagoga de Niza (Grande Synagogue de Nice), que fue inaugurada en 21 de marzo de 1886 en el centro de la ciudad, y renovada en 1988. Es de estilo neobizantino y se atribuye a Paul Martin. Fue incluida en la lista de monumentos históricos en 2007.

### Parques, jardines y espacios verdes

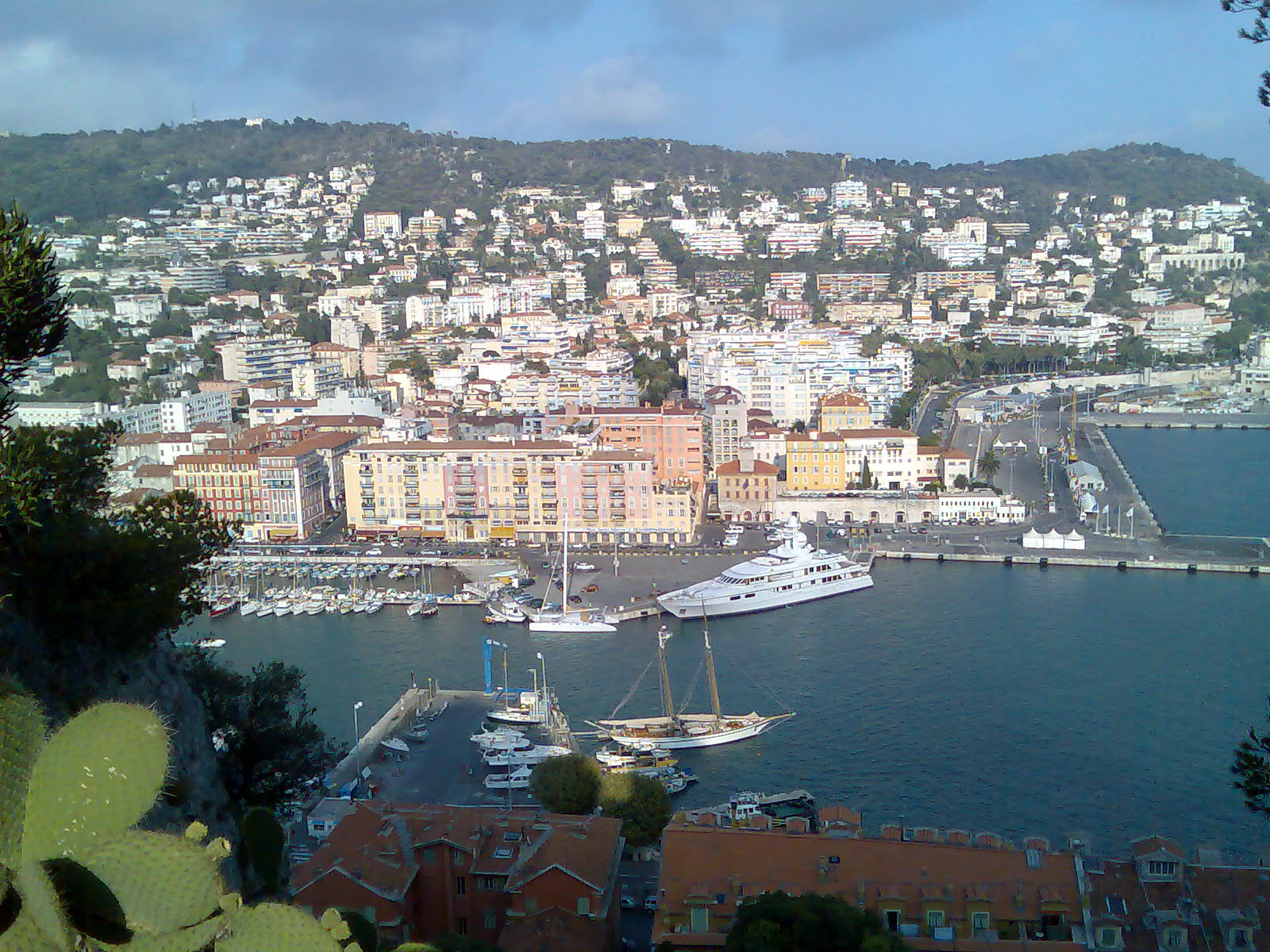
El monte Boron, forma parte de la ciudad.

El monte Boron es una colina de casi 200 metros altitud, que se alza en la ciudad. A finales del siglo XVIII empezó a ser edificado y durante mucho tiempo estuvieron prohibidos en él árboles y arbustos por razones de estrategia militar. Tras la anexión, este requisito fue abolido y en el Boron se empezó la reforestación a partir del año 1862, como parte de una política global llevada a cabo por el Segundo Imperio, dirigida por Prosper Demontzey. Se priorizaron las plantaciones de pino carrasco, especie arbórea adecuada al ecosistema de la zona, resistente a la falta de tierra y de agua. También se implantaron otras especies como el olivo o el algarrobo. Actualmente en el monte Boron, de unos sesenta acres, se llevan a cabo medidas de protección ambiental y está clasificado como "Espace boisé classé" en aplicación del «articulo L130-1» del Code de l'urbanisme del gobierno de Francia.

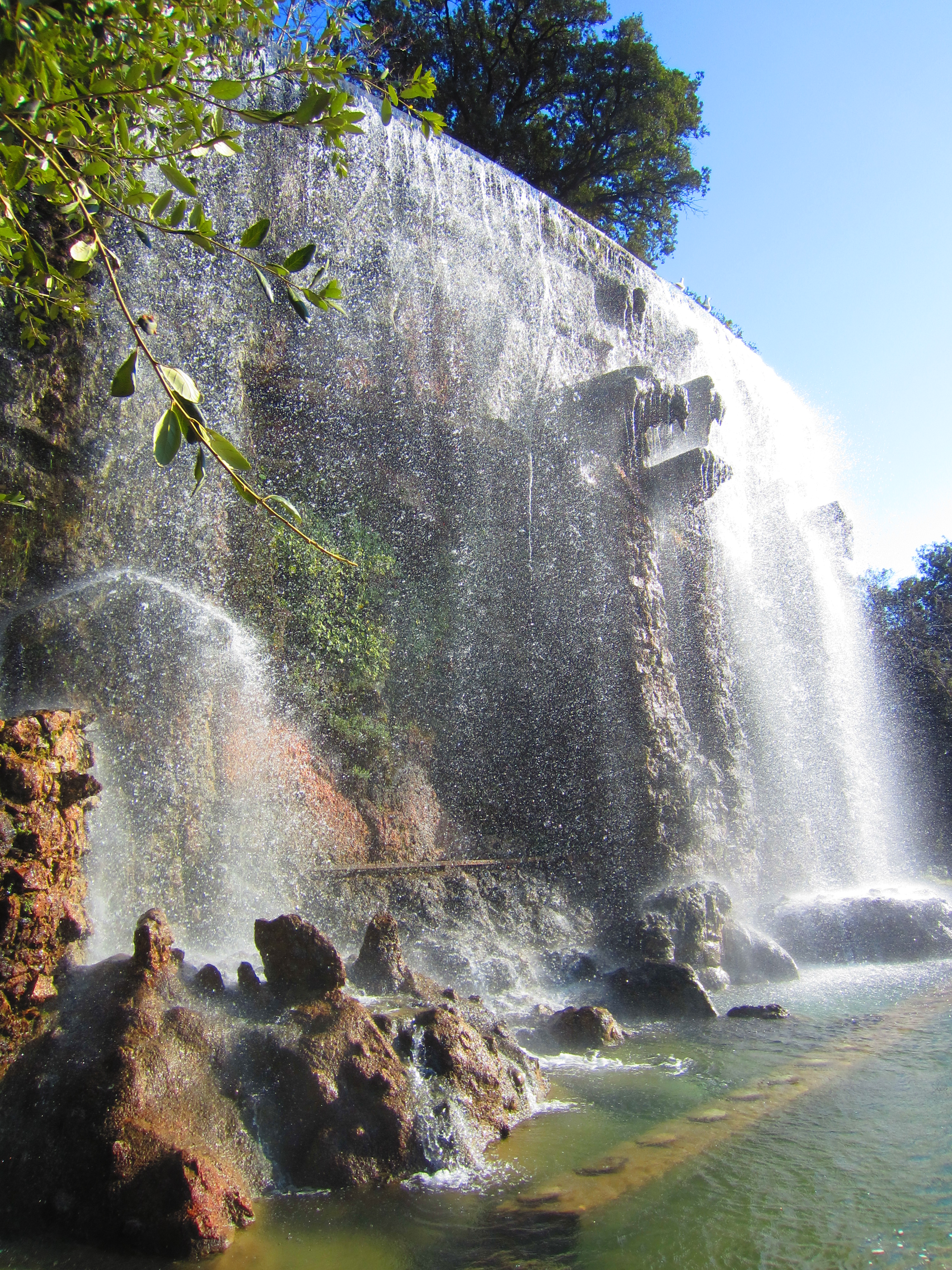
La cascada artificial sita en el jardín de la colina del Castillo.

La colina del Castillo, de unos 100 m de altitud, tras la destrucción y demolición de la fortificación militar que le da nombre en el siglo XVIII, fue catalogada como terreno militar y desprovista de vegetación. Permaneció así como una gran roca desnuda hasta el año 1820, fecha en que se autorizó a la ciudad a construir en ella un jardín público. hasta mediados del siglo XIX se llevaron a cabo labores de reforestación a la vez que diversas especies se asentaron en la zona espontáneamente. Posteriormente se llevaron a cabo sucesivos proyectos: la creación de la cascada en 1885, un nuevo acceso y estacionamientos para coches, y diversos mosaicos en 1965.
Entre las otras colinas o cerros que rodean la ciudad, se pueden citar Saint-Pierre-de-Féric, Pessicart, Saint-Antoine-de-Ginestière, Magnan, Magdalena, Gairaut, o Bellet entre otros. Antiguamente albergaban campos de cultivo, para posteriormente evolucionar y ser habilitadas con terrazas escalonadas o bancales y plantar olivos, higueras, almendros, algarrobos, viñas, hortalizas y flores (especialmente claveles), gracias al desarrollo del método de irrigación. A partir de los años 1960, la floricultura sufrió un grave retroceso frente a la urbanización de los lugares.
Un segundo jardín urbano fue construido en la década de 1860 sobre un terreno pantanoso en el margen derecho del río Paillon. A partir de esa época, el gobierno francés priorizó la construcción de jardines sobre losas o cimentados: el primero de este tipo se llevó a cabo en 1868-1869 frente al Grand Hotel, el jardín Alberto I]] que conecta la plaza Massena con el mar. El segundo mayor proyecto fue simultáneo y anexo a la construcción del Casino Municipal en el año 1880 y duró diez años.

## Cultura

### Museos
Niza posee numerosos museos dedicados al arte, la historia y a las tradiciones locales, principalmente

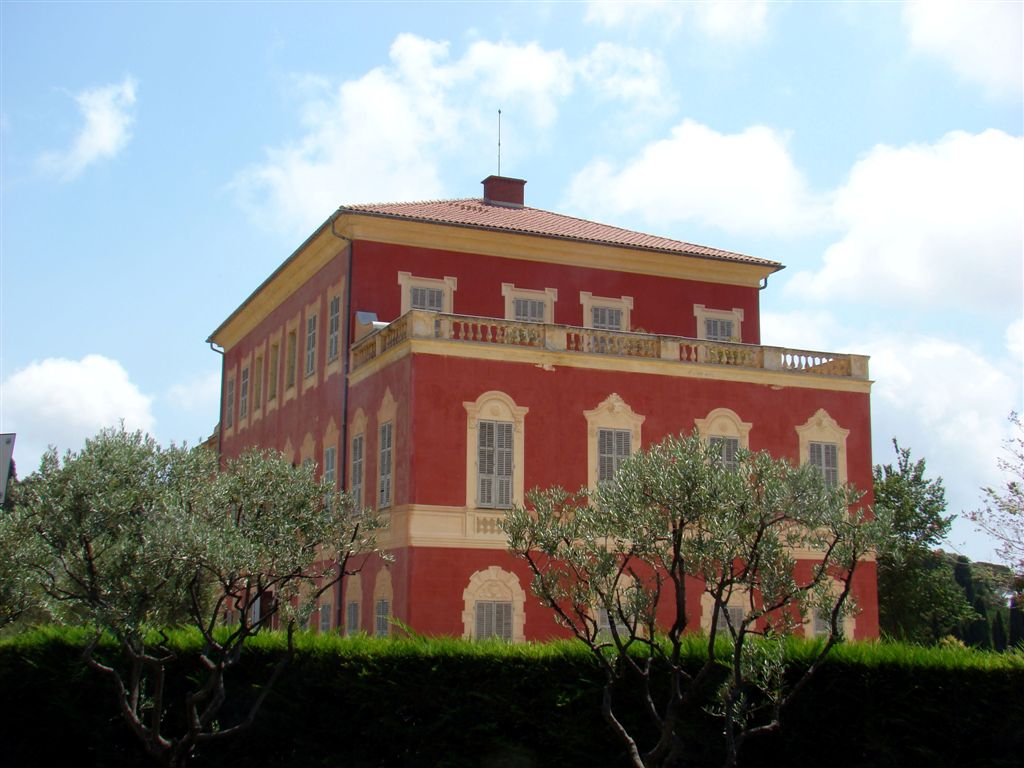
Edificio que alberga el museo dedicado a Henri Matisse y su fachada de trampantojo.

El museo de las Bellas Artes fue inaugurado en 1878. Alberga colecciones que van de finales del siglo XVI a mediados del siglo XX y en particular obras del pintor Jules Chéret, fallecido en Niza en 1932 y el simbolista Gustav-Adolf Mossa. Se encuentran también obras de Luis Bréa, de Bronzino, Charles André van Loo, Jean Honoré Fragonard, de Joseph Vernet, de Hubert Robert de impresionistas como Sisley Monet y de post impresionistas como Vuillard o Bonnard, así como fauvistas como Kees Van Dongen y Raoul Dufy.
El museo Matisse, en Cimiez, fue inaugurado en 1963 en una antigua casa del parque de las arènes de Cimiez. Hospeda una colección permanente de 218 grabados, 57 esculturas, 187 objetos, 68 pinturas, 95 fotos, 236 dibujos y 14 libros ilustrados. Las primeras donaciones fueron hechas por Henri Matisse, en 1953.
El museo Marc-Chagall, inaugurado en 1973, reúne las obras de Marc Chagall consagradas a la Biblia. Son diecisiete pinturas dedicadas al Génesis, al Éxodo y a Cantar de los Cantares, que Chagall y su esposa cedieron al Estado en 1966. En 1972, se realizó una segunda donación concerniente a esbozos del mensaje bíblico. El museo también posee esculturas, un mosaico, una tapicería y tres vidrieras concebidas por el museo.

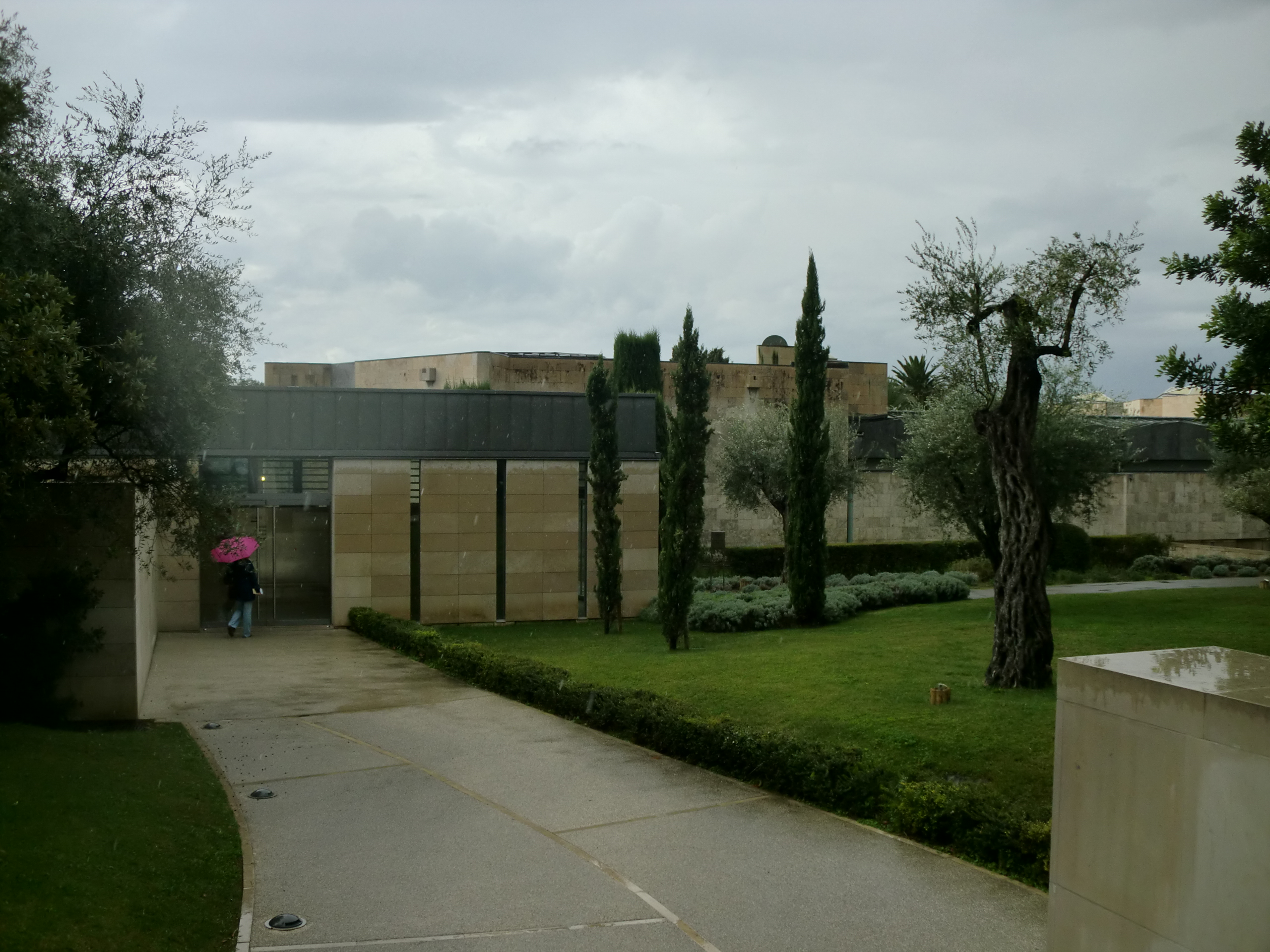
Entrada al museo Marc-Chagall

El museo internacional Anatole Jakovsky de arte naïf, inaugurado en 1982, acoge más de un millar de obras que proviene de donaciones de Renée y Anatole Jakovsky.
El Museo de arte moderno y contemporáneo de Niza (Mamac), inaugurado en 1990, expone creaciones de nuevos realistas como Arman, Raysse, Niki de Saint Phalle, Tinguely, de artistas pop (Andy Warhol, Wesselmann, Indiana, Dine), de representantes del abstracto americano (Maurice Louis, Franck Stella, Sol Lewitt, Kully) y de varios movimientos más.
La ciudad cuenta con varios museos de historia:
- Museo de Terra-Amata, paleontología humana, restaurado en 1999, está dedicada a los resultados de las excavaciones en este sitio arqueológico (Terra Amata).
- El Museo Arqueológico está dedicado a la Cimiez romana.
- El Museo de la Resistencia Riviera es un museo dedicado a la historia de la resistencia francesa en los Alpes-Marítimos durante la Segunda Guerra Mundial.
- El museo Massena, inaugurado en 1921, es un museo de arte e historia régional.[116][75]

El Museo de Historia Natural de Niza, inaugurado en 1846, es históricamente el primer museo abierto en la ciudad. y alberga colecciones del siglo XIX constituidas por naturalistas locales, como Antoine Risso. El Museo del Mar, ubicado en la torre Bellanda conserva pinturas, grabados, maquetas de barcos y objetos que evocan la historia de la navegación marítima local.
El Museo de Arte Asiático fue construido en 1998 por el arquitecto japonés Kenzo Tange y cuenta con colecciones de arte budista y exposiciones dedicadas a las artes de Asia. Su enfoque es de carácter histórico, artístico y etnológico.

### Bibliotecas

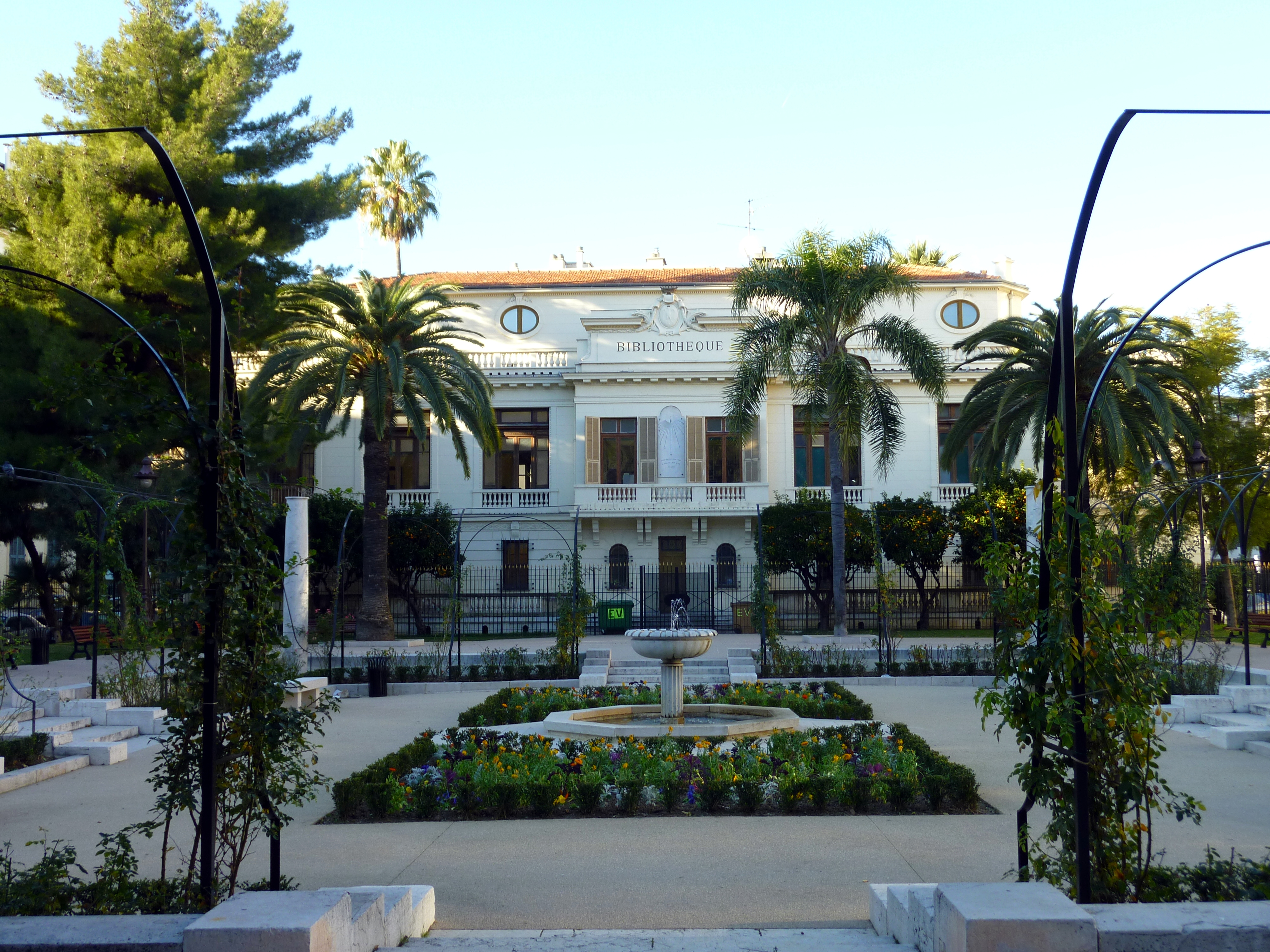
Biblioteca patrimonial Romain-Gary.

La red de bibliotecas de Niza (BMVR), está constituida por una biblioteca central, once bibliotecas locales y una biblioteca patrimonial y de estudio. Según el ayuntamiento, BMVR de Niza contaba en el año 2007 con más de 100 000 abonados que tenían a su disposición más de 750 000 documentos.
La biblioteca Louis-Nucéra, inaugurada en junio de 2002 y nombrada así en honor del escritor de la ciudad Louis Nucera, es la biblioteca central. Construida al lado del Museo de arte moderno y contemporáneo, sobre el lecho del Paillon, está constituida de hecho por dos edificios distintos: la Tête Carrée, concebida por Sacha Sosno y donde se sitúan los servicios administrativos de la biblioteca, y la biblioteca en sí misma, que acoge una videoteca, una biblioteca musical, una sala de exposiciones y una sala de audiciones.
La biblioteca Romain-Gary es la biblioteca patrimonial y de estudio de la ciudad. Situada en el bulevar Dubouchage y abierta desde el año 1925, posee, según las cifras del ayuntamiento, 20 000 volúmenes antiguos y más de 370 000 volúmenes enciclopédicos. También dispone de 900 manuscritos antiguos de los que una treintena datan de la Edad Media.

### Idiomas
Tras la anexión de Niza a Francia se impuso bastante coercitivamente el francés, hasta el punto que muchos apellidos tradicionales debieron "afrancesarse" (ej.: Blanchi o Bianchi fue transformado en Le Blanc), del mismo modo fue afrancesada compulsivamente prácticamente toda la toponimia (solo desde fines del siglo XX, en la zona más antigua de esta ciudad se comenzaron a usar letreros bilingües en francés y occitano (variedad nizzardo), por ej.: Rue de Sainte Marie / Carrera di Santa Maria; en ocasiones los letreros municipales bilingües indican el nombre francés actual impuesto y el nombre antiguo en nizzardo, como por ejemplo: Quai des Etats-Unis/Riba dou Miejou).
Ejemplos de palabras y frases en nizardo, (entre paréntesis el término en occitano normativo):
- amigo: amic (amic)
- buen día: bouón jou (bon jorn)
- comida: past (repais)
- día: jou (jorn)
- el: lou (lo)
- entonces: aloura (alara)
- hoy, aún: ancuèi (uèi, encara)
- hombre: ome (ome)
- la: la (la)
- mañana: deman (deman)
- medianoche: près-dinà (miejanuèch)
- mujer: frema (fémina)
- pan: pan (pan)
- victoria: vitoria (victòria)

### Gastronomía
La comida niçoise es una cocina de transición que comparte rasgos con la cocina de la cercana Italia, especialmente las zonas de Liguria y Piamonte, también se halla vinculada a la tradicional cocina de los Alpes, aunque es esencialmente mediterránea.
Uno de sus ingredientes básicos es el aceite de oliva, el Olive de Nice y el Huile d'olive de Nice, Appellation d'origine contrôlée desde abril del año 2001 y Appellation d’Origine Protégée.
Los franceses suelen llamar coloquialmente a los nizardos: "caga-blea" ( "caga acelga" - en francés normativo "blette" significa acelga- ) ya que un plato típico de Niza es la tortilla de acelga.

### Tradiciones
El baile más representativo del condado de Niza es la farandola y sus variantes: blandi, mourisca (o morisco(a)) y pasa calle. El pilou, por su parte, es un juego típico de Niza.

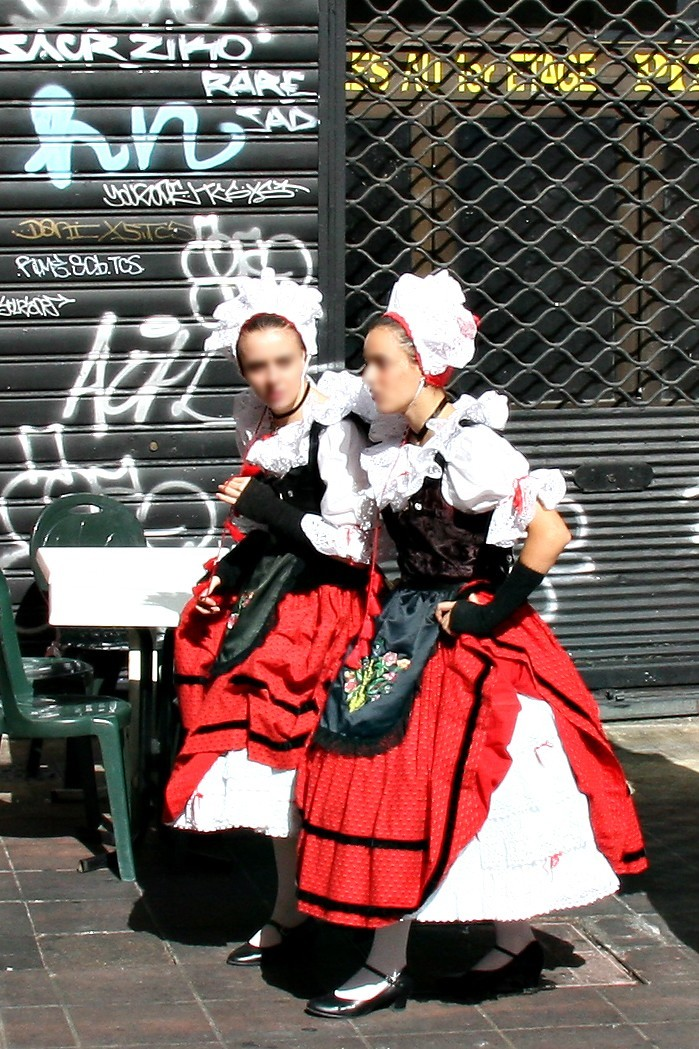
Traje tradicional de Niza..

También existen numerosas fiestas. La primera del año es el carnaval de Niza, seguida por la batalla de flores. Otras fiestas tradicionales son el festín del cou gourdons, los festines de Niza, la fiesta de los mayos, la renovación del voto con procesión de las hermandades de penitentes, la fiesta de San Pedro, la fiesta de Malonat, la fiesta de la Asunción, la fiesta de San-Bertoumiéu, la fiesta de Catherine Ségurane, la fiesta de Sainte Réparate, Calena y Lou Presèpi (« tradición de marionetas nizardas»).
En cuanto a los trajes tradicionales, para los chicos constan de un corsario negro con rayas rojas y blancas, un cinturón ancho y rojo y una gran camisa blanca; y para las chicas, faldas en tela con rayas rojas y blancas, una blusa blanca, un corsé de terciopelo negro con delantal, un mantón en raso negro bordado y una capelina (gran sombrero redondo de paja).
El himno de la ciudad es Nissa la bella, canción original en nizardo, compuesto por Menica Rondelly en el año 1903 bajo el título A la mieu bella Nissa.

#### Desfile de flores

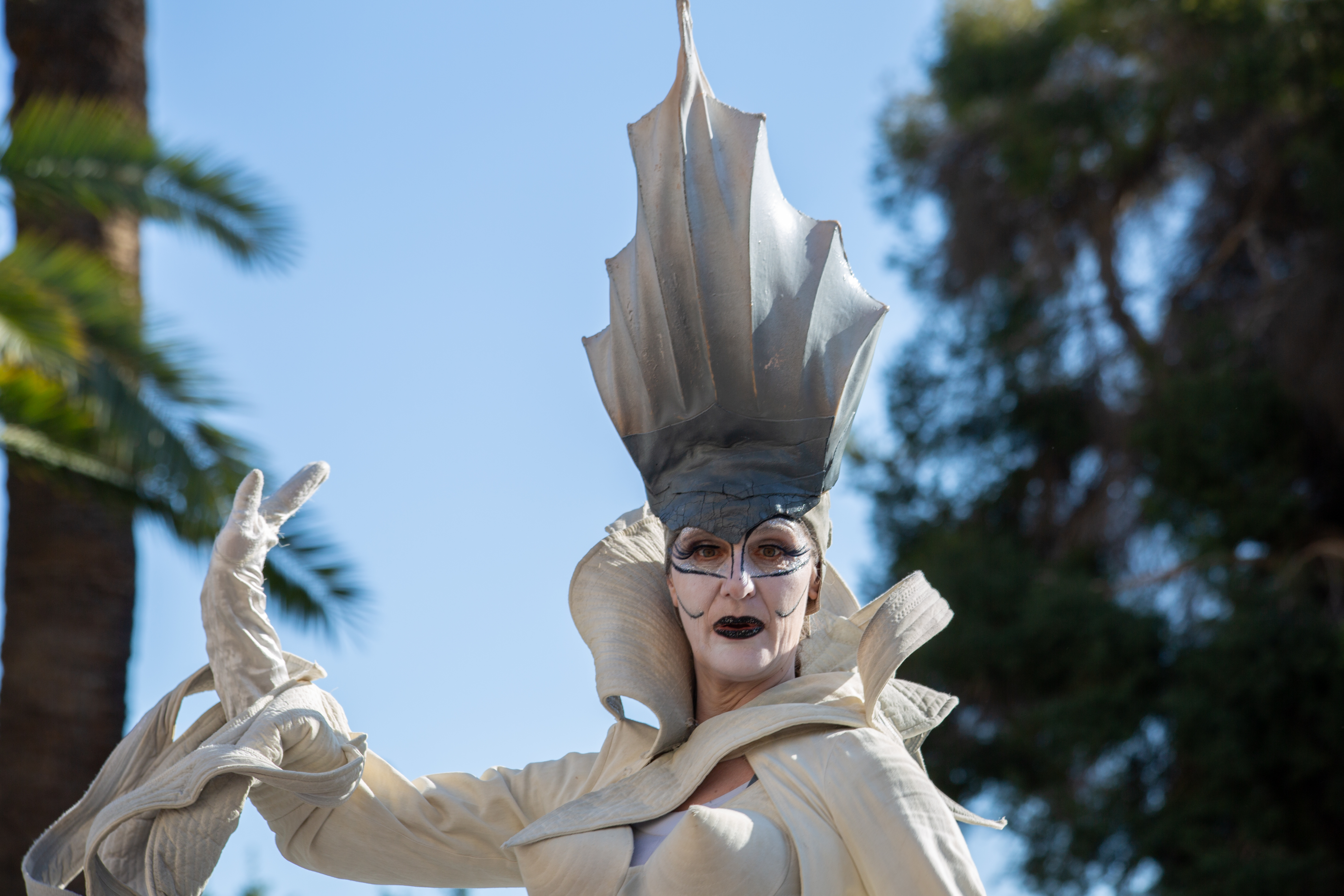
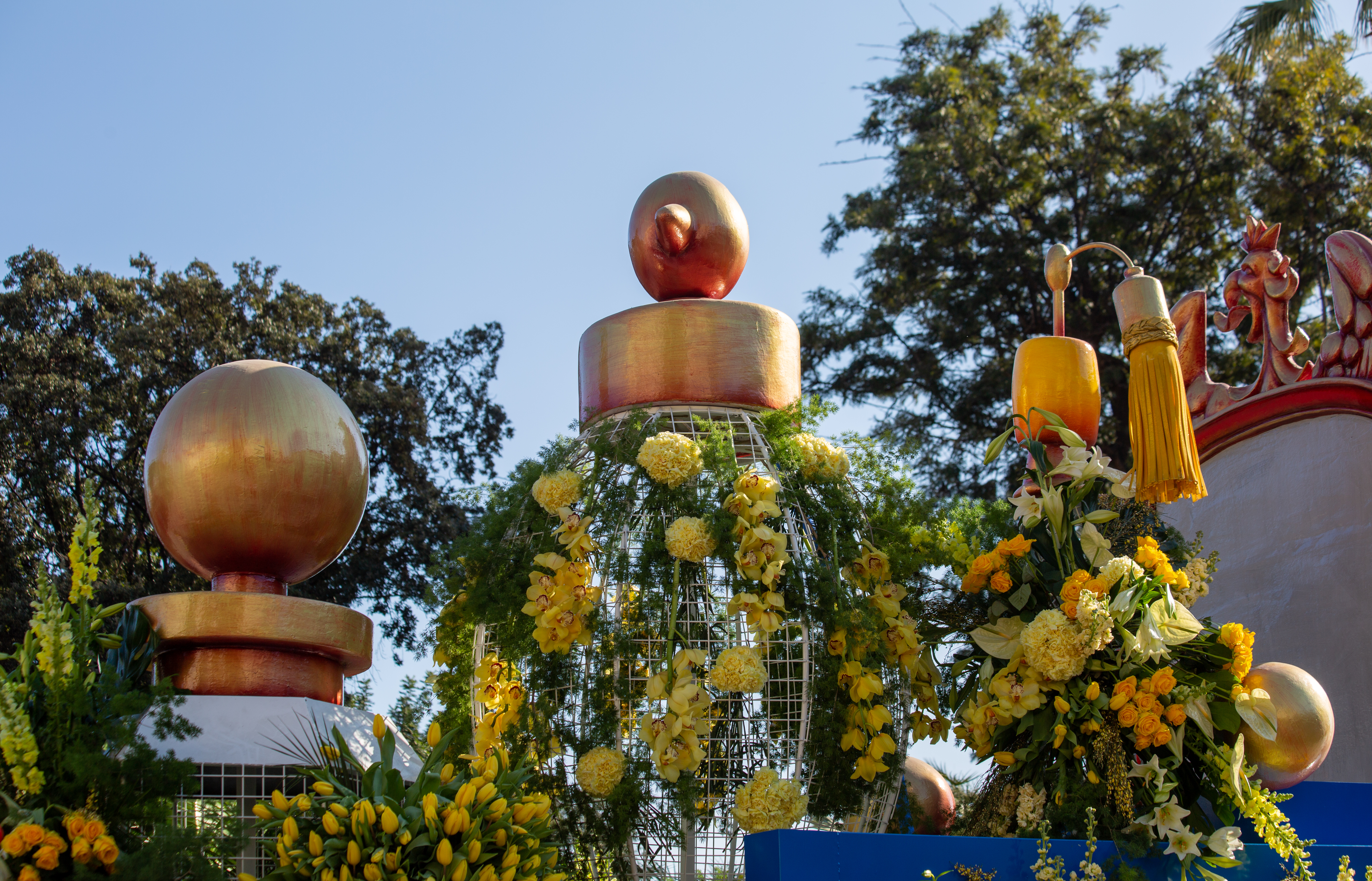
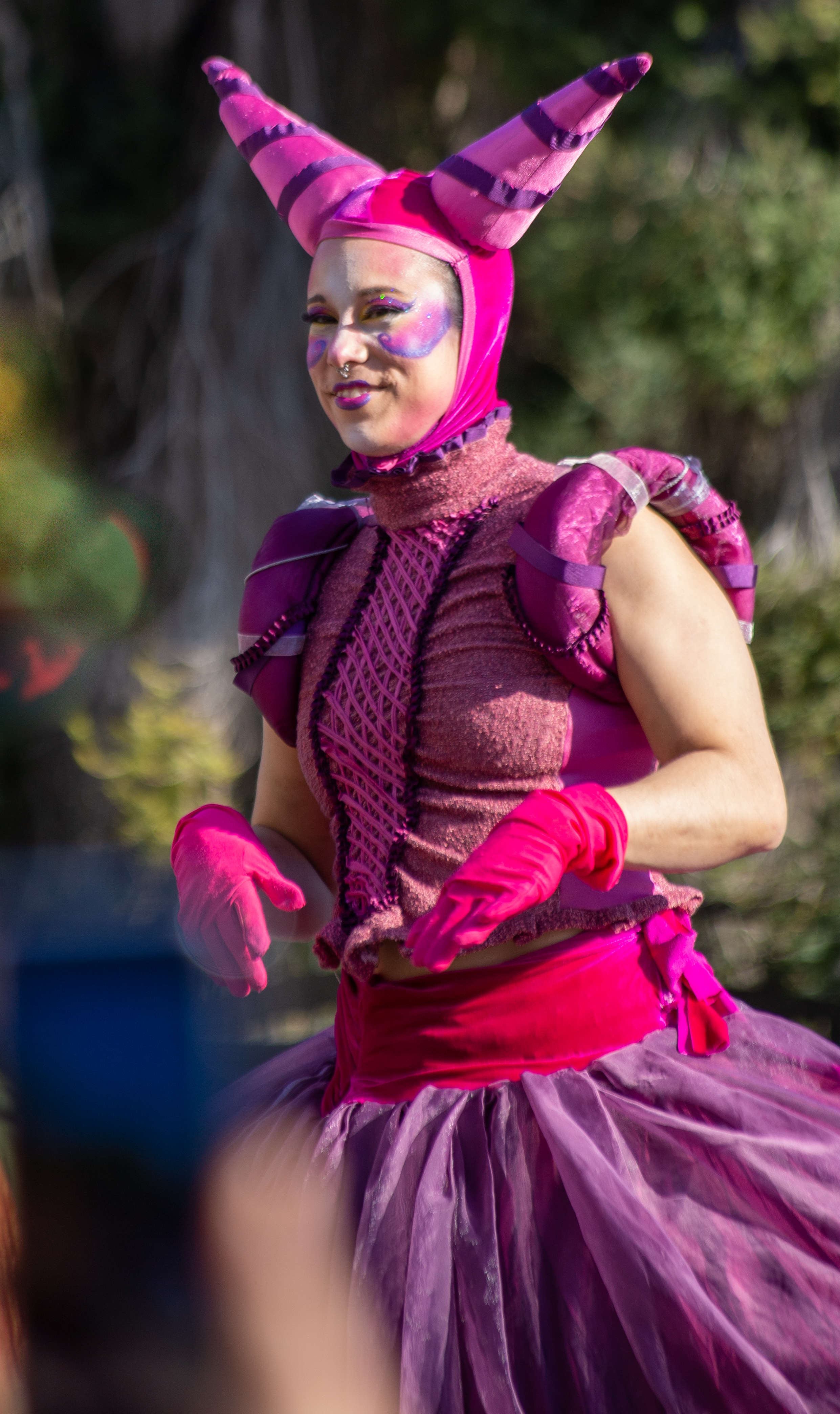
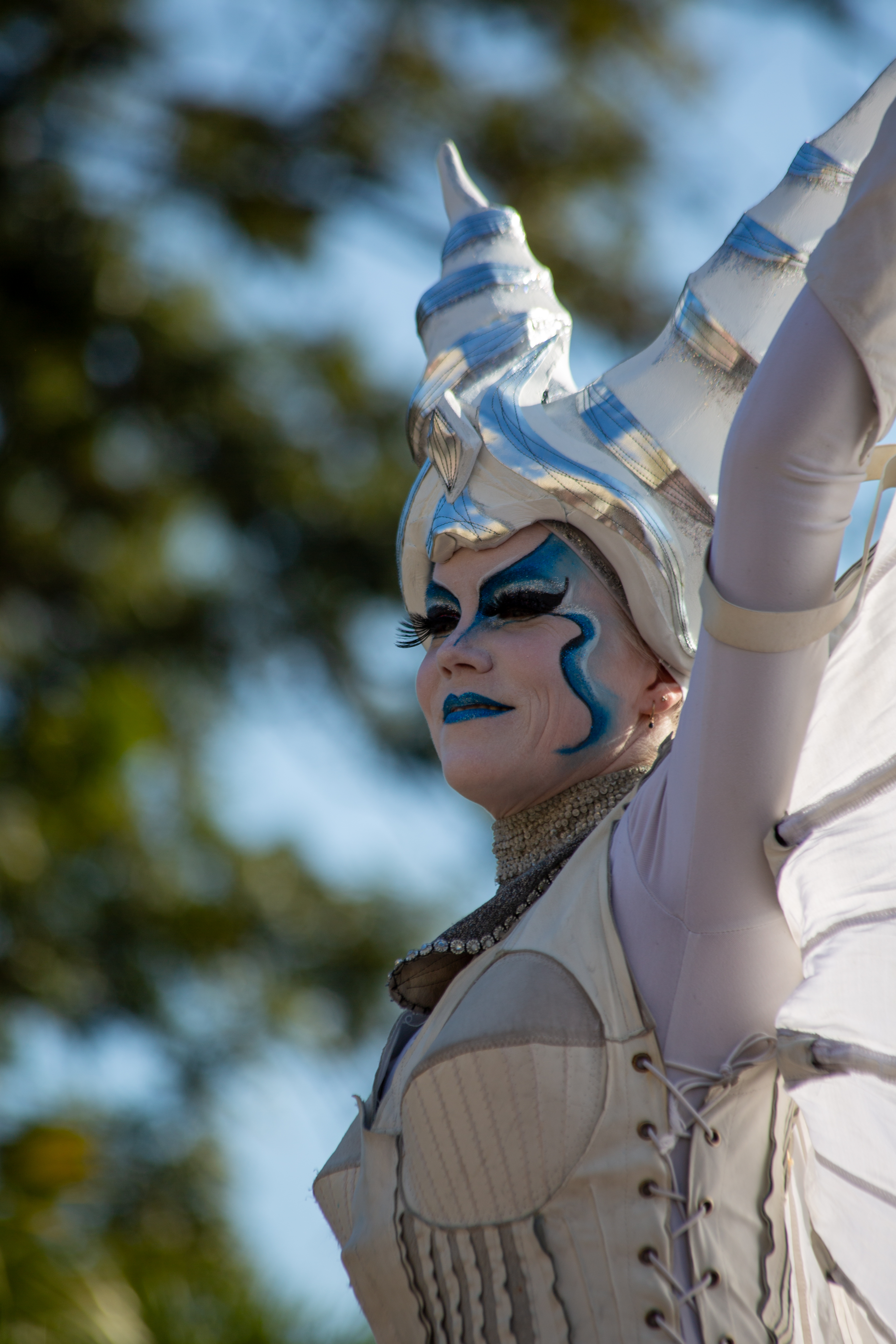
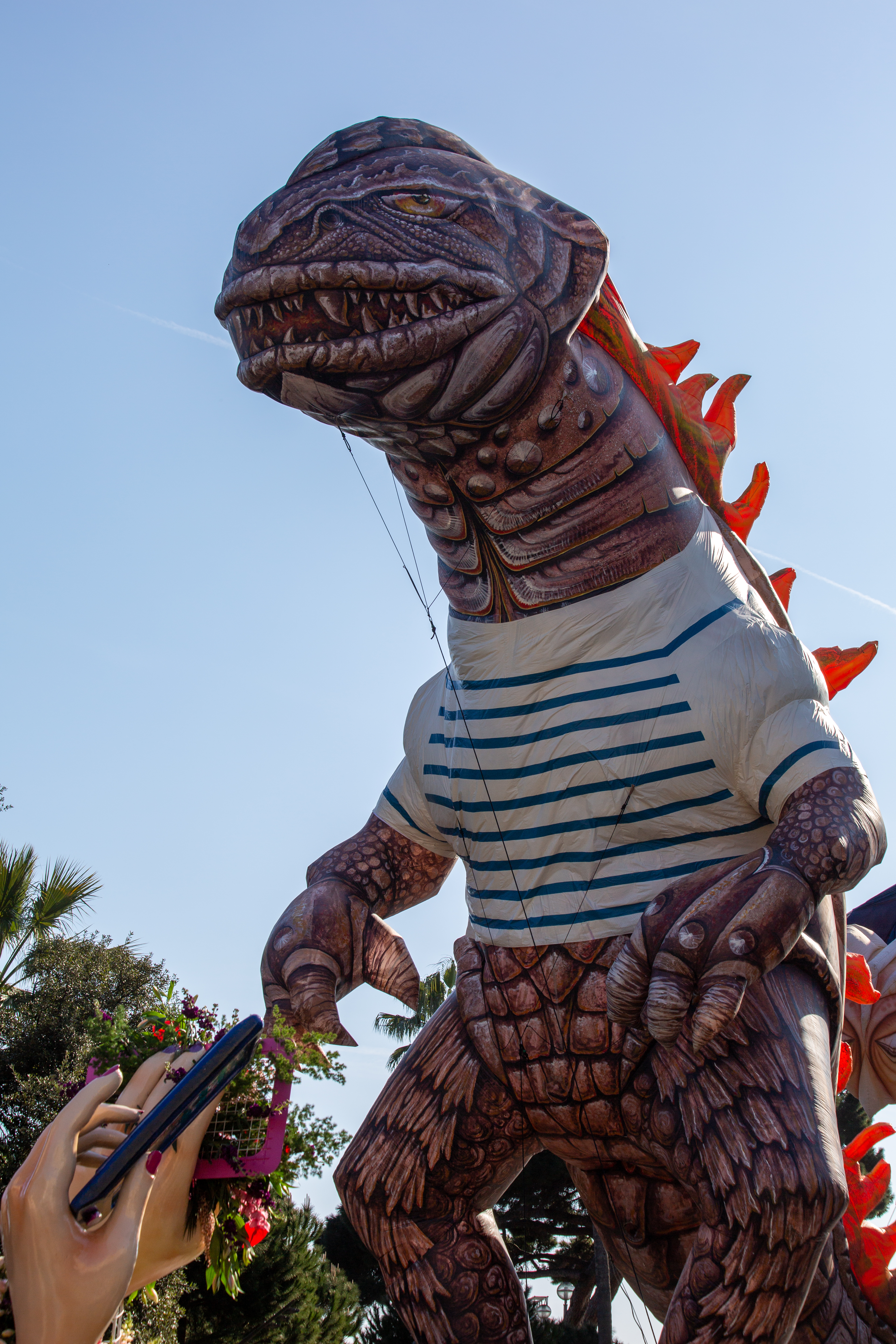
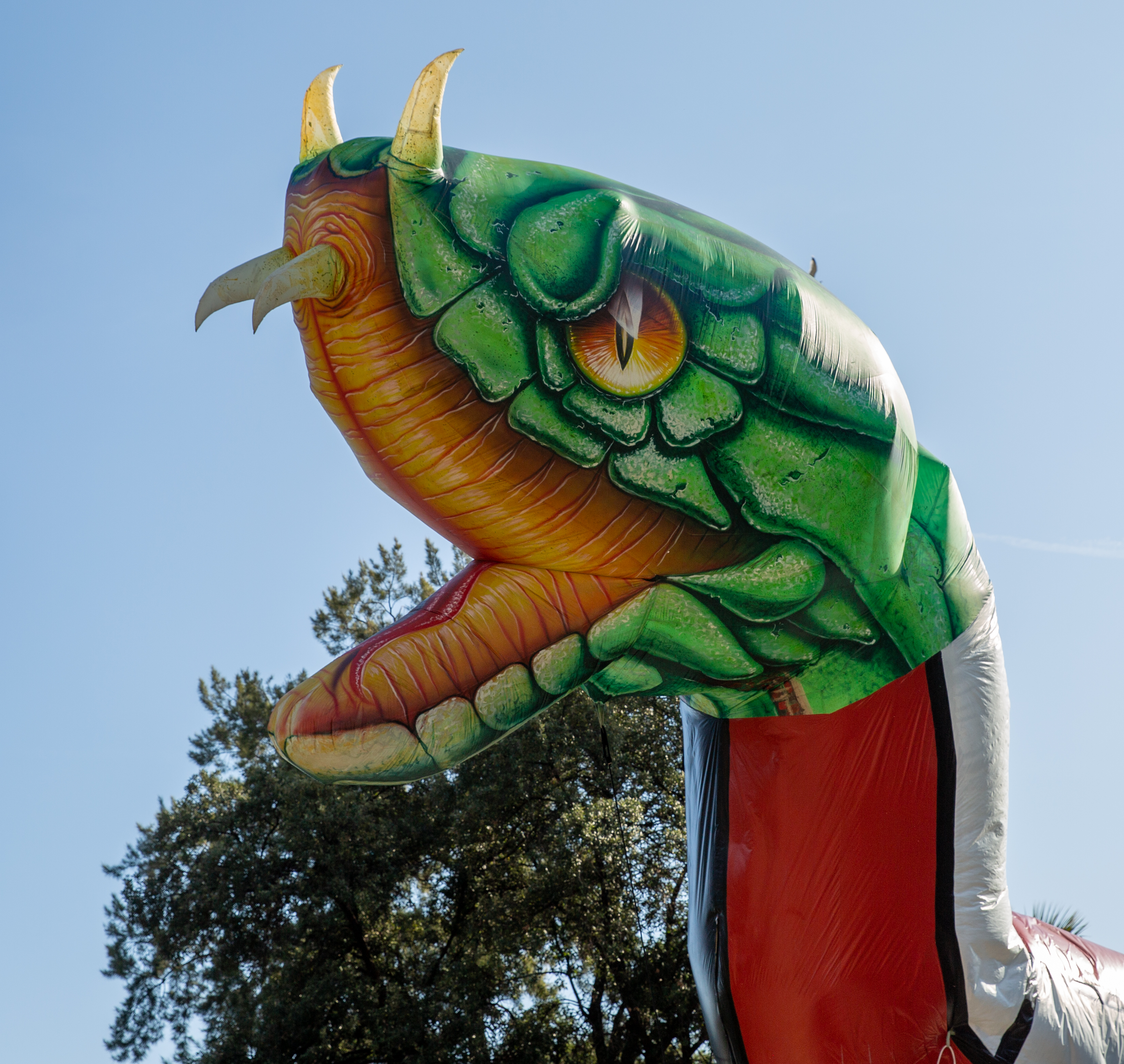
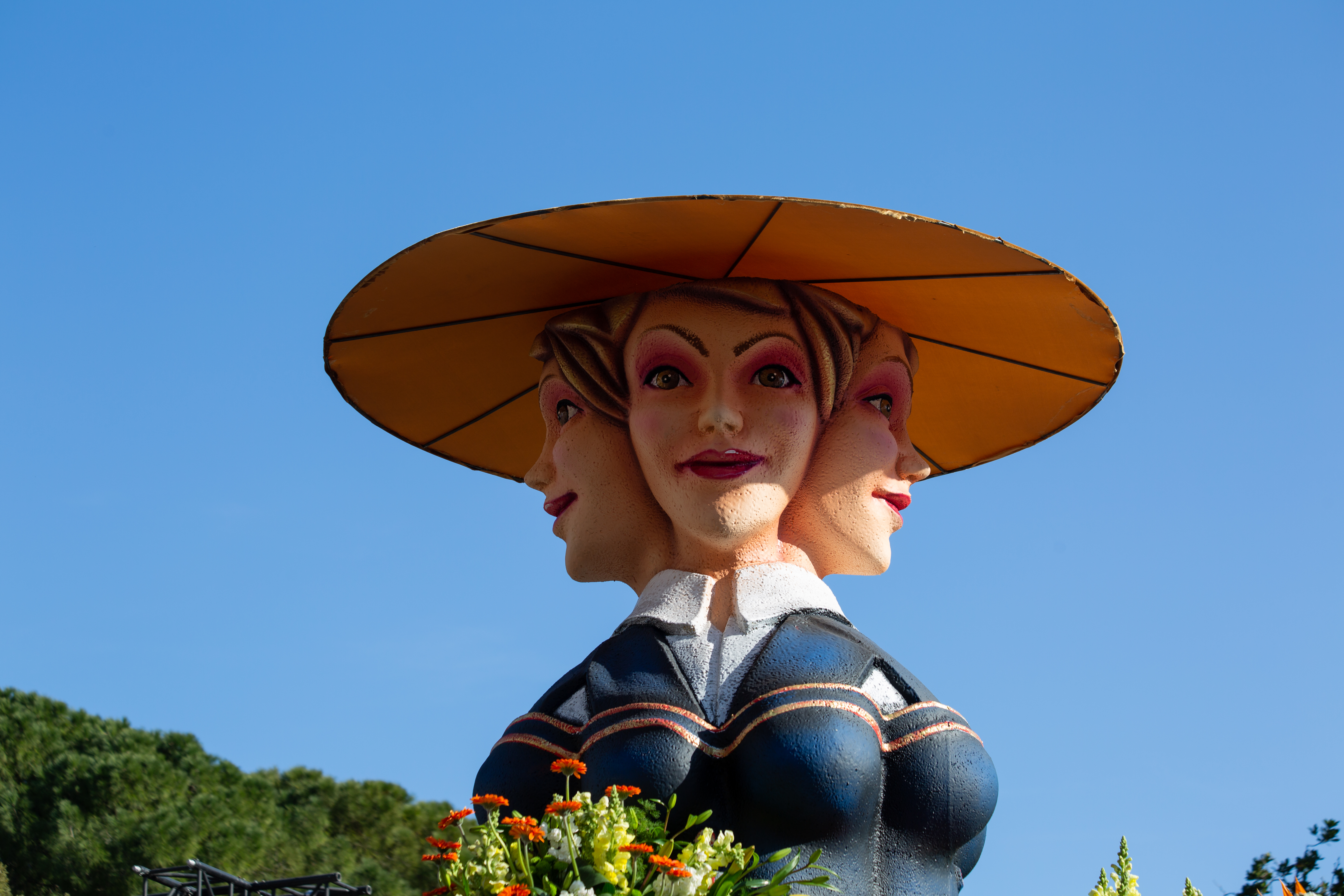
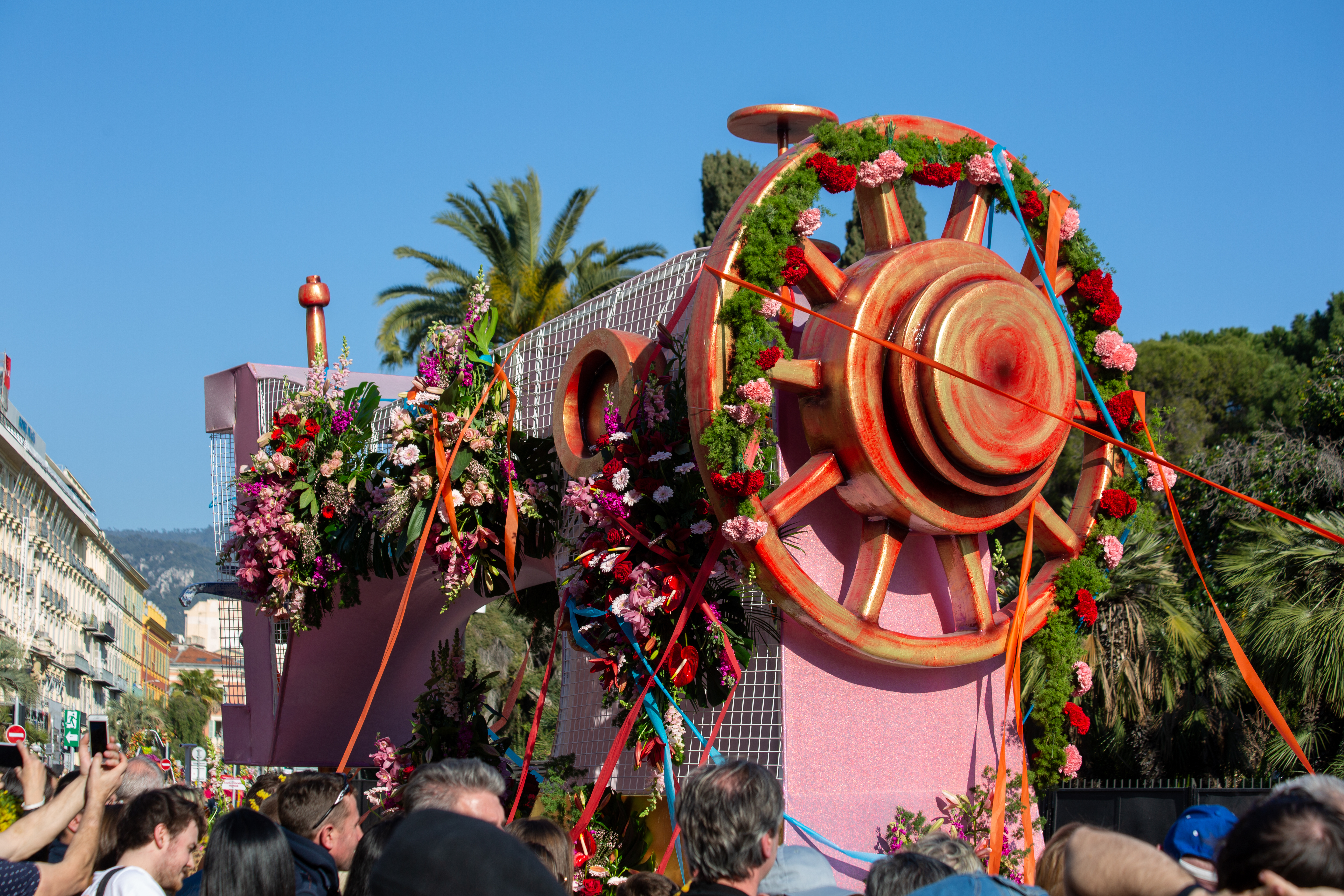
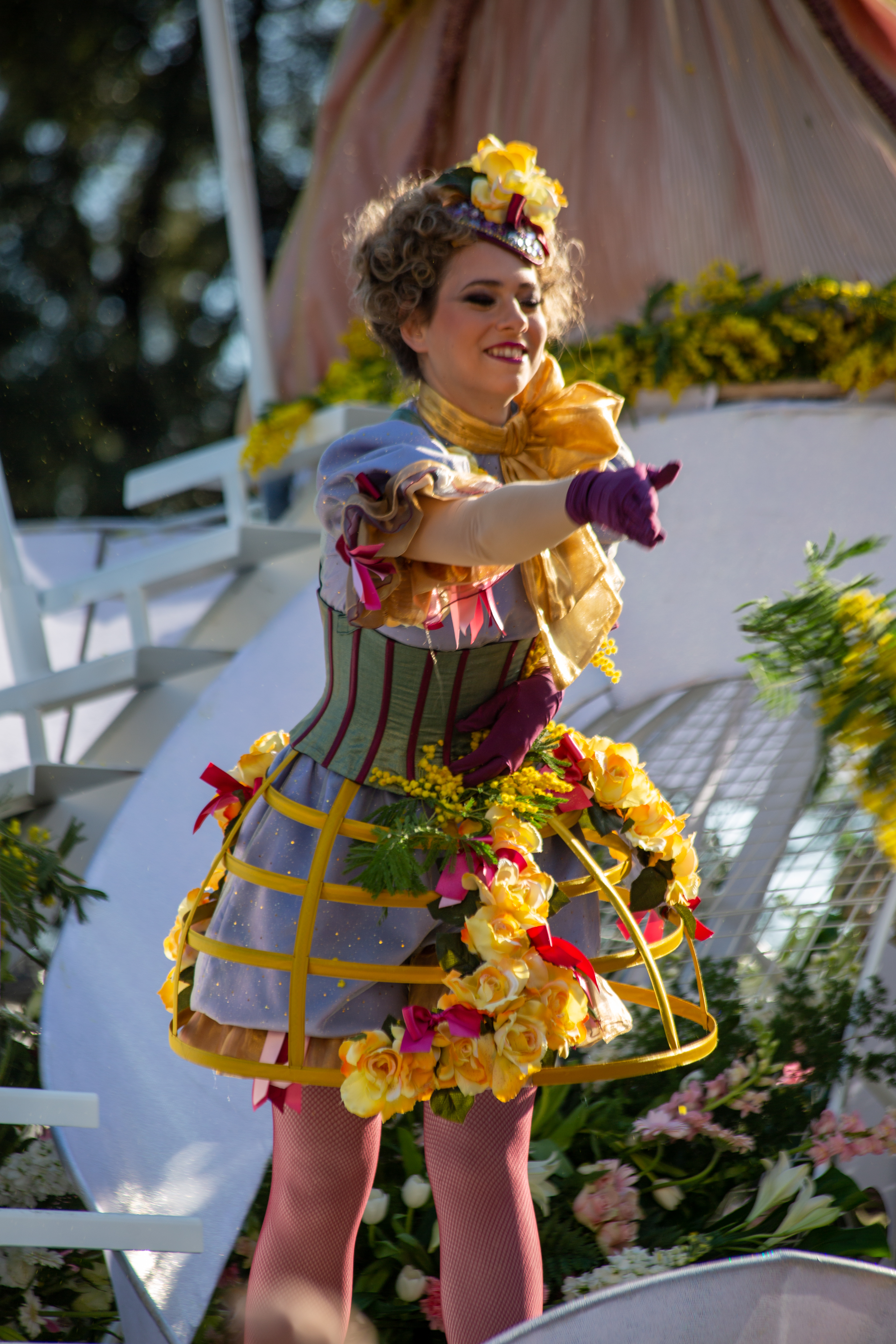

### Deportes
El deporte más seguido en Niza es el fútbol, representado por el Olympique Gymnaste Club de Nice Côte d'Azur (OGCN), también conocido como "El Gimnasio", cuyos colores son rojo y negro. El equipo se desempeña en la Ligue 1, la máxima categoría del fútbol de Francia.
El OGC Nice fue fundado en 1904, y ha ganado cuatro títulos de liga francesa (1951, 1952, 1956 y 1959) y tres copas de Francia (1952, 1954 y 1997). El club juega sus partidos en casa en el Estadio Allianz Riviera, un estadio multifuncional con una capacidad de alrededor de 35.000 asientos, que sustituyó al Estadio Municipal de Ray, (Ray significa "arroyo" en nizardo), llamado estadio de Léo Lagrange oficialmente, pero ese nombre no se utilizaba nunca) desde septiembre de 2013. Este estadio se inauguró en 1926, y estaba ubicado en la avenida de Ray. Tenía una capacidad aproximada de 18 000 asientos. El nuevo estadio está en el distrito de Saint-Isidore, en la llanura de Var. Este estadio resulta más coherente con el tamaño de la ciudad, para permitir el desarrollo de este club histórico, a menudo considerado como el abanderado de la identidad de Niza. Antes de cada partido del OGC Nice, suena el himno de Niza.
Niza es también un bastión del waterpolo en Francia. La ciudad ha ganado el campeonato doce veces en Francia en los últimos quince años. El Cacel fue el equipo campeón de Francia de 1992 a 1995. Víctima de una liquidación, el club pasó a llamarse en 1995 Piscina Olímpica de Niza y volvió a conseguir el título nacional de manera continua desde 1996 hasta 2004. El equipo también participó en muchas Copas de Europa. El NSB es un club que disputa en cinco disciplinas: natación, deportes, polo acuático, buceo, natación sincronizada y triatlón.
En la ciudad también existe hay pasión por el rugby. El club "histórico" de la ciudad es el Racing Club de Rugby de Niza (RRCN), que desapareció en 2001 debido a problemas financieros, permaneció durante mucho tiempo en la élite, llegando a participar en la final del campeonato de Francia en 1983. Llegó nuevamente a la semifinal al año siguiente, y, por último, alcanzó una victoria en el Desafío Yves du Manoir, único título importante del club en 1985. Actualmente, el equipo que representa a la ciudad es el Rugby Nice Côte d'Azur, formado por estudiantes universitarios. Surgió como resultado de la fusión con el Club de la Universidad de Niza (NUC, establecido en 1967), y que ha mantenido sus colores, azul y amarillo. Participa en una Liga Federal y se fijó el objetivo de ascender en la liga nacional para rememorar el brillo del rugby de Niza. A su lado se encuentra el Club de Rugby Coalición de Niza, un pequeño club de rugby amateur constituido por afiliados a la FSGT 06.
Creado en 1976, el equipo de voleibol de Niza juega en la liga B. El equipo masculino participó en la liga A. Jugó en la sala de Palmeira. Sus colores son el amarillo y el azul.
El fútbol americano también tiene a su equipo nizardo que se disputan partidos en la máxima categoría. El Palacio de hielo de los Deportes acoge al equipo de hockey Eagles Hockey Nice Côte d'Azur75 que participa en la División 1, después de haber sido campeón de la División 2 de Francia en 2008. Los Deportes de Niza Cavigal es un aficionado del club de deportes (balonmano, baloncesto, fútbol, atletismo, lucha, béisbol, el softbol, el rodillo...) fundada en 1943. La sección de mujeres de baloncesto que se desarrolla la NF1 (segunda división) con el nombre de Niza y el de Niza Competencia Cavigal baloncesto olímpico a raíz de la unión con el banderín-Niza cesta del equipo. Los amantes del baloncesto también se agrupan en la Conferencia Oeste del baloncesto de Niza. Aquellos pertenecen a la liga de balonmano ASPTT Niza.
Judo es practicado por varios clubes como el Judo Niza, fundada en 1986 y cuya selección absoluta ha ido evolucionando desde el año 2008 en la primera división. El Club de Kendo de Niza que le fue fundada en 1974 por Jean-Pierre Niay, excapitán de Francia. Actualmente, juega en la primera división (Excelencia). Tenis de mesa también ocupa un lugar importante a nivel nacional. NIZA CPC es, en efecto, en los veinte primeros clubes de tenis de mesa de Francia, tanto en su número de licencias por parte de sus resultados. Se aprobó por la Federación Francesa de Tenis de Mesa.
La ciudad también es el escenario de algunos eventos deportivos más importantes, tales como Ironman de Francia, el inicio de la maratón de los Alpes Marítimos, la llegada de la prestigiosa carrera ciclista París-Niza durante el mes de marzo y el Open de tenis de Niza de nuevo después de quince años de ausencia.
En 2000 y 2012, la ciudad fue sede de los campeonatos mundiales de patinaje artístico en el centro de exposiciones de Niza.

## Ciudades hermanadas
Niza tiene acuerdos de hermanamiento con las ciudades de:
- Núremberg, Alemania, desde 1954
- Edimburgo, Reino Unido, desde 1957
- Cuneo, Italia, desde 1964
- Alicante, España, desde 1968
- Houston, Estados Unidos, 1973
- Santa Cruz de Tenerife, España, desde 1989
- Gdansk, Polonia, desde 1999
- Laval, Canadá, desde 2000
- Piriápolis, Uruguay, 2001
- Tesalónica, Grecia

### Patrimonio
- Alexis Obolensky, Luc Svetchine, Pierre-Antoine Gatier, Les églises russes de Nice éditions Honoré Clair, 2010
- Collectif, Le patrimoine des communes des Alpes-Maritimes, Paris, éditions Flohic, 2000, 2 volumes, 1077 p.
- Marguerite et Roger Isnard, Sus lu barri. Les pierres racontent Nice, Breil-sur-Roya, Éditions du Cabri, 1989, 264 p. Ouvrage de vulgarisation.
- Dominique Laredo: Valrose, Université de Nice Sophia Antipolis, 2006, 336 p.
- Caroline Mollie, Nice, paysages en mouvement, Niza, Gilletta, 2001, 55 p.
- Yvonne Franco, Saveurs et tradition, recettes de la cuisine niçoise, Alandis Éditions, 2006.
- Georges Delrieu, Anthologie de la chanson niçoise, rééd. Alandis Éditions, 2002.

### Historia
- Martine Arrigo-Schwartz, De la baie de Nice à la promenade des anglais, Alandis Éditions, 2006.
- Jules Bessi, Biographie des poètes niçois, rééd. Alandis Éditions, 2000.
- Maurice Bordes (dir.), Histoire de Nice et du pays niçois, Toulouse, Privat, 1976.
- Marc Boyer, L'Invention de la Côte d'Azur. L'hiver dans le Midi, La Tour d'Aigues, éditions de l'Aube, 2002, 378 p.
- Paul Castela: Nice, une capitale historique, Gilletta, Niza, 2002
- Michel Derlange (dir.), Les Niçois dans l'histoire, Toulouse, Privat, 1988 ISBN 2-7089-9414-X.
- Jean Pierre Fouchy, Et Nice devint le port de la Savoie, Alandis Éditions, 2008.
- Louis-Gilles Pairault, Nice d'Antan, Paris, HC éditions, 2005, 111 p.
- Isabelle Pintus, L'aristocratie anglaise à Nice à la belle époque, Alandis Éditions, 2002.
- Léon Poliakov, La conditions des Juifs sous l'occupation italienne, Paris, CDJC, 1946.
- Alain Roullier, Nice demain l'indépendance, France Europe Édition, 2003.
- Alain Roullier, Garibaldi et Nice, France Europe Édition, 2009.
- Alain Ruggiero (dir.), Nouvelle histoire de Nice, Toulouse, Privat, 2006, 383 p. ISBN 978-2708983359
- Ralph Schor, Histoire du Comté de Nice en 100 dates, Alandis Éditions, 2007.
- Ralph Schor (dir.), Dictionnaire historique et biographique du comté de Nice, Niza, Serre éditeur.
- Jean-Pierre Fouchy, Une Polka à Nice. La présence polonaise sur la Côte d'Azur, Éditions Incognito, 2011.